# Màu lông ngựa

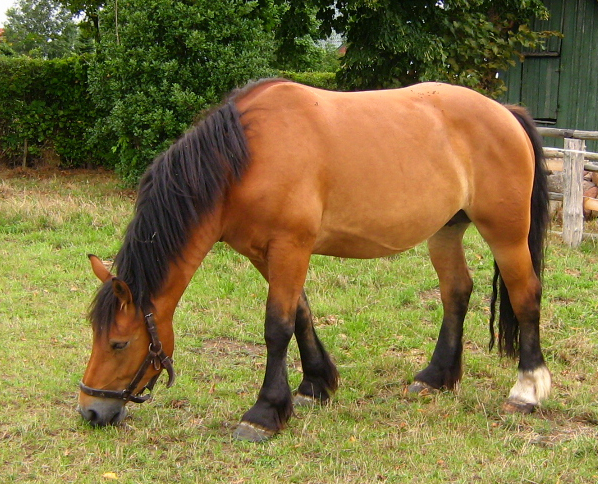
Một con ngựa có sắc lông vàng mật điển hình

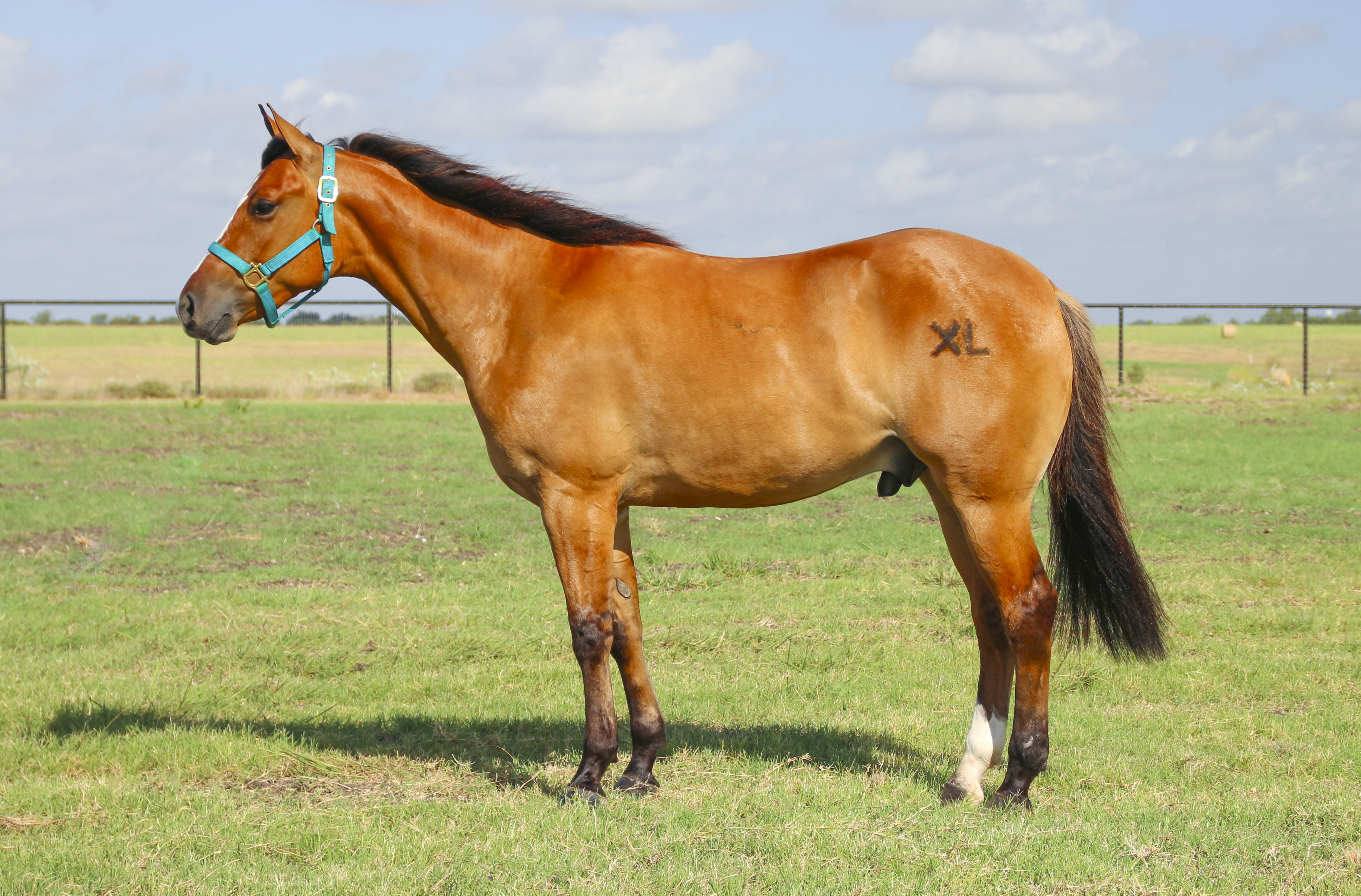
Một con ngựa có sắc lông nâu vàng (ngựa qua), đây là một trong những kiểu lông phổ biến ở ngựa

Màu lông ngựa là các dạng màu sắc lông được biểu hiện ra bên ngoài của họ hàng nhà ngựa (ngựa nhà, ngựa vằn, ngựa hoang, lừa, la và các dạng con lai), mà thông thường da dạng nhất là những giống ngựa nhà, qua quá trình chọn lọc nhân tạo của con người tạo nên đa dạng sắc lông theo từng tên của giống ngựa. Màu lông là một tính trạng đặc biệt, đóng vai trò chính ngay trong thời gian đầu của quá trình thuần hoá ngựa và sự chọn lọc đã bắt đầu. Có nhiều giống ngựa với các màu lông khác nhau như màu trắng, đen, vàng, hạt dẻ. Màu sắc lông chủ yếu dùng để nhận biết loài, vì số lượng gen quy định màu lông khá nhiều, khó cố định.
Trong khi rất nhiều loài động vật hoang dã có màu lông tương đối giống nhau (đồng nhất), nhưng động vật nuôi, chẳng hạn như ngựa lại có rất nhiều kiểu màu lông. Điều này phần lớn là do khác biệt trong chọn lọc động vật hoang dã khác với quần thể giống nuôi nhốt. Toàn thân ngựa được phủ một lớp lông ngắn, mịn nhưng lông phía trên cổ (bờm), sau gót chân và đuôi thì rất dài, hơi xù. Phần lớn các loài ngựa chỉ mang một màu lông, dù gam sắc đa dạng: trắng, hồng, vàng, xám, nâu, đen. Một số ít loài có 2-4 màu lông (ngựa khoang hay ngựa lang) thậm chí là nhiều màu lông (ngũ sắc). Ngựa vằn châu Phi lại mang sắc lông nền đen với sọc trắng hoặc vàng trắng làm nổi bật những sọc trắng xen kẽ.

## Màu lông

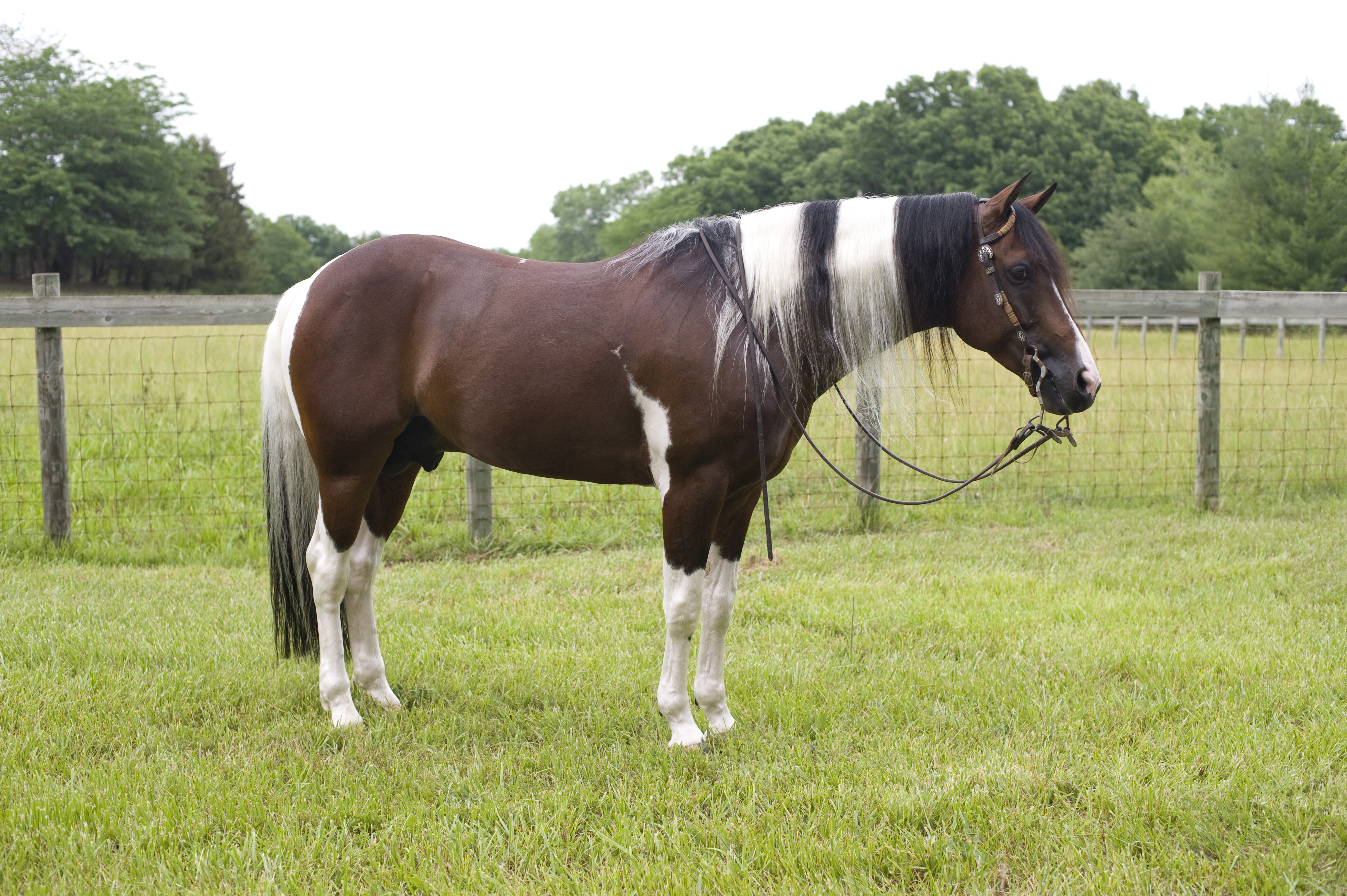
Song vĩ hồng (ngựa hồng hai màu lông)

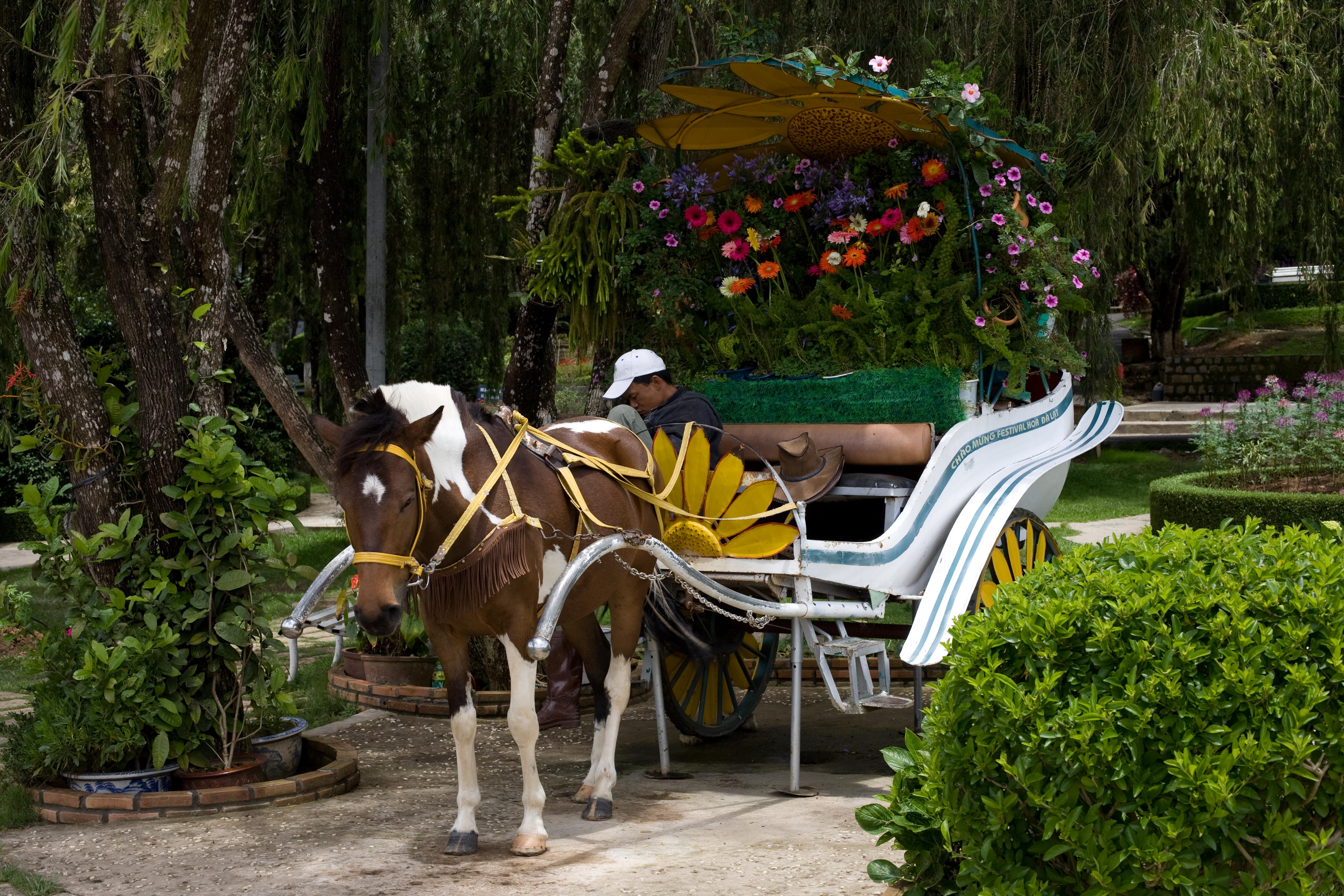
Một con ngựa Việt Nam với sắc lông Khứu chuy (màu đậm loang)

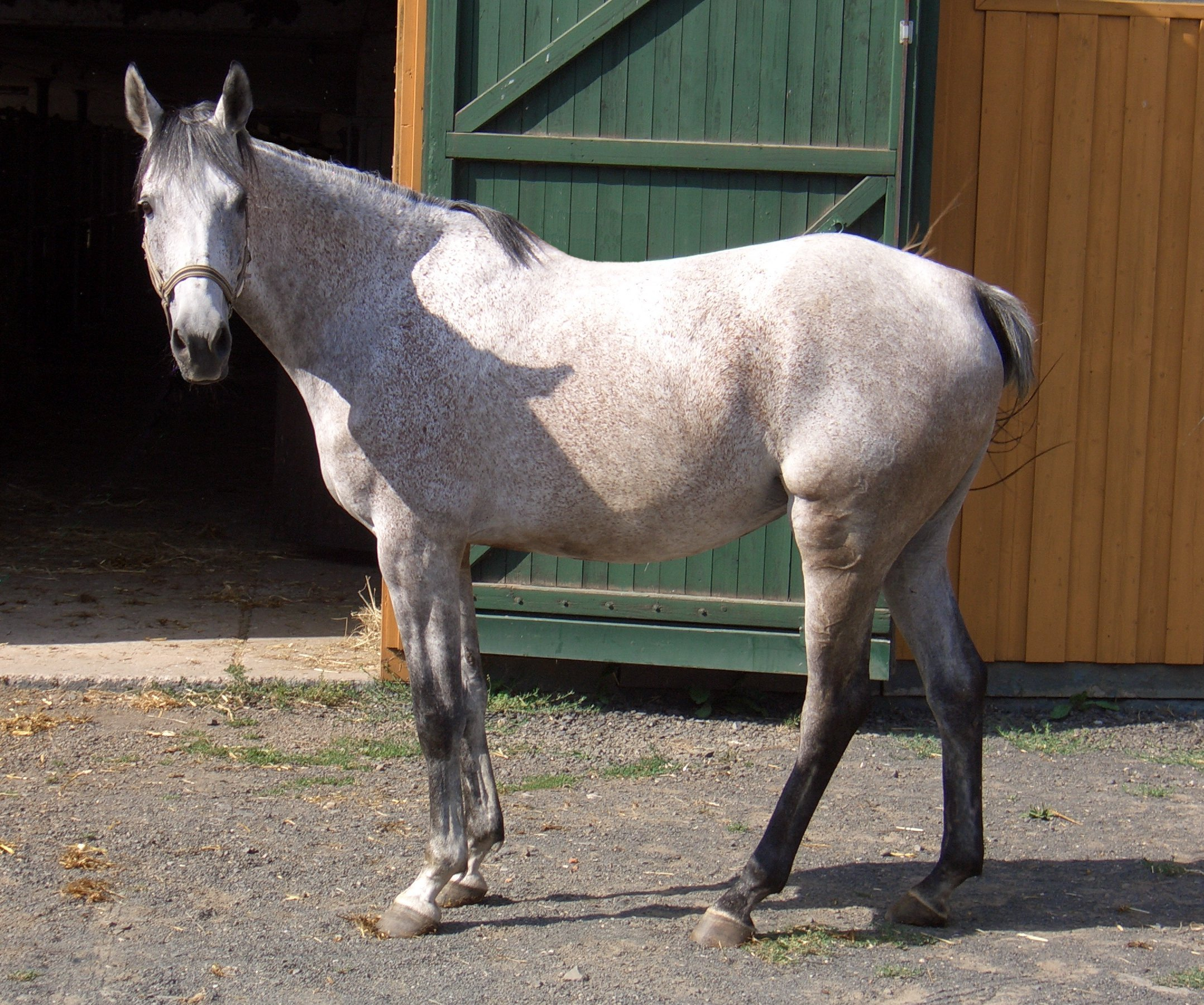
Một con ngựa lông màu cát

Ngựa có nhiều màu sắc do đó có những tên gọi khác để mô tả nhau tùy theo sắc lông. Hiện có rất nhiều màu kết hợp thành nhiều màu sắc khác nhau cho từng cá thể ngựa. Ngựa là loài có đặc tính di truyền màu lông, cho nên phải đặt ra một số từ để mô tả chúng. Ở ngựa có các màu lông cơ bản là hạt dẻ, hồng và đen. Sự dịch chuyển màu của ba màu cơ bản là do hiệu quả tương tác của các alen cùng xuất hiện. Toàn bộ màu sắc phổ biến nhất được công nhận là nâu đỏ, đen, nâu, hạt dẻ (hồng), màu nâu xám, kem, Palomino (vàng và trắng), hoặc màu xám. Palomino là danh từ chung để chỉ loại ngựa có màu sắc trắng bạch kim óng ánh (gọi là ngựa kim, một dạng màu vàng trắng). Có nhiều con màu sắc có nhiều khoang (thường được gọi là đốm), sắc trắng và hồng (còn được gọi là ngựa sơn), loang nâu được phát hiện ở loài ngựa (ngựa Appaloosa).
Theo cách phân chia của phương Tây thì màu sắc con ngựa thường được xác định bởi các màu như: Màu bay hay màu be (màu nâu đỏ sáng đến màu nâu tối), màu nâu thường (Brown), màu hạt dẻ/Chestnut (màu đỏ không có màu đen), màu gan/Liver (màu nâu rất tối), Sorrel (màu đỏ, giống màu sắc của một đồng xu mới), màu xám (lông đen và trắng hoặc màu trắng hỗn hợp), màu muối tiêu (Salt và Pepper) hoặc màu xám thép/"steel gray" (lông trắng và đen đều trộn lẫn trên hầu hết trên cơ thể), Dapple gray (màu tối đậm xen với màu xám nhẹ), Fleabitten gray (màu đỏ lấm tấm khắp lông), đốm hồng/Rose gray (màu xám với một màu hơi đỏ hoặc màu hồng nhạt pha với nhau).
Theo cách phân chia của phương Đông: Ngựa mà tuyền màu trắng gọi là ngựa bạch (lông toàn màu trắng), lông trắng có chen một ít đen gọi là ngựạ kim (lông màu trắng mốc), lông đen tuyền gọi là ngựa ô, đen pha một tí chút đỏ gọi là ngựa khứu, đen pha nhiều đỏ gọi là ngựa hởi, đen pha đỏ tươi là ngựa vang, lông màu đen pha đỏ đậm là ngựa hồng, trắng đen pha chút đỏ là ngựa đạm, lông tím đỏ pha đen thì gọi là ngựa tía, trắng sọc đen là ngựa vằn, ngoài ra còn có ngựa xám, ngựa đỏ, ngựa bích. Màu sắc lông ngựa được ghi lại trong sách Trung Quốc có 20 loại ngựa trên cơ sở sắc màu của chúng.
Ở Việt Nam một số quan niệm phân định 14 loại sắc lông ngựa gồm: Ngựa Hạc, Ngựa Hởi, Ngựa Kim, Ngựa Ô, Ngựa Hồng,  Ngựa Tía, Ngựa Đạm, Ngựa Khứu, Ngựa Chuy, Ngựa Séo, Ngựa Bích, Ngựa Qua, Ngựa Phiếu, Ngựa Thông. Trong Đại Nam nhất thống chí có đoạn ghi chép về chuyện con ngựa như sau: "Thiên nguyệt lệnh, kinh Lễ nói: Xa giá của thiên tử đi ra, tháng mạnh xuân (tháng giêng), thắng ngựa thương long (ngựa sắc xanh); tháng mạnh hạ (tháng tư), thắng ngựa xích lưu (ngựa sắc đỏ); tháng mạnh thu (tháng bảy), thắng ngựa bạch lạc (ngựa sắc trắng); tháng mạnh đông (tháng mười), thắng ngựa thiết ly (ngựa sắc đen)
Ở ngựa có bốn màu sắc chính: 
- Ngựa đen (ngựa ô): đen đậm, đen nhạt, đen loang (ô Chuy).
- Ngựa hồng (hồng mã): tía, vàng đậm nâu, nâu nhạt, hạt dẻ, sôcôla, sôcôla nhạt.
- Ngựa xám: xám đậm, xám nhạt, xám trắng.
- Ngựa trắng và Ngựa bạch: trắng tuyền hoặc trắng ánh kim, màu trắng tuyền (WW) là trội so với các màu tuyền khác. Vì vậy khi con vật có mảng trắng trên nền đen, nền nâu thì màu trắng xem ra có vẻ lấn át nên các loại ngựa ấy được gọi là trắng xám, trắng hồng, chấm trắng, lang trắng có thể không rộng lắm trên cơ thể nhưng cũng thường thấy ở mũi, mí mắt, phần dưới tứ chi, bờm, đuôi.

Màu lông cơ bản có ba loại:

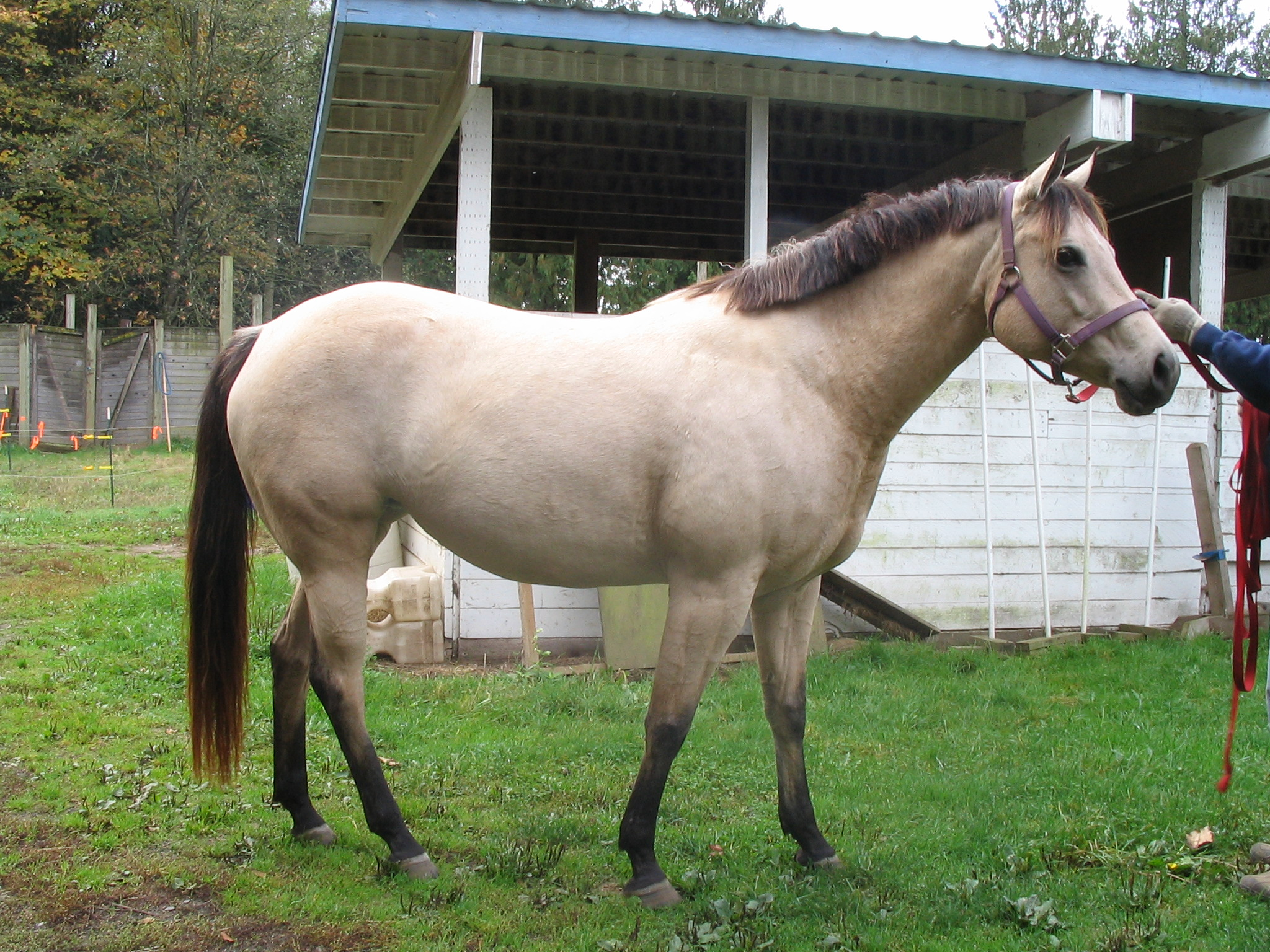
Ngựa có màu lông trắng pha

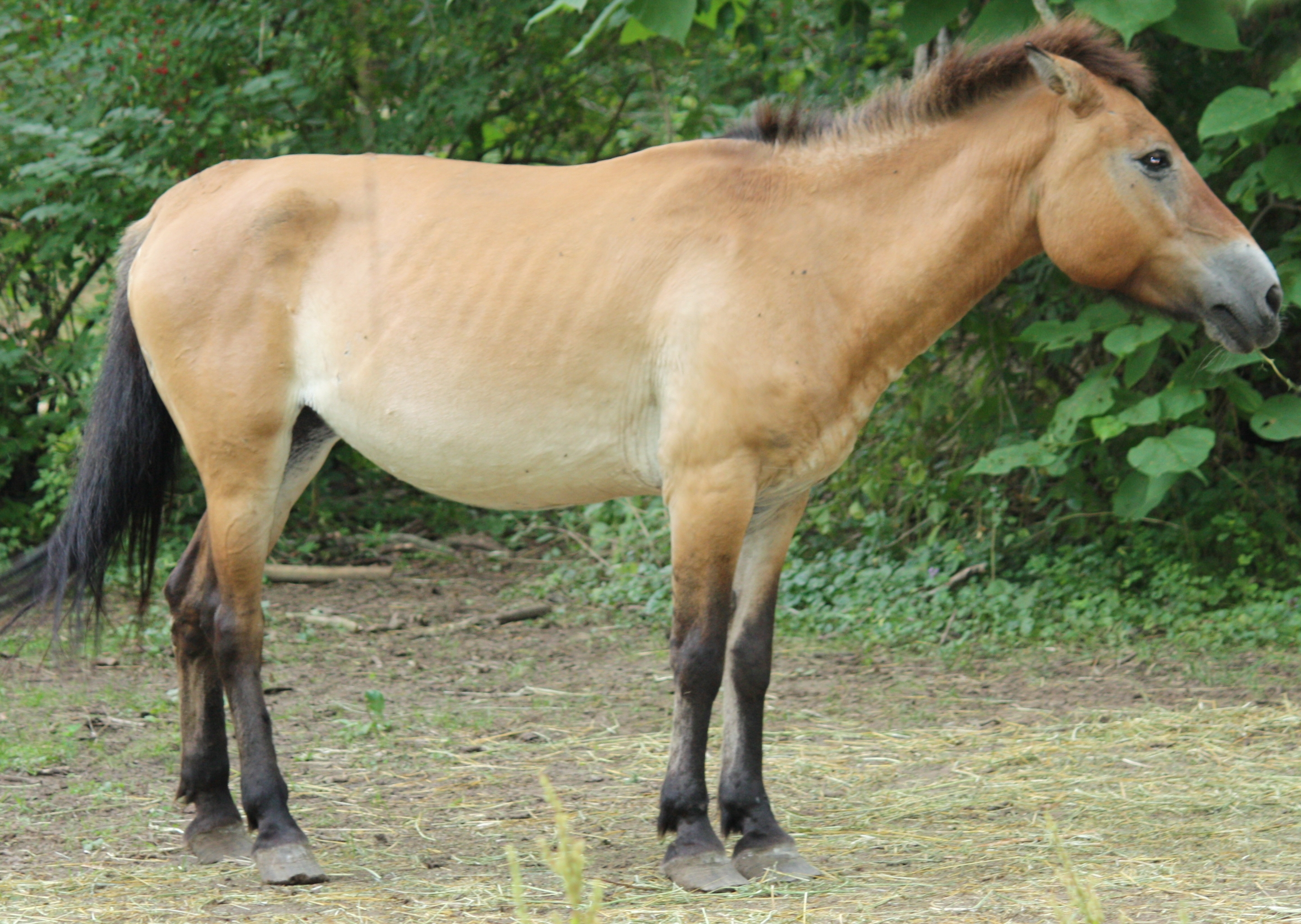
Ngựa hoang Mông Cổ với màu lông nguyên thủy

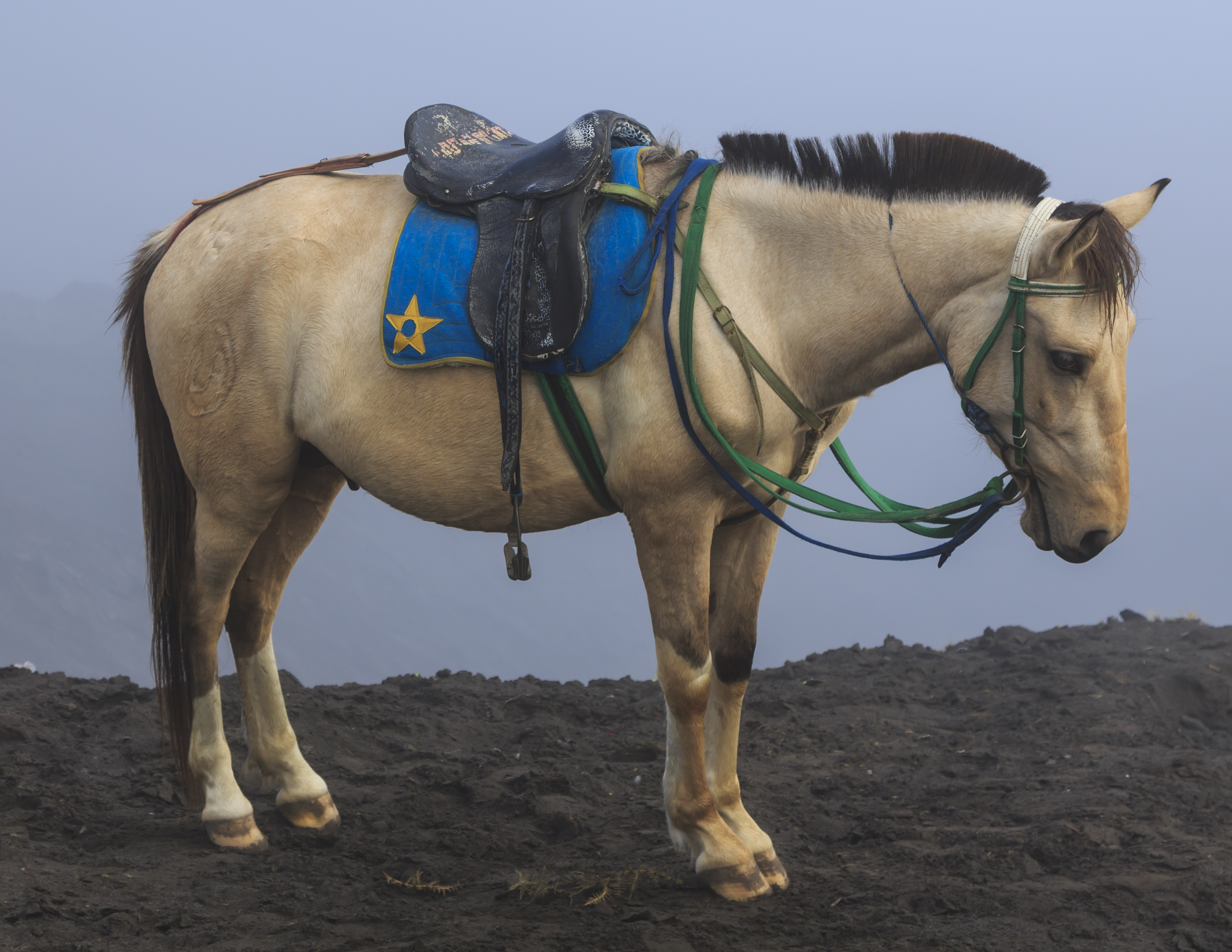
Ngựa Java

- Màu đen: đặc trưng của nó là thân đen và đuôi đen, phần dưới tứ chi cũng đều là màu đen, ngọn lông có màu rỉ sét, dưới ánh mặt trời nó giống màu đỏ đen.
- Lưu mao: Là những giống ngựa có đặc trưng của nó là đuôi và phần dưới tứ chi có màu đen, lông từ màu vàng chuyển sang đỏ, màu nâu đen thay đổi, ngựa màu nâu đen gọi là ngựa Hắc Lưu, có khi mức độ đen giống màu đen ở đuôi, nhưng màu sắc lông ở quanh miệng, mũi, mắt, đặc biệt là màu ở đường giữa chân sau có màu lông nhạt hơn, vẫn có thể phân biệt được với màu đen.
- Màu hạt dẻ (chesnut): đặc trưng là lông có màu từ màu vàng chuyển sang đỏ nâu, đuôi và phần dưới tứ chi có màu sắc giống như vậy, nhưng nhạt hơn.

Ngoài ra còn có hai màu lông thường gặp: màu cát, màu trắng. 
- Màu cát có hai loại: một loại là màu lông này duy trì suốt đời. Một loại là màu lông cát nhưng khi già đi sẽ chuyển thành màu trắng, càng già số lượng lông trắng càng nhiều lên, đến khi 12 tuổi, có thể toàn thân sẽ chuyển thành màu trắng.
- Lông trắng có hai loại, một là trong suốt, lông và da đều không có sắc tố, di truyền lặn, một loại khác là mắt và miệng có sắc tố, biểu hiện trắng trội, những chỗ khác đều không có sắc tố. Màu trắng cũng thay đổi theo tuổi, thường thấy ở ngựa trung niên, hóa ra xám khi già hơn. Khi nhỏ, ngựa có lông xám có màu đậm hơn, khi lớn có màu sáng hơn, trắng hơn, nhưng vẫn giữ màu đen ở chân lông.
- Ngựa bạch cũng có ba loại bạch hồng, bạch kim và bạch nhạn. Điểm cốt yếu để phân biệt giữa ngựa bạch và ngựa thường đó là đôi mắt và móng ngựa. Đôi mắt ngựa bạch thuần chủng trông như hòn bi ve, móng ngựa bạch cũng phủ một màu trắng và toàn thân không có một chấm đen[2] Toàn thân có màu trắng, mắt hồng và trong như viên bi ve, nếu đang đi ngoài đường vào chính Ngọ (12 giờ) nó sẽ khựng lại một lúc.
- Ngựa hoang duy nhất còn tồn tại ngày nay là ngựa hoang Mông Cổ hay còn gọi là ngựa hoang Przewalski (nay thường xuất hiện ở vùng Tân Cương Trung Quốc hoặc vùng Trung Á Tây Á Liên Xô Cũ), lông mao loài ngựa này có màu đen và dài.

Loài ngựa hầu hết đều có cùng một màu sắc trong suốt cuộc đời, chỉ có một số ít thay đổi sau nhiều năm phát triển tạo ra một màu lông khác với lúc nguyên thủy sinh ra. Hầu hết các mảng màu trắng lúc mới sinh, và màu da cơ bản của một con ngựa sẽ không thay đổi. Theo cơ bản của di truyền về màu lông ngựa và với xét nghiệm trong DNA để xác định khả năng một con ngựa khi sinh ra sẽ có một màu nhất định, cho nên các nhà nghiên cứu lấy màu lông ngựa để phân biệt giống.
Tuy nhiên sau nhiều năm phát triển lại có thêm một số màu sắc khác. Đó chính là vấn đề hiện nay vẫn còn thảo luận, nghiên cứu, thậm chí vẫn còn tiếp tục tranh cãi về một số chi tiết, đặc biệt là những con ngựa với mô hình đốm, màu sắc như "sooty" hay "flaxen. Về di truyền, thì tất cả những con ngựa bắt đầu sinh ra với màu hạt dẻ mà các nhà di truyền học gọi là "màu đỏ", lý do vì sự vắng mặt của gen ("e"), hoặc đen của gen ("E") hoa. Vì vậy, màu đỏ gọi là gen ("ee") và đen ("EE" hoặc "Ee") là hai màu cơ bản. Trong phạm vi rộng lớn của tất cả các màu lông khác được tạo ra bởi hành động bổ sung gen.
Con ngựa trắng khi sinh ra không phải là màu trắng. Lúc đầu với mái tóc đen sau đó mất dần đổi sang màu trắng, thông thường tóc ngựa chuyển sang màu trắng tinh khiết giữa khoảng 6-8 tuổi. Con ngựa trắng thường được gọi là ngựa màu xám bởi vì màu sắc sẽ biến đổi theo một quá trình lão hóa. Màu da bình thường của con ngựa là màu đen, tóc trắng cho nên chúng ta nhìn nó giống như là màu xám. Nhiều con ngựa màu xám bị đổi màu da, một số lốm đốm và một số có vệt màu đỏ gọi là "blood marks" tức là "dấu máu". Một số cá thể ngựa có màu lông đặc biệt khác được lưu truyền qua tiểu thuyết, sử sách như màu Xích hay còn gọi là sắc lông màu đỏ (nổi tiếng nhất là con ngựa Xích Thố). Màu Ô, màu Ly là ngựa có sắc lông màu đen (chẳng hạn như con ngựa Ô Truy của Hạng Võ), ngựa Phiêu là ngựa có sắc lông xanh trắng (Phiêu Kỵ tướng quân). Lạc là ngựa vằn (Lạc mã thiên lý vương). Tinh là ngựa hồng (Song vĩ tinh còn gọi là Song vĩ hồng là con ngựa hồng hai đuôi của Lý Thường Kiệt).

## Các sắc lông
Các sắc lông chính của ngựa gồm (liệt kê chưa đầy đủ):

### Sắc lông sáng

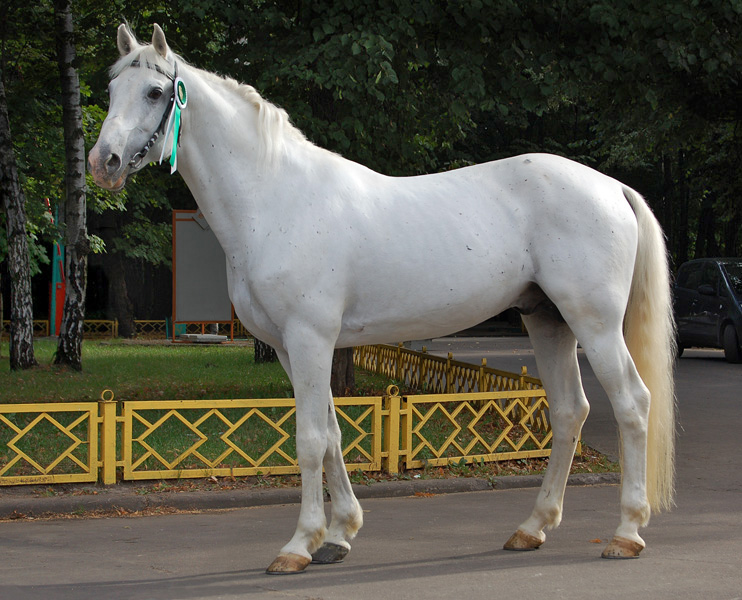
Ngựa hạc

Ngựa hạc: là những cá thể ngựa có sắc lông màu trắng toát mà người ta không gọi là "Ngựa bạch" và lại cũng không gọi là "Ngựa trắng". Cũng như thuật ngữ "Trâu cò" để gọi Trâu có sắc lông màu Trắng mà không gọi là trâu trắng. Trong chữ viết Hán Việt thì chữ "Khải 啓" có nghĩa chân phải trước của Ngựa có sắc lông màu trắng (Balzane) hay còn gọi là đốm lang chân ngựa. 
Ngựa hạc gồm có các dạng biến thể gồm:

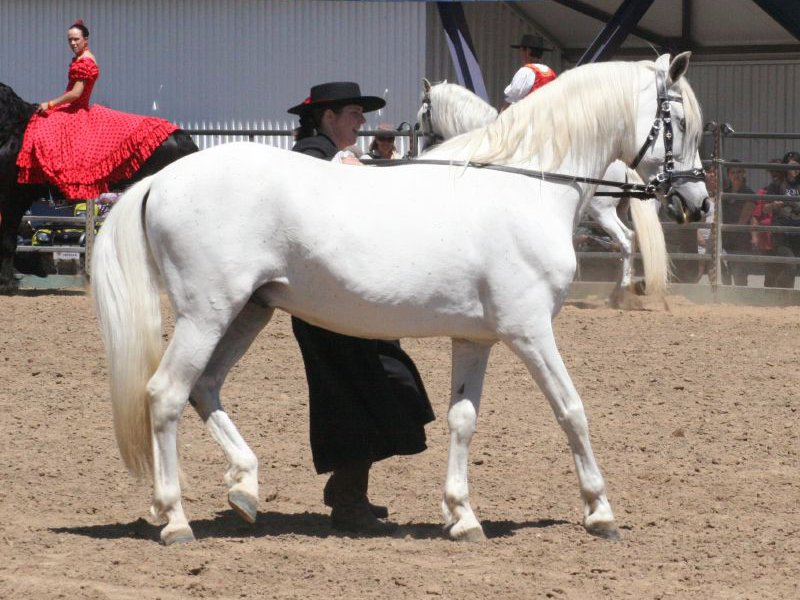
Một con ngựa hạc điển hình thuộc giống ngựa Andalusia

- Ngựa hạc (tiêu chuẩn): Là những con ngựa có nước da màu hồng hào và sắc lông trắng toát (Blanc Eclatant). Những cá thể có thể bắt gặp màu lông này là những con ngựa hạc thuộc giống ngựa Thuần Chủng Anh, hay ngựa hạc (giống ngựa nhỏ con có lông màu trắng) từ Campuchia thường được người Việt mua về để nấu cao ngựa[3]. Ở Việt Nam tương truyền còn có con ngựa chiến Bạch Long Câu của vua Nguyễn Nhạc của Nhà Tây Sơn.

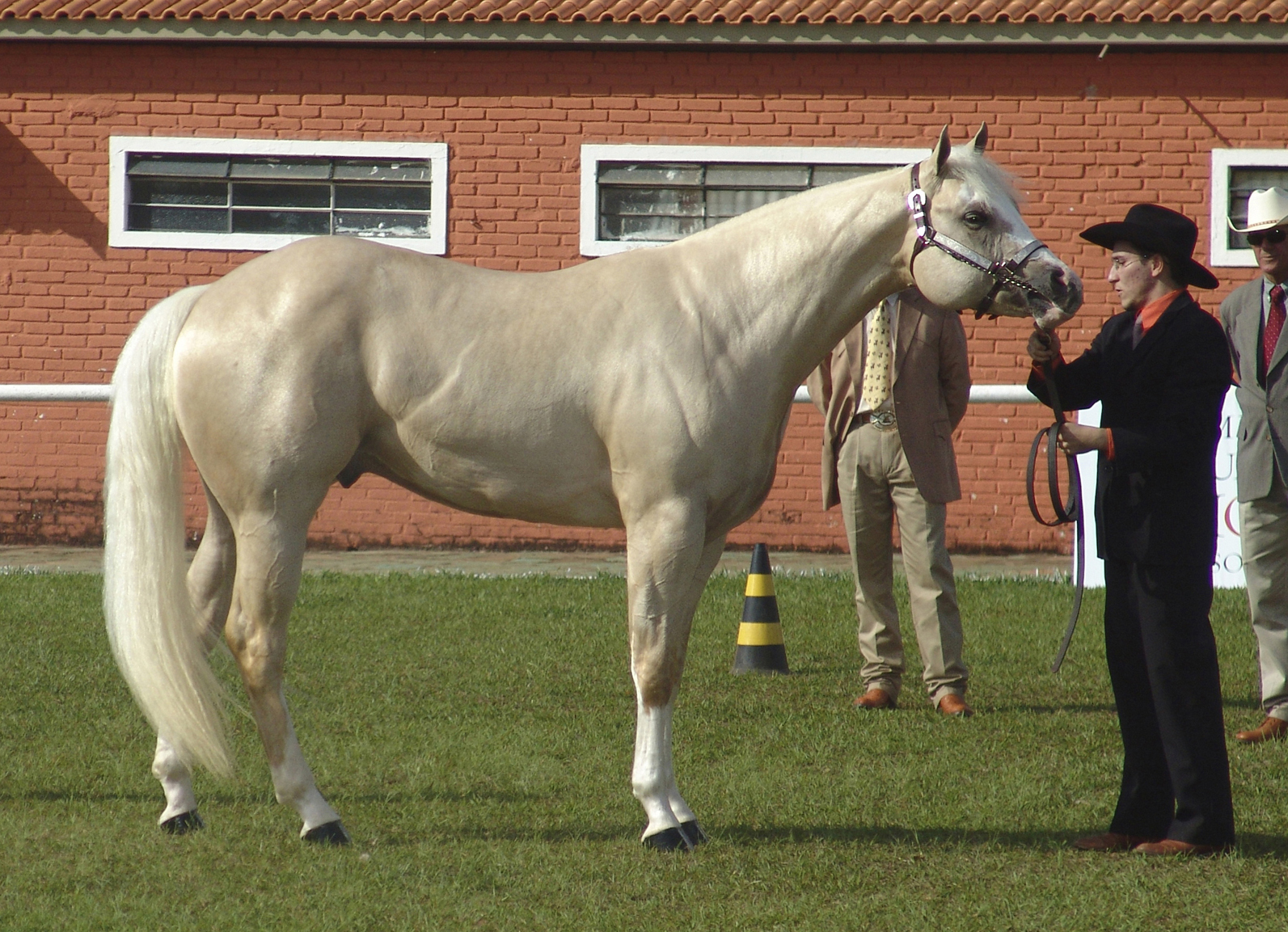
Một con ngựa hạc phèn

- Ngựa hạc phèn hay còn gọi là ngựa trắng sắc kem: Là những con ngựa sắc lông trắng toát màu phèn (Blanc d'Alun ou Crème) hay màu kem. Ngựa hạc phèn phổ biến có giống Ngựa Lipizzan nước Áo có thể mang những màu sắc này.

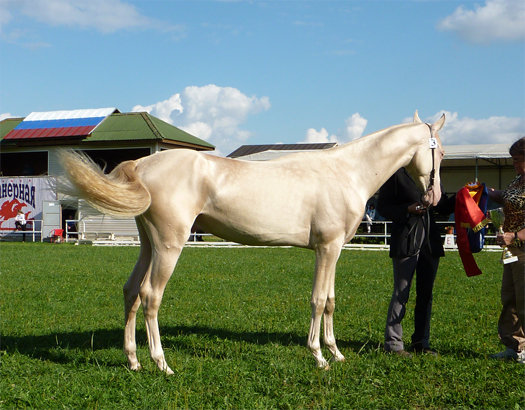
Một con ngựa Hãn Huyết Mã ở dạng ngựa Hạc Ngân

- Ngựa hạc ngân hay còn gọi là ngựa trắng sắc bạc: Là những con ngựa có sắc lông Trắng toát ngời ánh bạc (Blanc Argenté), điển hình là những con ngựa thuộc giống ngựa Akhal-Teke Thuần chủng (hay còn gọi là Huyết Hãn Mã).

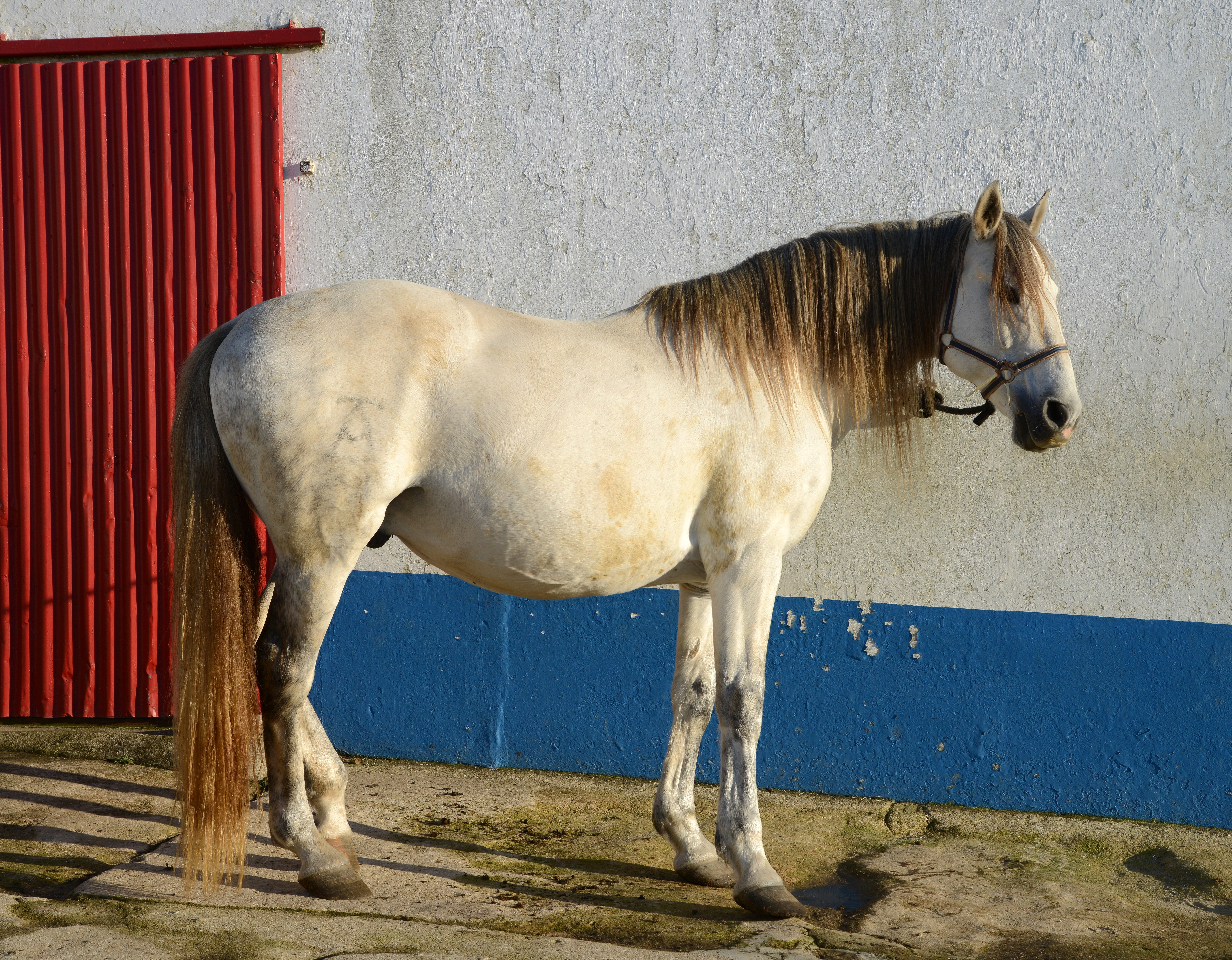
Một con ngựa hởi

Ngựa hởi: Là những giống ngựa có sắc trắng có pha lông trắng vàng vàng, những biến thể của chúng gồm có: 

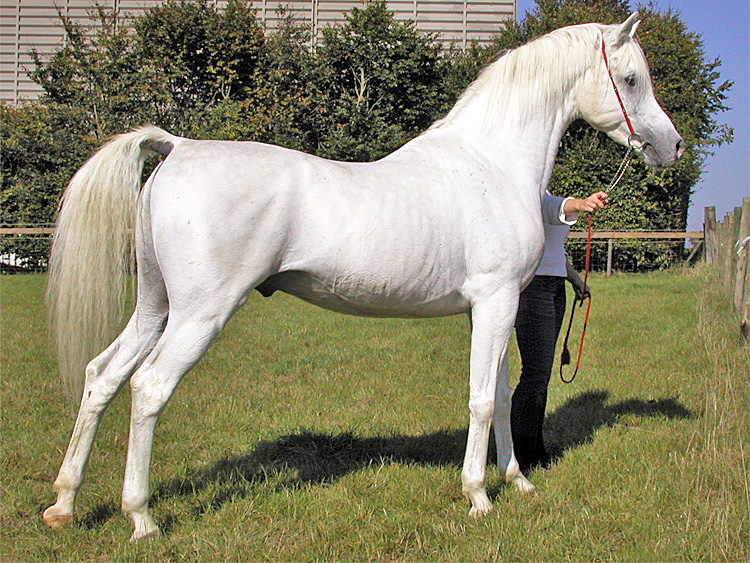
Một con ngựa hởi thuộc giống ngựa Ả rập

- Ngựa hởi (tiêu chuẩn): Là những con ngựa có sắc lông Trắng, bốn móng chân Đen, nó cũng thường thấy ở giống ngựa Ả Rập thuần chủng và giống ngựa Thiên Mã.

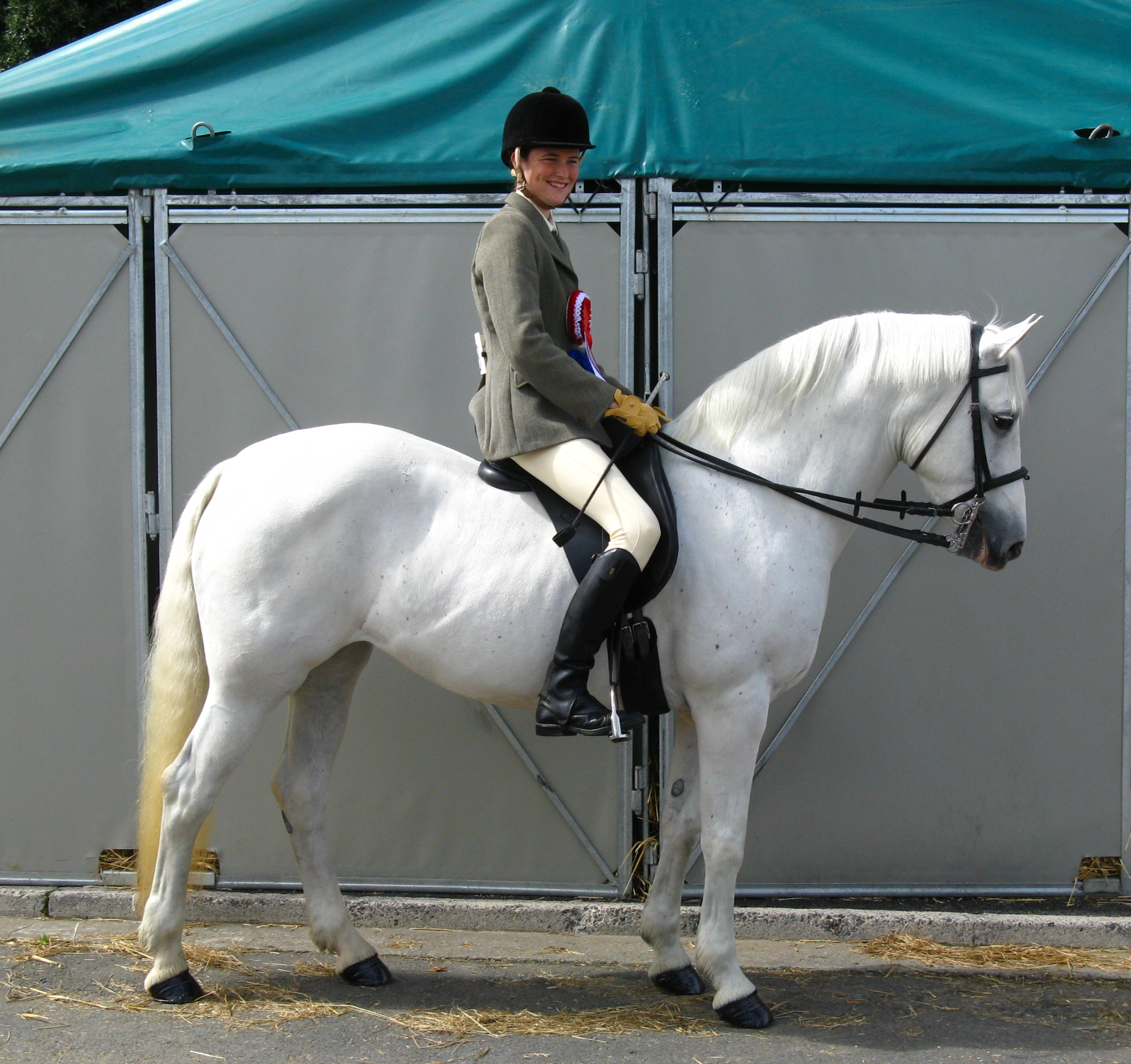
Một con ngựa hởi bông với sắc lông trắng mịn như bông

- Ngựa hởi bông: Là những con ngựa sắc lông trắng như bông, bốn móng chân đen. Một số giống ngựa có màu sắc này như ngựa Lippizan nước Áo.

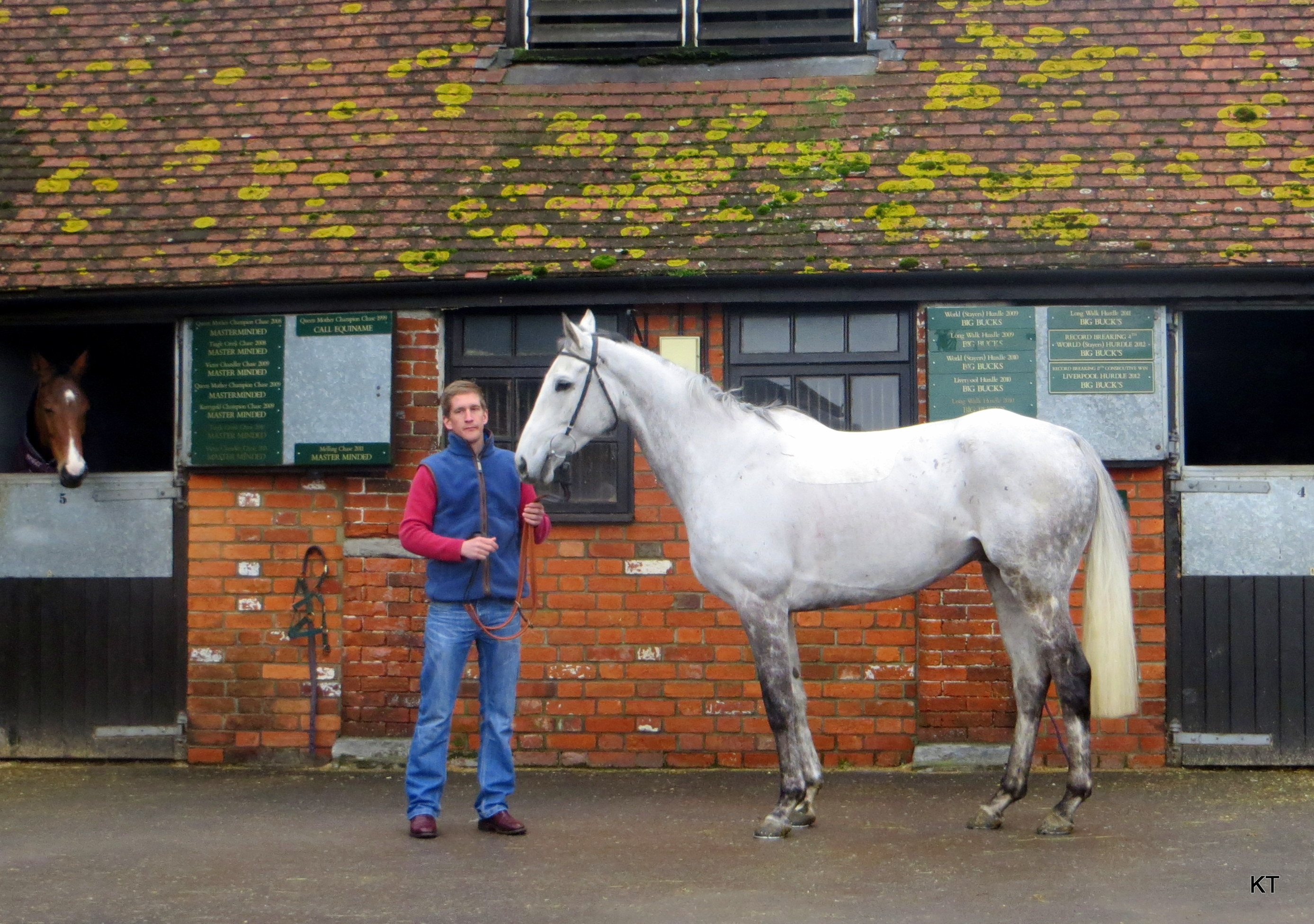
Một con ngựa hởi bạc

- Ngựa hởi bạc: Là những con ngựa có sắc lông trắng ánh bạc, bốn móng chân đen.

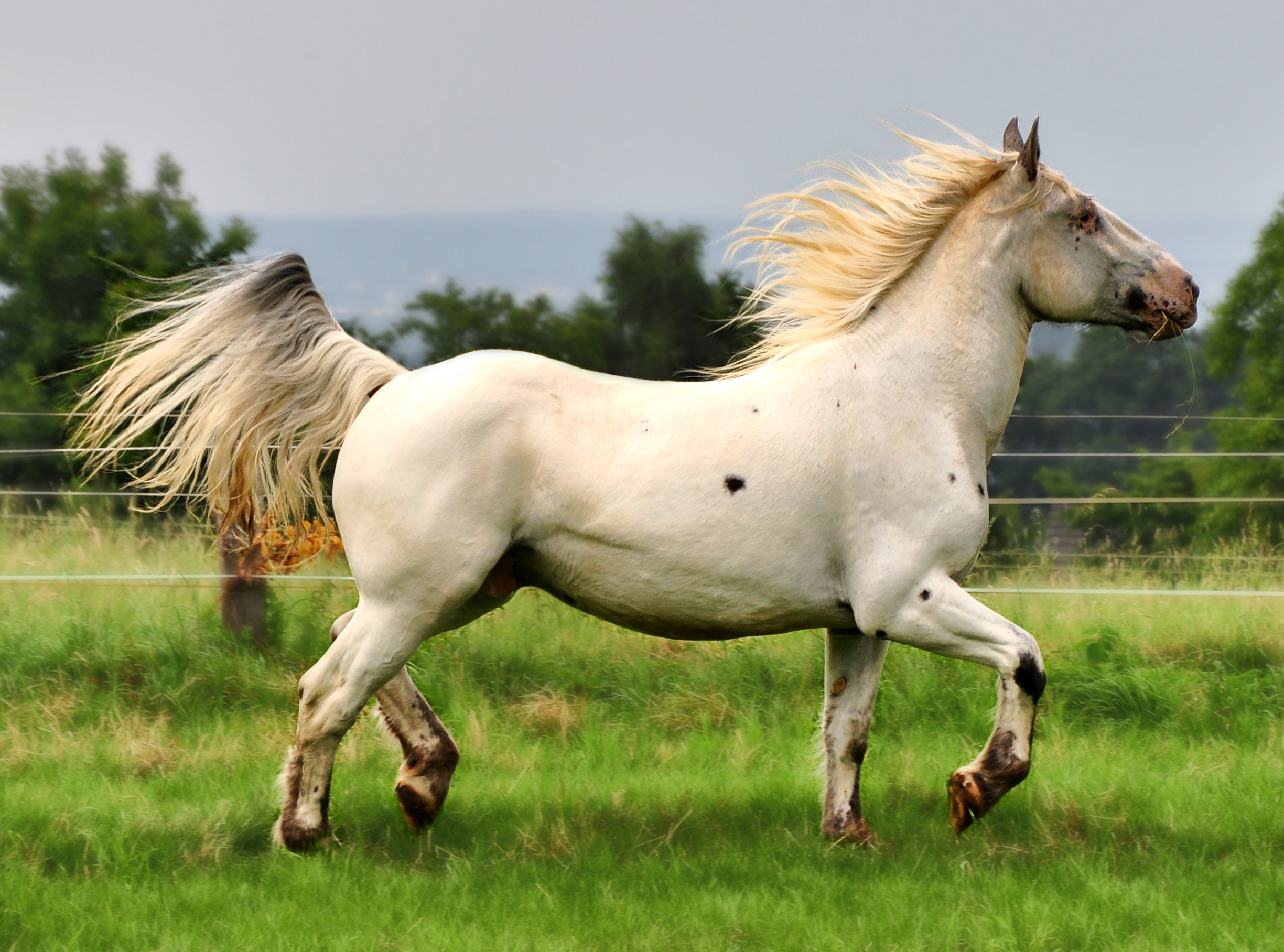
Ngựa hởi đồng với sắc trắng là lông mao, đuôi màu vàng đồng nhạt

- Ngựa hởi đồng: Là những con ngựa sắc lông trắng vàng ánh đồng, bốn móng chân màu đen.

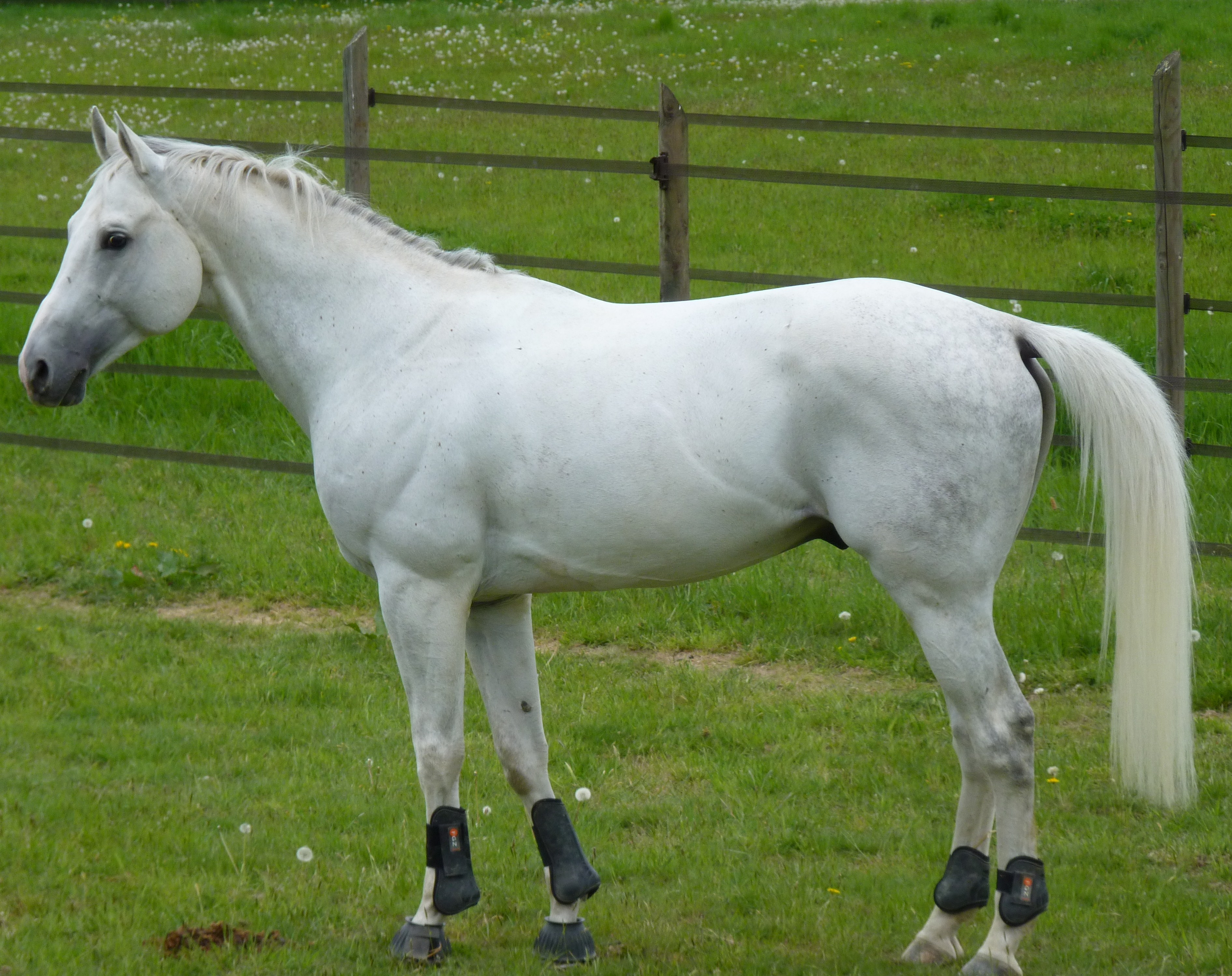
Ngựa kim

Ngựa kim là những giống ngựa có màu trắng (kim) chủ đạo có chút sắc màu hoặc xám. Chúng là giống ngựa có lông trắng có chen một ít đen (lông màu trắng mốc). Ngựa kim có thể được phân biệt với ngựa bạch chủ yếu nhờ vào độ tuyền của lông (lông ngựa kim thì trắng có lẫn tạp) và các bộ phận khác cũng như màu mắt. 
Ngựa kim gồm có:

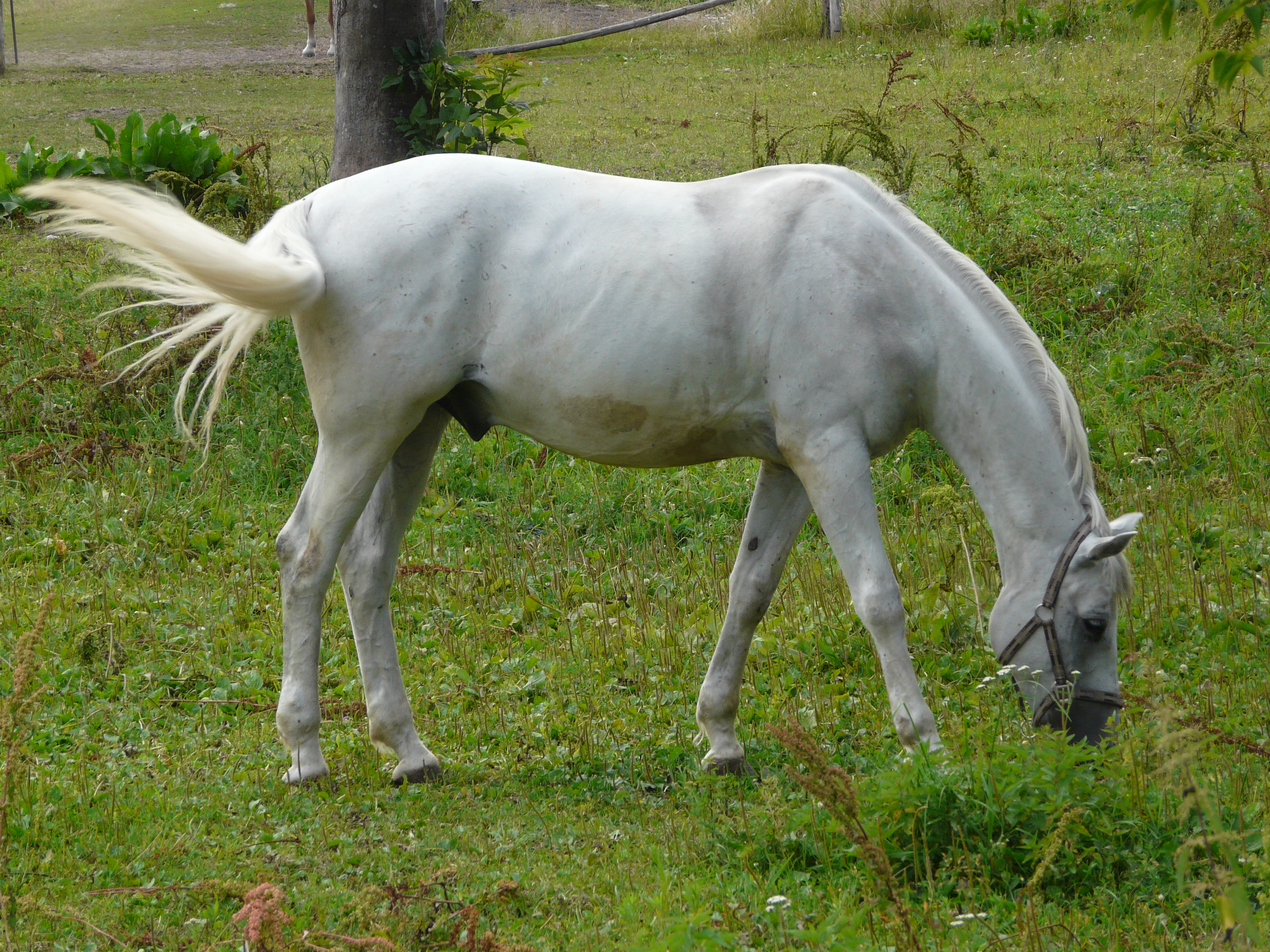
Một con ngựa kim

- Ngựa kim (tiêu chuẩn): Là những con ngựa có nước da màu xẩm và sắc lông trắng xám (Blanc Grisé), chẳng hạn như màu sắc của một số giống ngựa Lipizzan nước Áo) và ngựa Marwari thuần chủng của nước Ấn Độ.

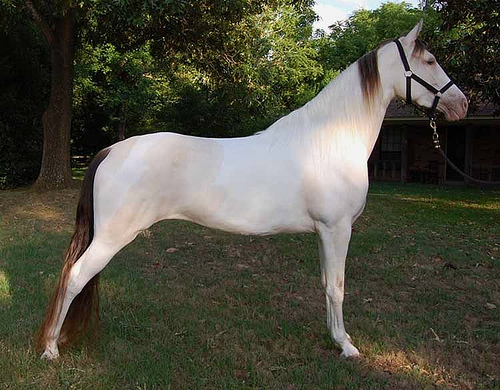
Ngựa kim lâu

- Ngựa kim lâu: Là những con ngựa sắc lông trắng xám, bờm đen và bốn móng chân đen chẳng hạn như giống ngựa Criollo của Pérou hoặc giống ngựa thuần chủng Ả Rập–Thiên Mã.

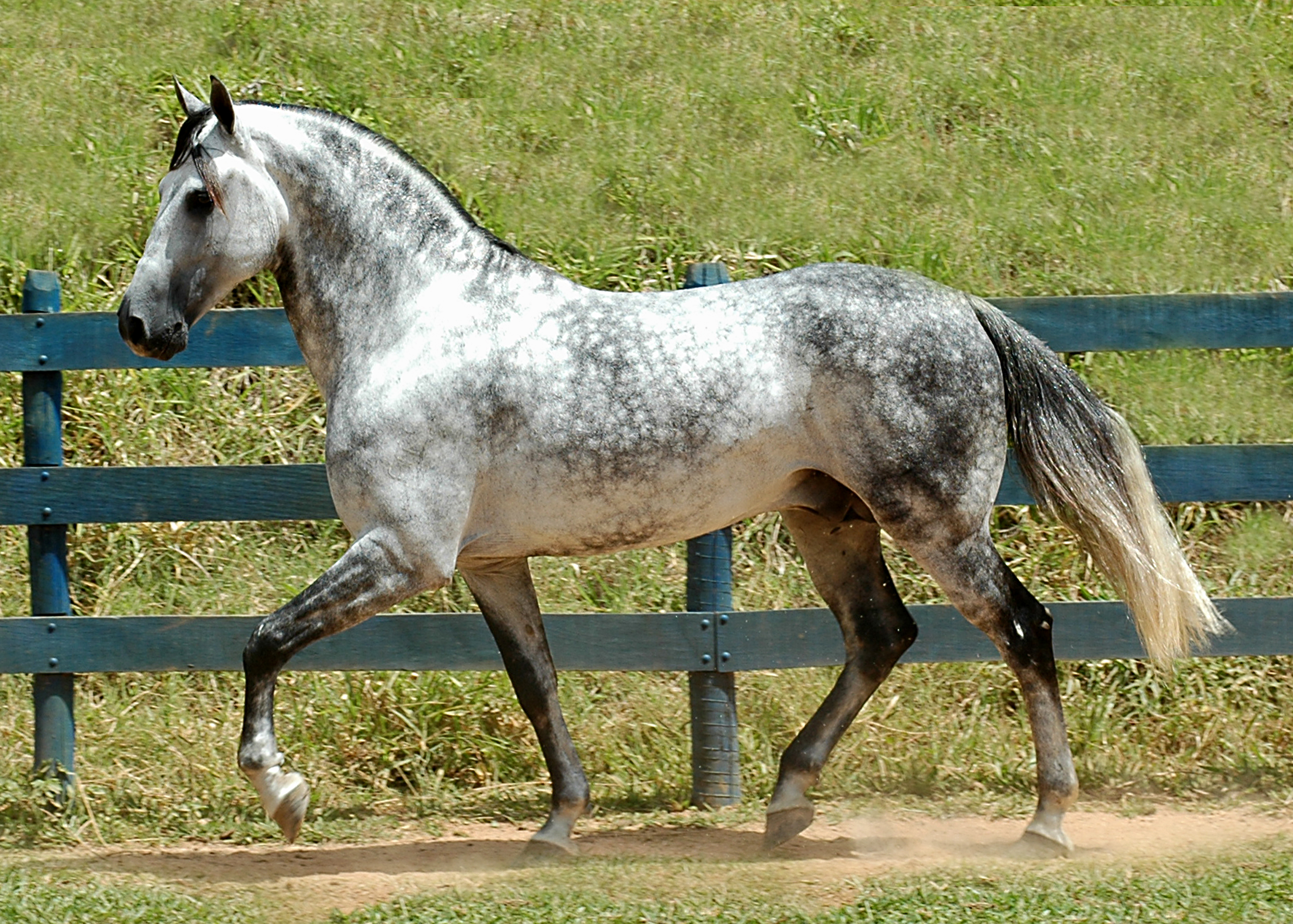
Một con ngựa kim than

- Ngựa kim than (ngựa kim lốm đốm): Là những con ngựa có sắc lông trắng xám bờm đen và mình lốm đốm, có thể thấy chúng xuất hiện trên những cá thể ngựa thuộc giống ngựa thuần chủng Ả Rập–Thiên Mã hoặc giống ngựa Apalosa (APAH) của nước Mỹ.

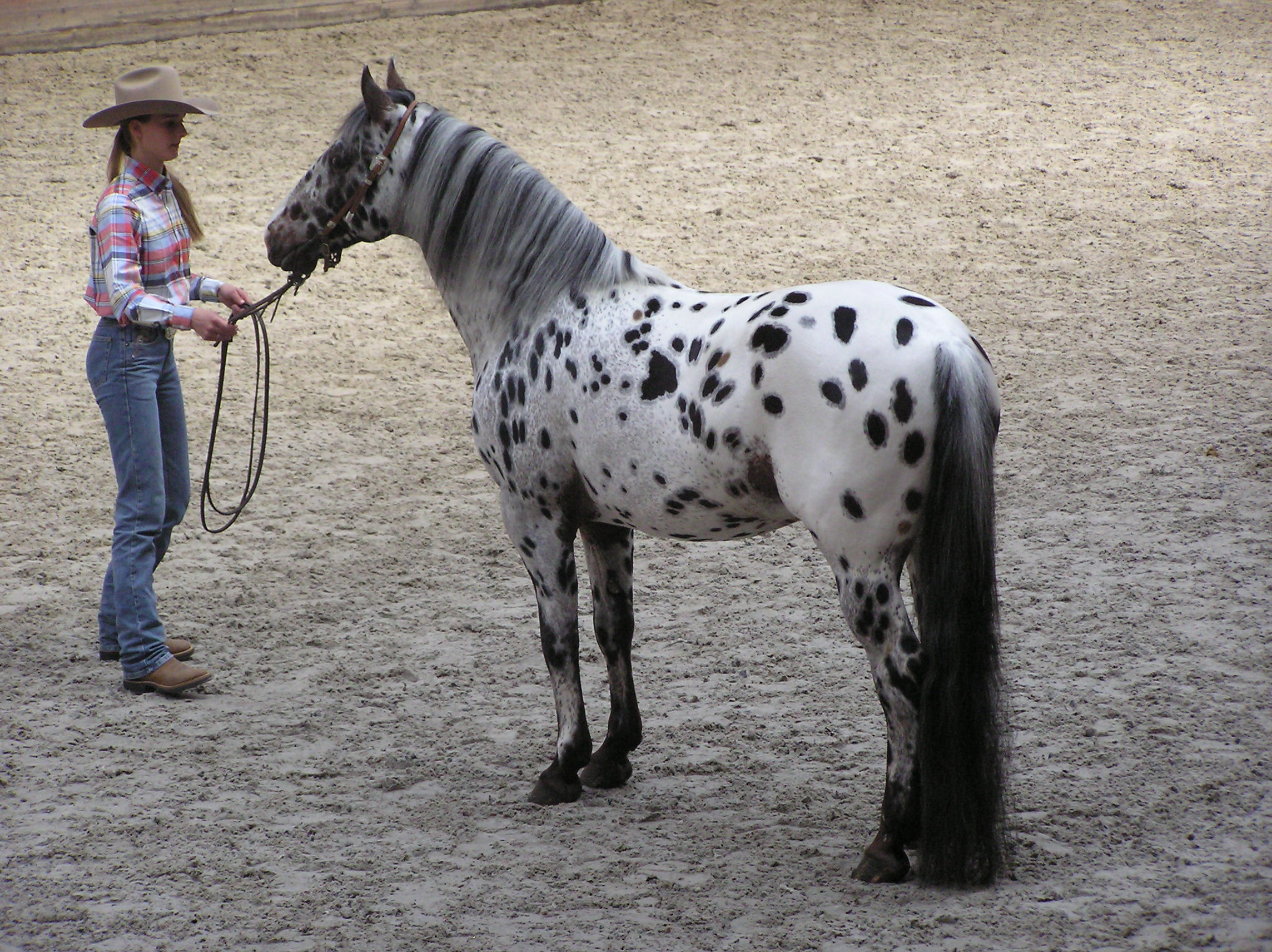
Một con ngựa kim lem thuộc giống ngựa Appaloosa của Mỹ

- Ngựa kim lem: Là những giống ngựa có sắc lông trắng xám loang lỗ những vết lem màu đen hoặc nâu xẩm (lem luốc). Những giống ngựa có thể bắt gặp là giống ngựa Knabstrup của nước Đan Mạch hay ngựa Ngựa Appaloosa của Mỹ.

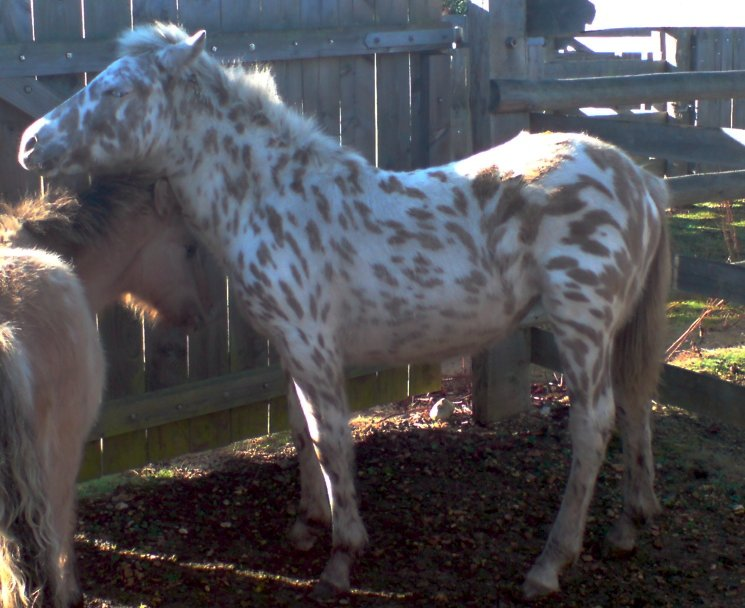
Ngựa kim quy

- Ngựa kim quy: Là những giống ngựa có sắc lông trắng xám có những lằn sọc đen hay trắng. Ngựa kim quy còn được gọi là ngựa Lạc là ngựa vằn (Lạc mã thiên lý vương).

Ngựa séo hay còn gọi là ngựa xám có đốm (gris), gồm có:

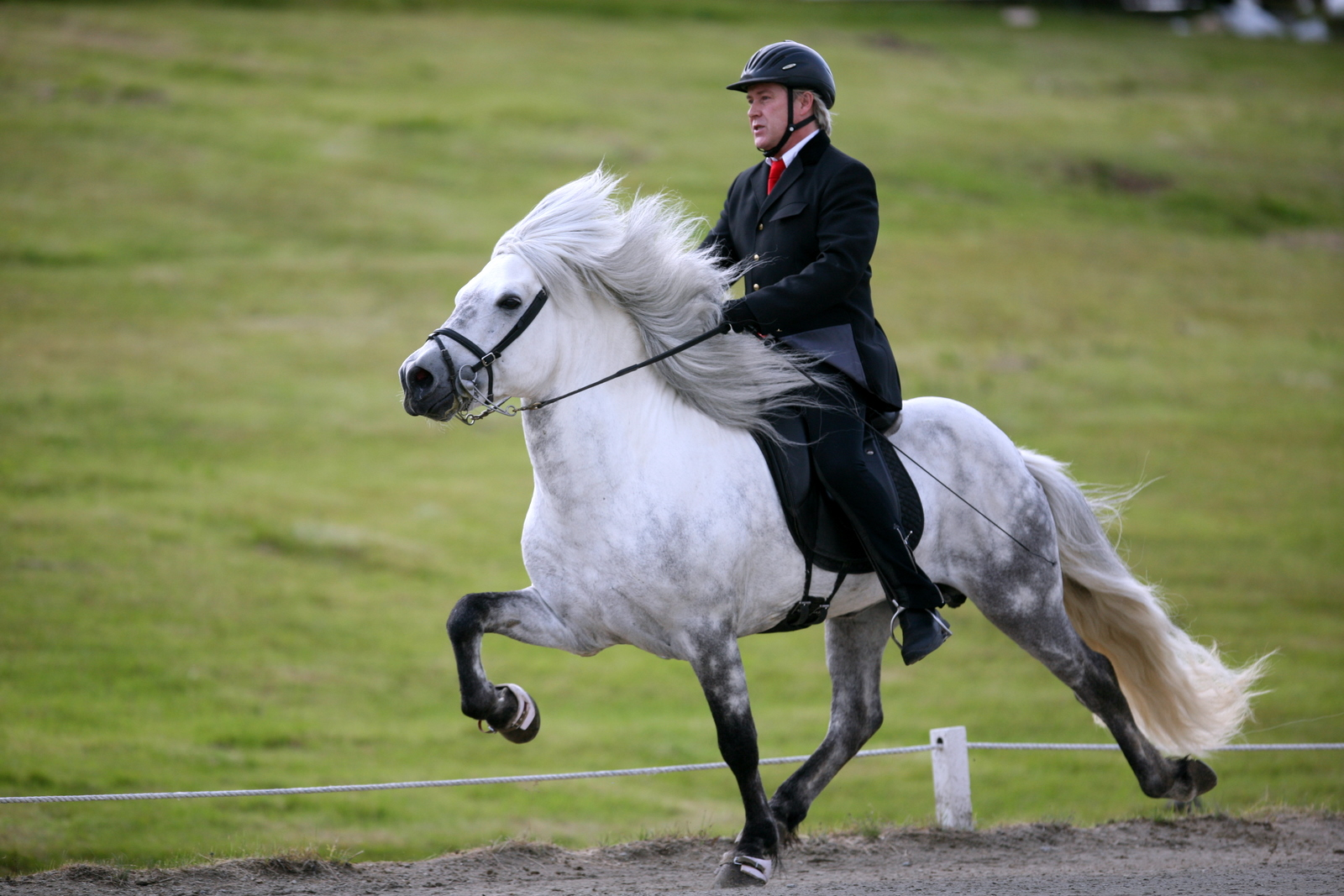
Ngựa séo (gris pommelé)

- Ngựa séo (tiêu chuẩn) là giống ngựa sắc lông màu xám đốm trắng (Gris Pommelé). Ngựa séo có thể được tìm thấy ở giống ngựa Thuần chủng Tây Ban Nha.

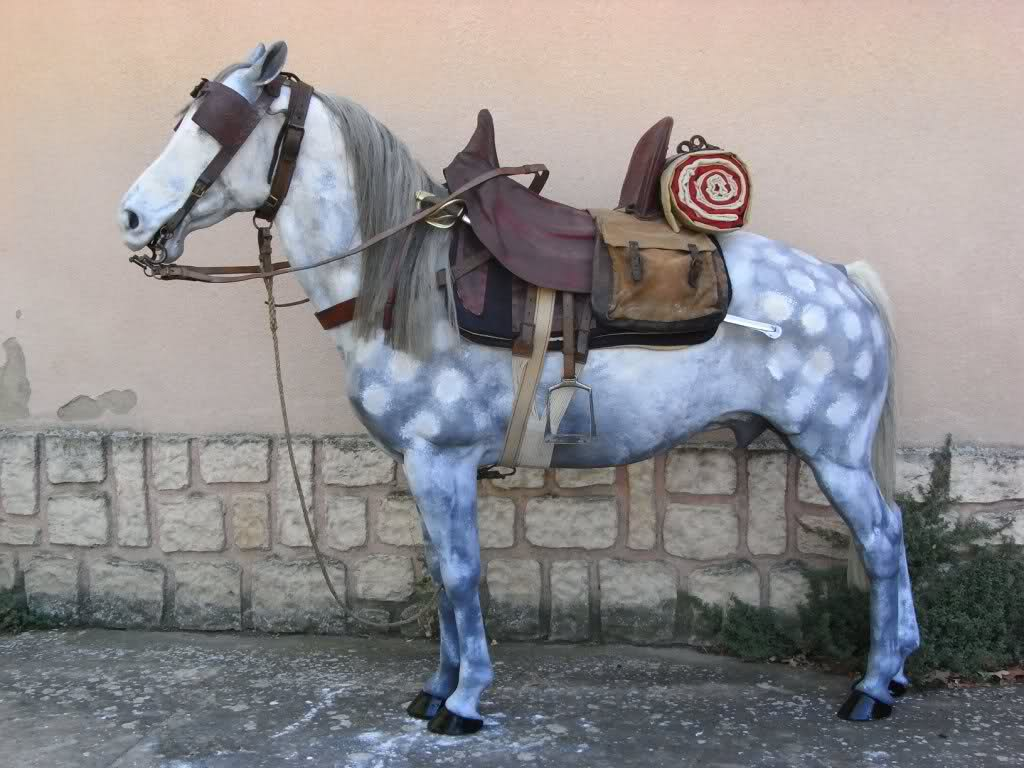
Ngựa séo điều thuộc giống ngựa Bắc Phi

- Ngựa séo điều là giống ngựa sắc lông màu xám sắt đốm trắng (Gris de Fer Pommelé). Ngựa séo điều có thể tìm thấy ở giống ngựa Thuần chủng Tây Ban Nha.

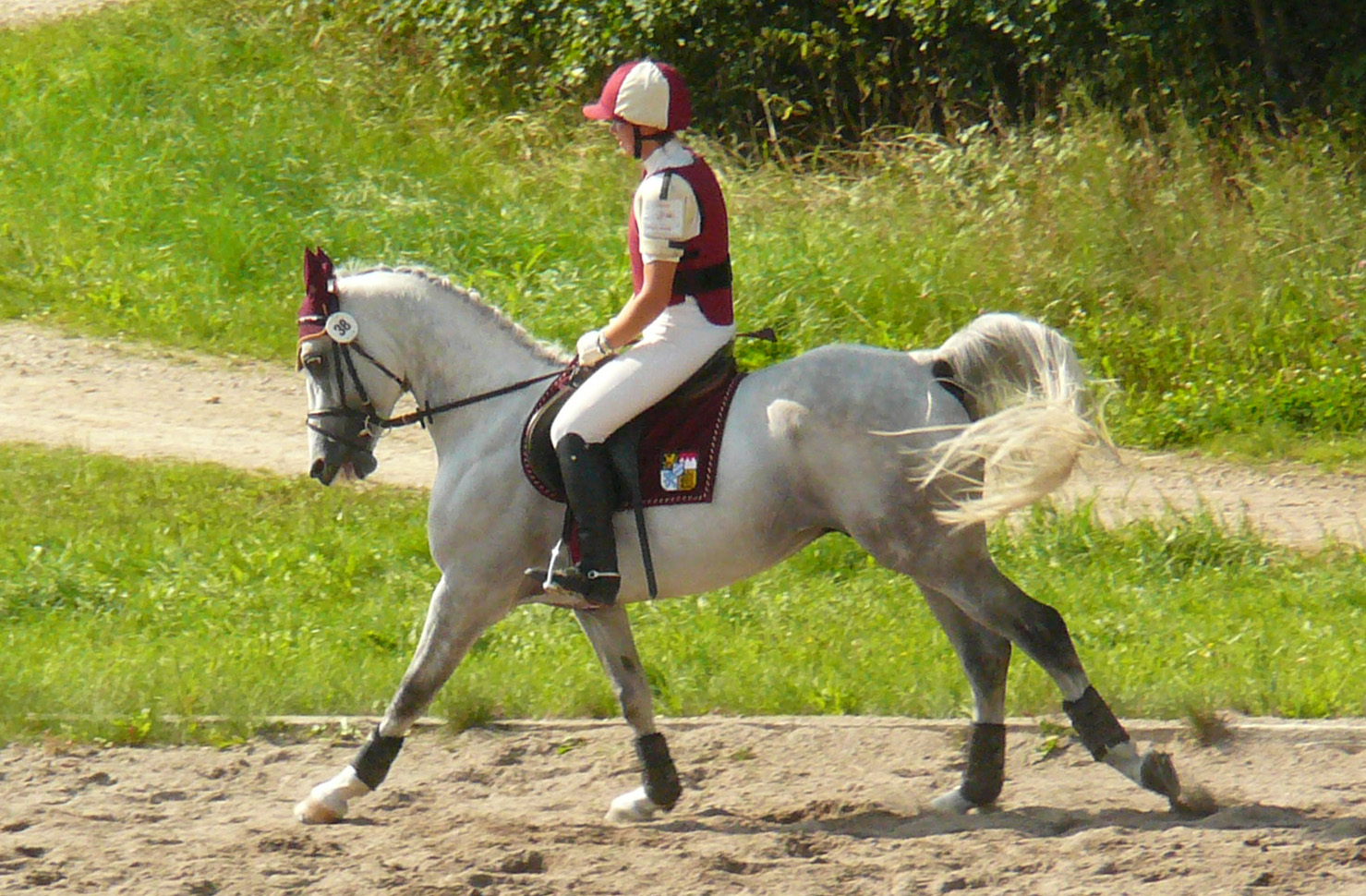
Ngựa séo điều bạc

- Ngựa séo điều bạc là những giống ngựa sắc lông màu xám nâu ánh bạc đốm trắng (Gris Argenté Pommelé). Ngựa séo điều bạc cũng có thể tìm thấy ở giống ngựa Thuần chủng Tây Ban Nha.

### Sắc lông lợt

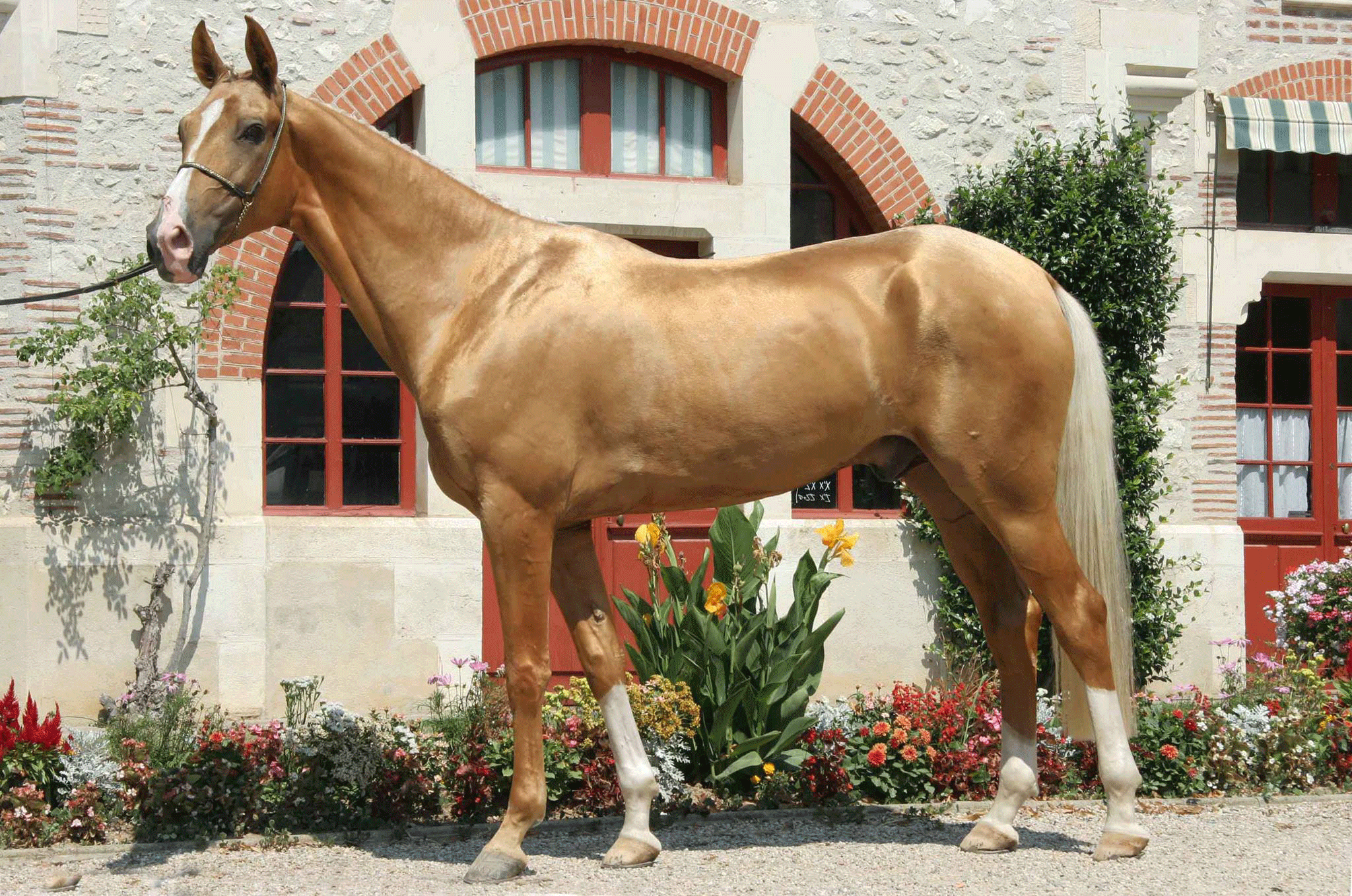
Ngựa qua ánh hoàng kim Huyết Hãn Mã

Ngựa qua hay ngựa vàng hay còn gọi là hoàng mã: Là các giống ngựa có sắc lông vàng, đây là một trong những màu lông phổ biến, Là loại nổi tiếng nhất của giống Huyết Hãn Mã "Akhal Téké"). Trong lịch sử ghi nhận một cá thể ngựa tên là Quyền Mao Qua (鬈髦騧), một trong Lục Tuấn của vua Đường Thái Tông. Ngựa qua gồm có: 

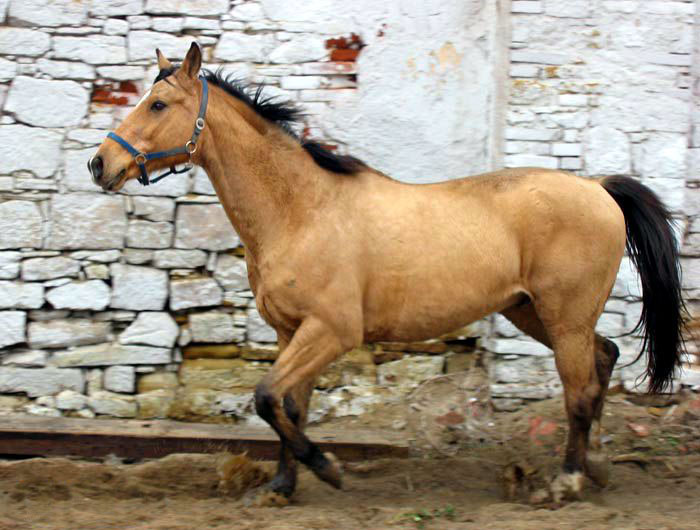
Ngựa qua mõm đen

- Ngựa qua mõm đen: Là những cá thể ngựa có sắc lông màu vàng, mõm đen (Isabelle), với sắc lông ngựa qua có thể tìm thấy màu sắc này ở giống ngựa Thuần Chủng Huyết Hãn Mã (Akhal-Téké)

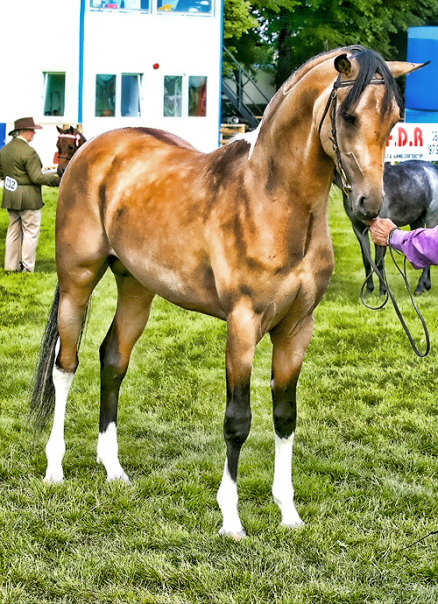
Một con ngựa qua lốm đốm thuộc giống ngựa Hãn Huyết Mã

- Ngựa qua lốm đốm: là những giống ngựa có sắc lông màu vàng lốm đốm (Isabelle Pommelée): Sắc lông này có thể tìm thấy ở giống ngựa Connemara.

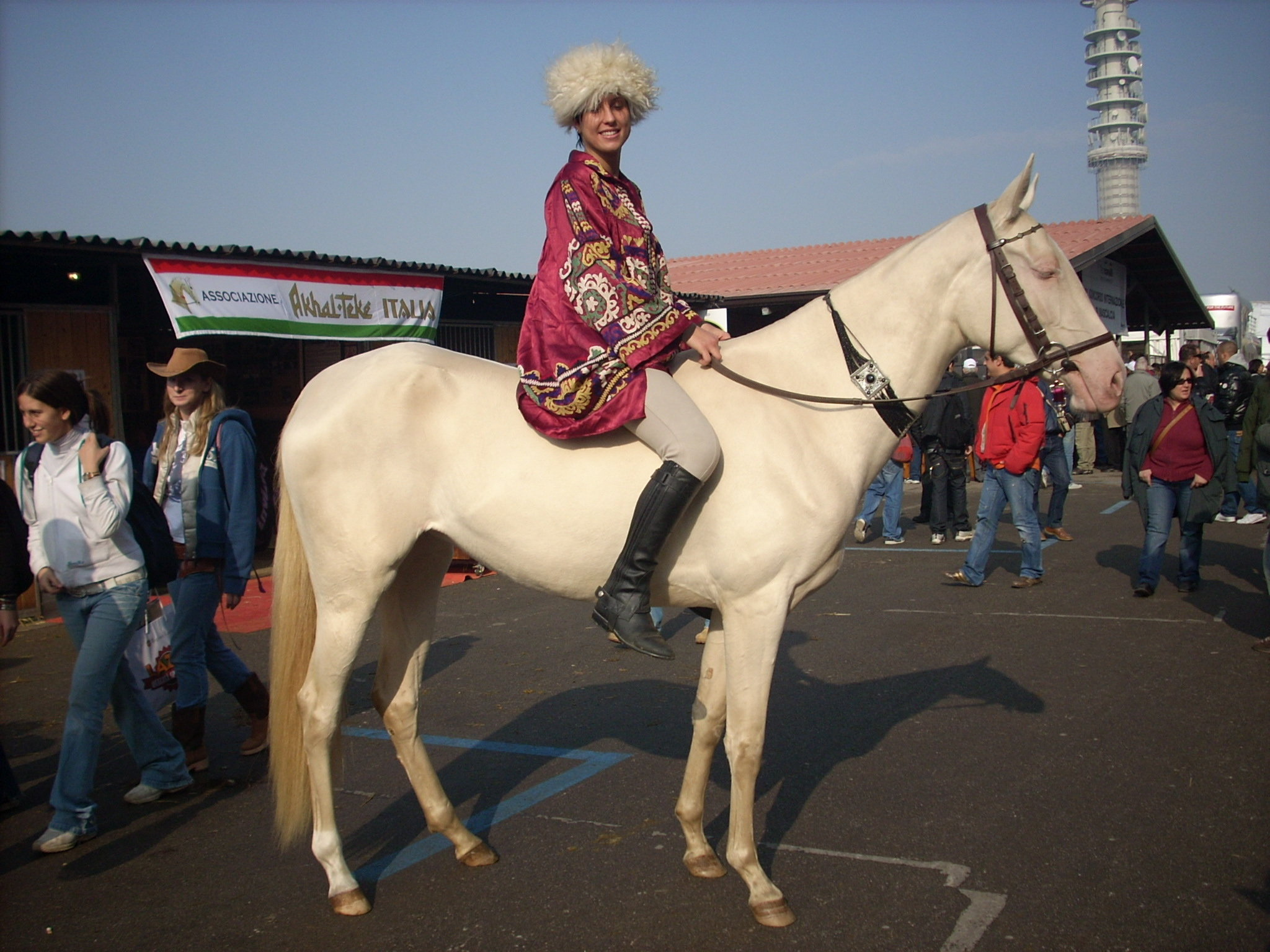
Ngựa qua ánh hoàng kim Huyết Hãn Mã

- Ngựa qua sắc lông hoàng kim: Là giống ngựa có sắc lông ửng màu vàng kim hoàng (Jaune Or): Ngựa qua ánh hoàng kim được tìm thấy ở giống ngựa Thuần chủng Akhal-Téké (Huyết Hãn Mã).

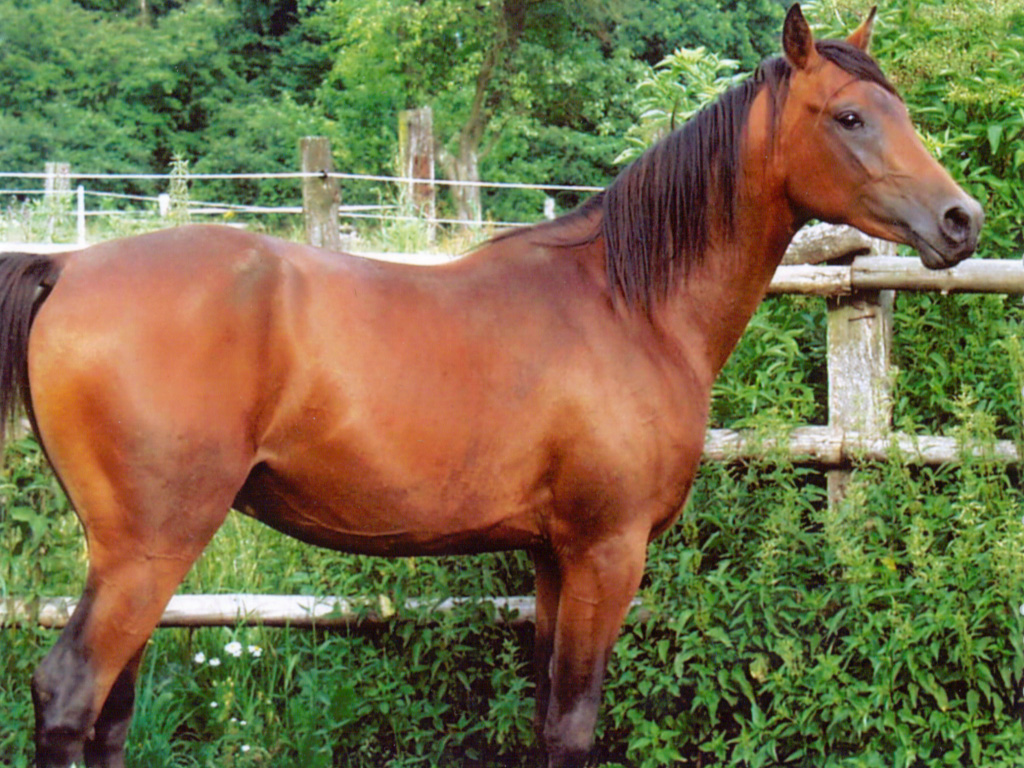
Một con ngựa hồng thuộc giống ngựa Ả rập

Ngựa hồng hay hồng mã hay còn gọi là ngựa lông hạt dẻ (Chestnut/Alezan). Màu hạt dẻ này có đặc trưng là lông có màu từ màu vàng chuyển sang đỏ nâu, đuôi và phần dưới tứ chi có màu sắc giống như vậy, nhưng nhạt hơn. Ngựa Hồng cũng chỉ về những cá thể ngựa có sắc lông hồng hào, chúng là một trong những biến thể lông phổ biến, sắc của chúng phổ quát theo dạng căn bản là đỏ. Ngựa hồng con được gọi là ngựa Tinh (như con Song vĩ tinh còn gọi là Song vĩ hồng là con ngựa hồng hai đuôi của Lý Thường Kiệt).

Ngựa hồng gồm có:

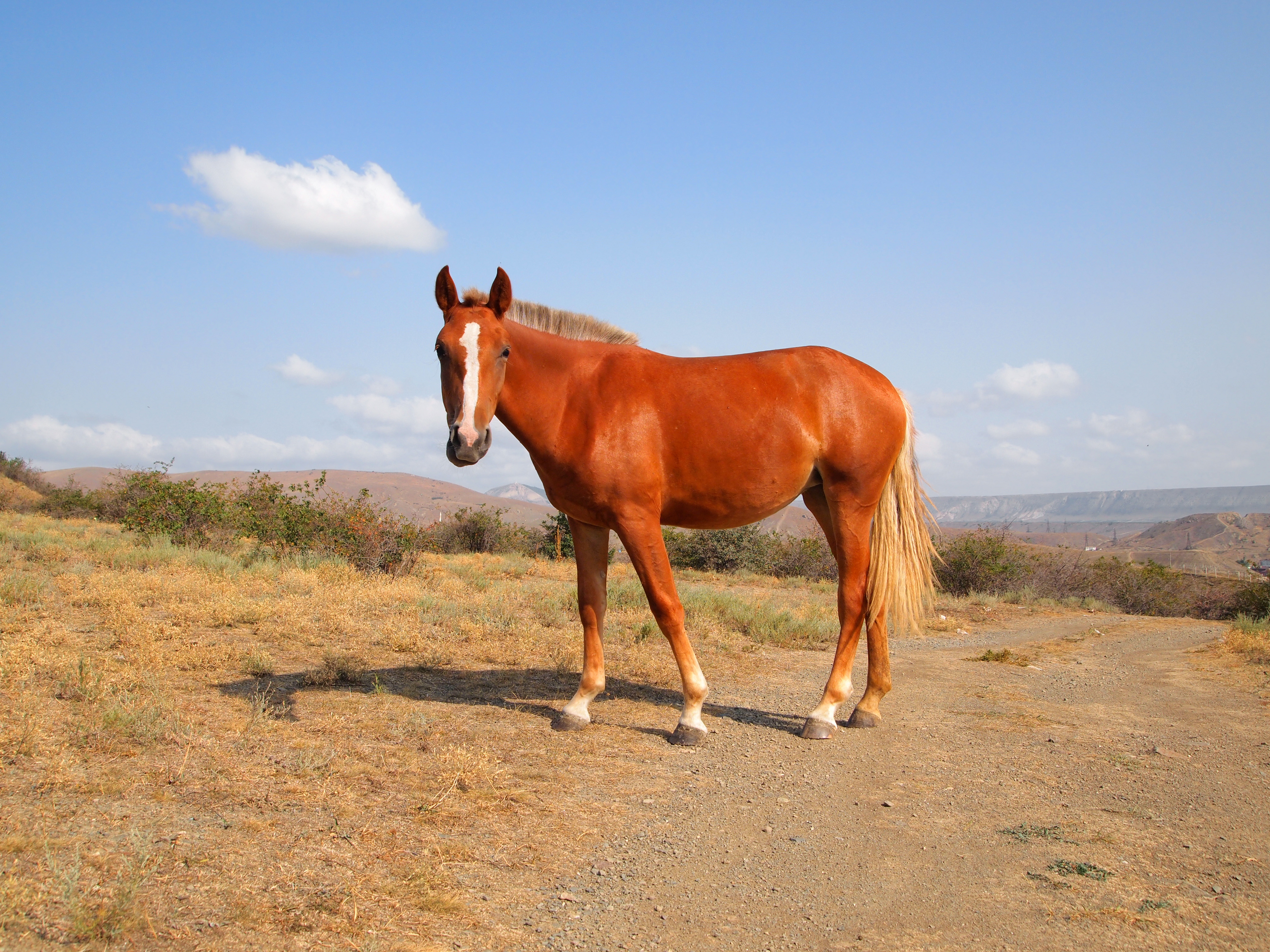
Một con hồng mã

- Ngựa hồng (tiêu chuẩn): Là những cá thể ngựa có sắc lông màu nâu hồng (Alezan)

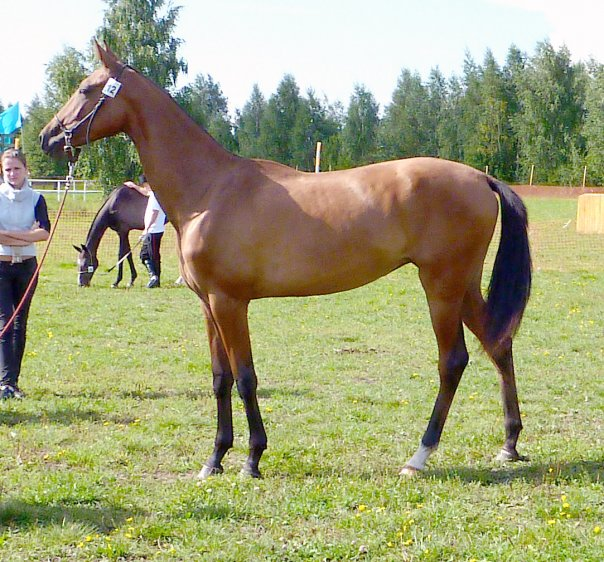
Ngựa hồng lợt

- Ngựa hồng lợt: Là những giống ngựa có sắc lông màu nâu hồng lợt hay hồng nhạt (Alezan Clair)

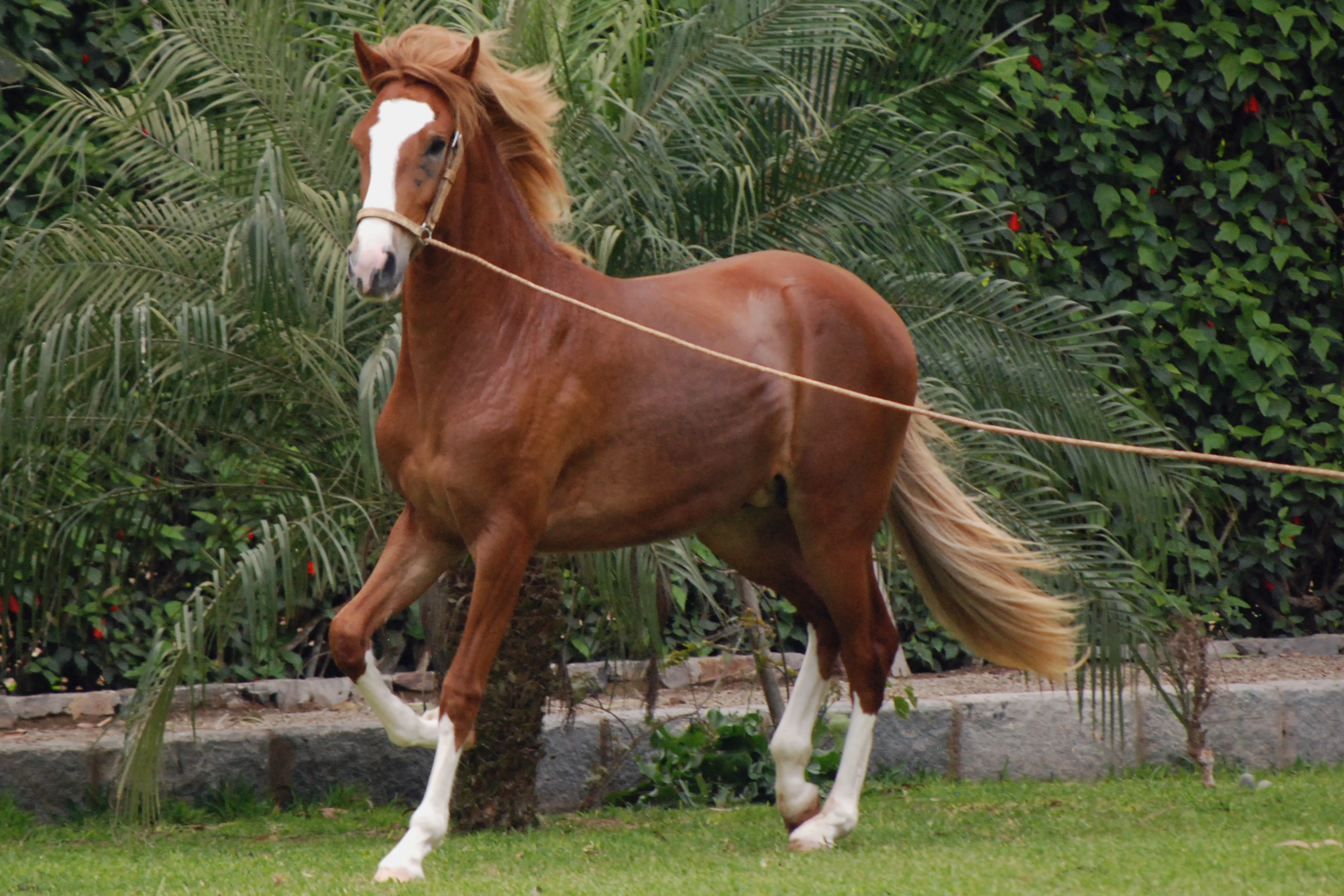
Ngựa hồng điều

- Ngựa hồng điều: Là những giống ngựa có sắc lông màu nâu hồng đỏ (Alezan Pourpre). Một số giống ngựa có thể mang màu Hồng Điều như ngựa Thuần chủng Ả-Rập–Thiên Mã) với sắc lông Ngựa Hồng-Điều hay ngựa Thuần Chủng Ả Rập, dòng Tây Ban Nha).

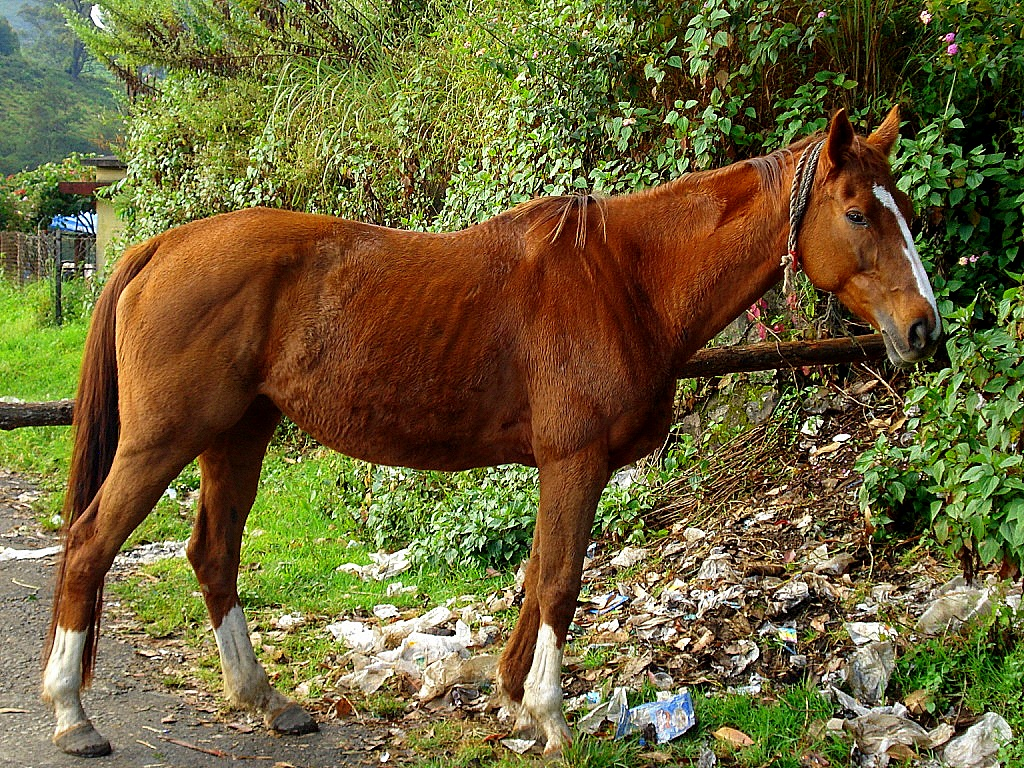
Ngựa hồng lão ở Ấn Độ

- Ngựa hồng lão: Là giống ngựa có sắc lông màu nâu hồng ánh vàng (Alezan Doré). Một số giống ngựa mang sắc lông này như Thuần chủng Ả Rập, dòng Tây Ban Nha, Thuần chủng Ả Rập-Thiên Mã, tương truyền con ngựa Song Vỹ Hồng, của Lý Thường Kiệt cũng ở dạng này.

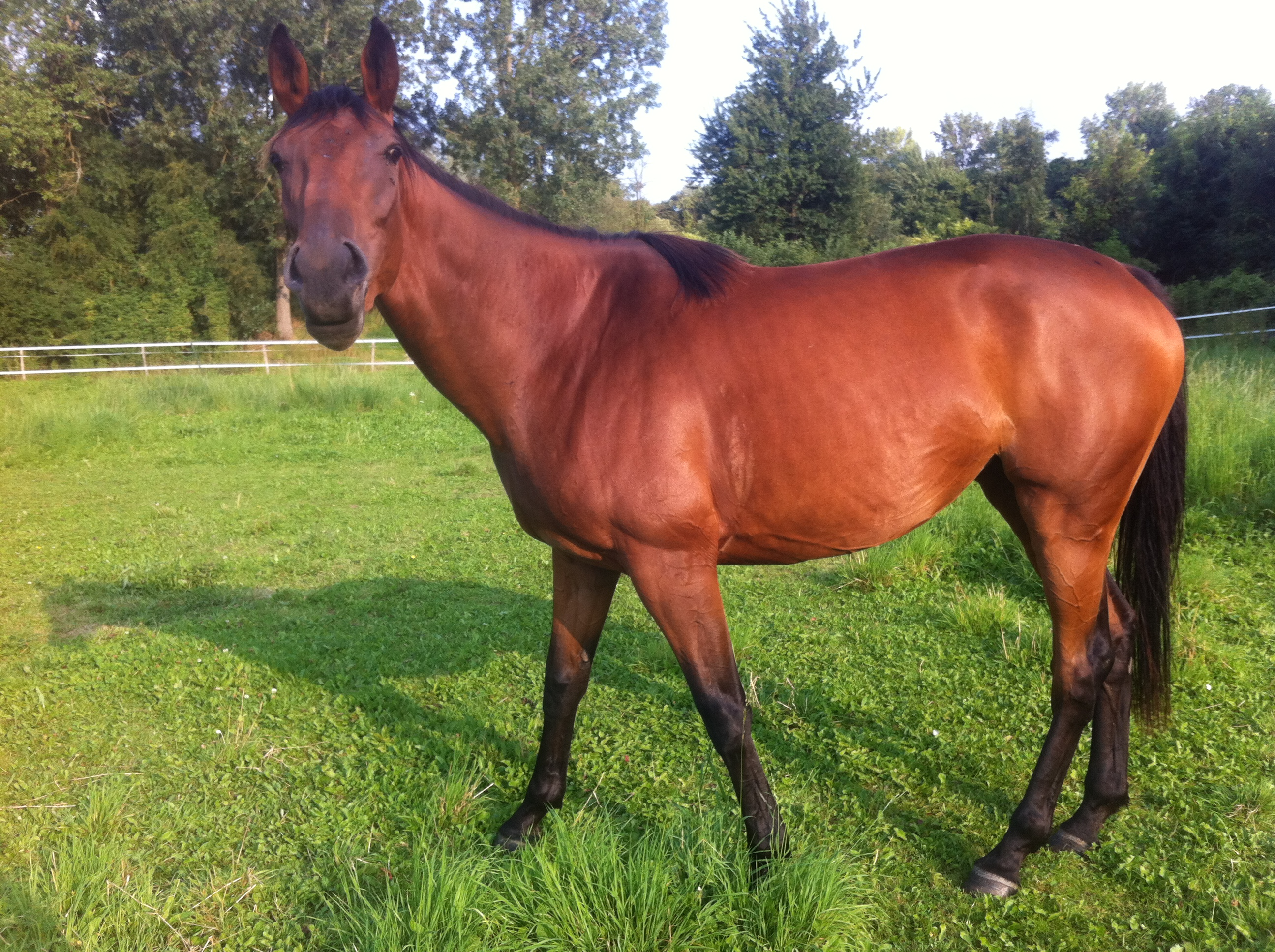
Một con ngựa hồng tía

- Ngựa hồng tía: Là giống ngựa có sắc lông màu nâu hồng ửng đỏ (Alezan Vif). Một số giống ngựa có màu lông này như Ngựa Thuần chủng Ả Rập–Thiên Mã).

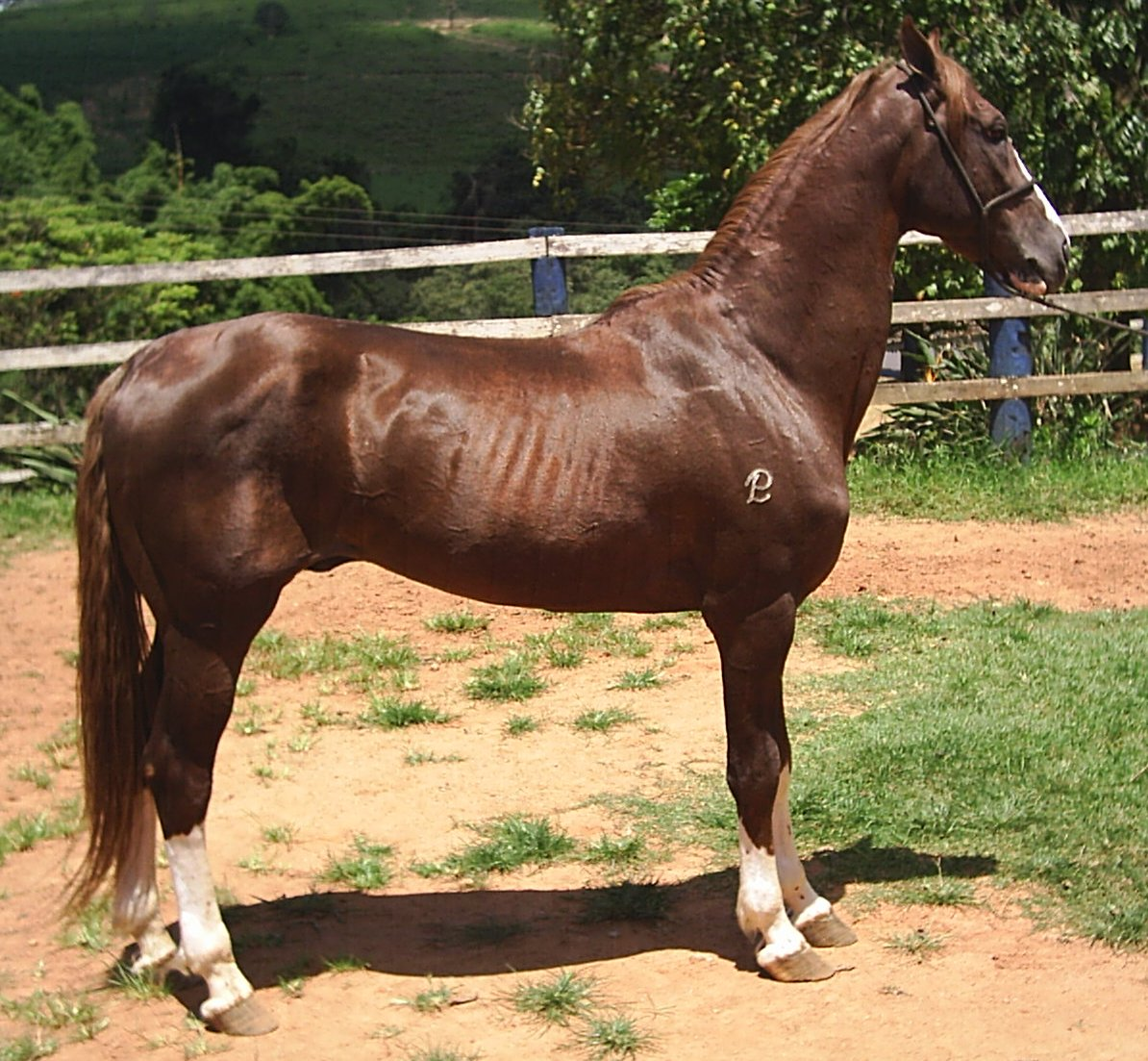
Ngựa hồng đính

- Ngựa hồng đính: Là những con ngựa sắc lông màu nâu hồng đậm (Alezan Brun). Một số giống ngựa có sắc lông này như Ngựa Lusitano của Bồ Đào Nha hay ngựa Thuần Chủng Ả Rập, dòng Tây Ban Nha).

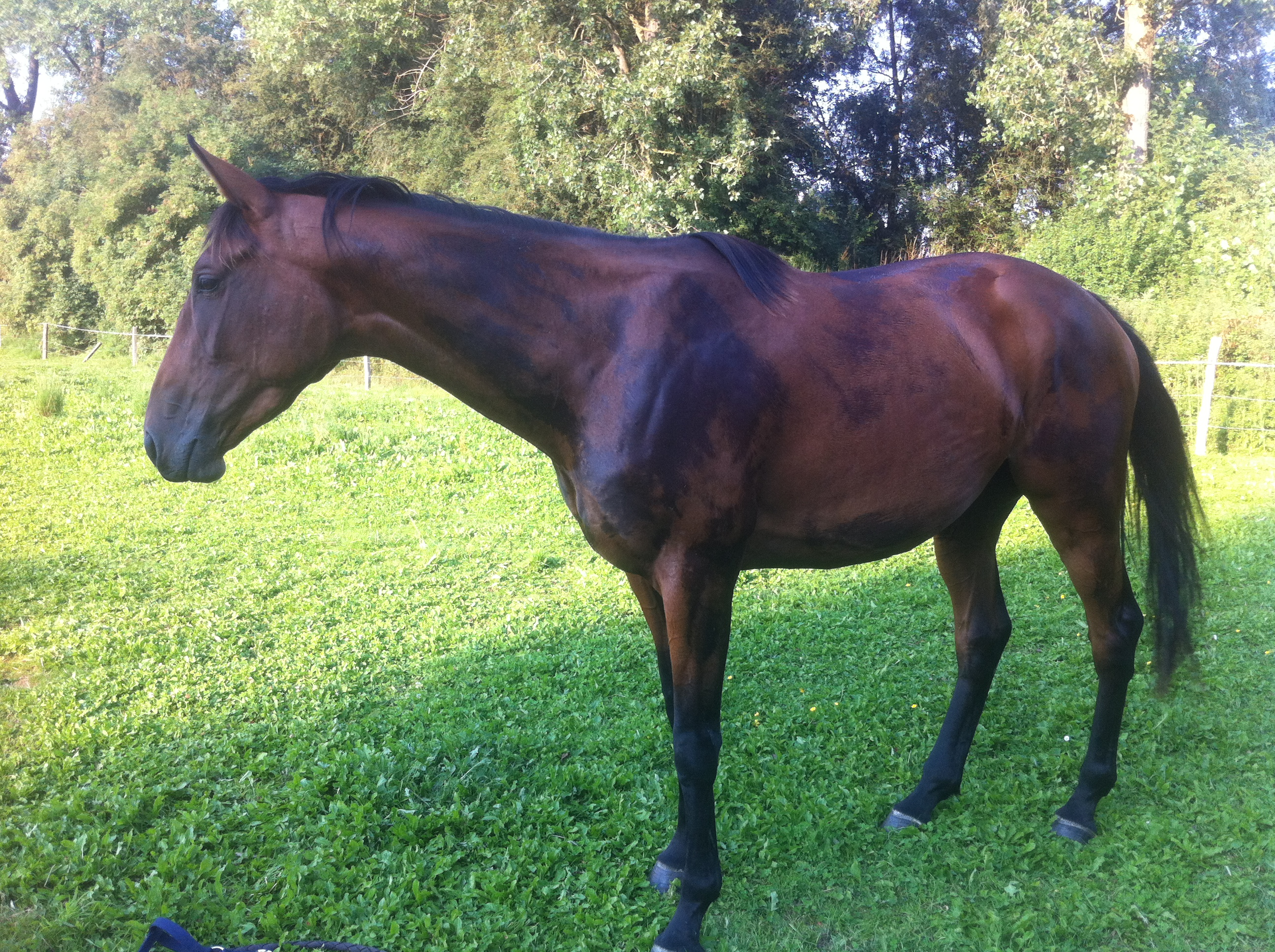
Ngựa hồng cháy

- Ngựa hồng cháy (hay còn gọi là ngựa Hồng Đinh): Là những giống ngựa sắc lông màu nâu hồng xẩm Đen (Alezan Brûlé); Ngựa Hồng Cháy Đuôi Hai Màu (còn gọi là Song Vỹ Hồng). Một số giống ngựa mang sắc lông này như giống ngựa Thuần chủng Ả-Rập -Thiên-Mã

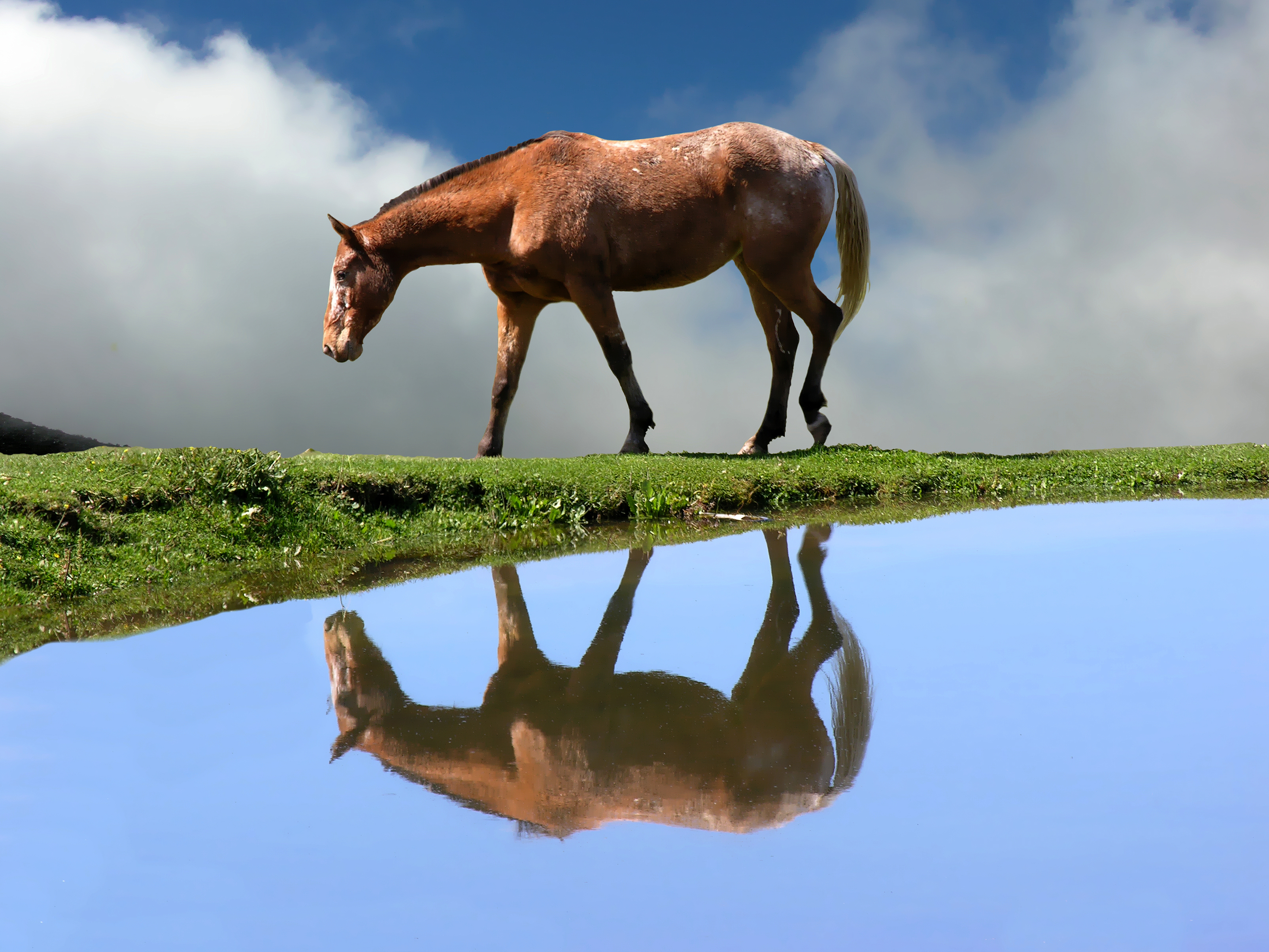
Ngựa hồng mốc

- Ngựa hồng mốc: Là giống ngựa có sắc lông màu nâu hồng pha sắc trắng mốc (Alezan Rabicano). Một số giống ngựa có mày này như ngựa Thuần chủng Ả Rập-Thiên-Mã

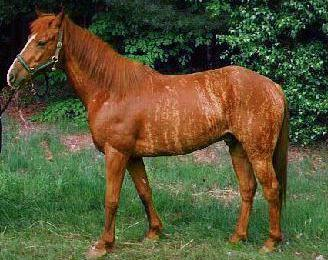
Ngựa hồng quy (vện)

- Ngựa hồng quy: Là giống ngựa có sắc lông màu nâu hồng có những lằn sọc trắng hay đen hay vện (Alezan Bringé).

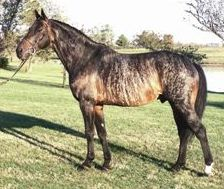
Ngựa hồng quy (vện) loại quý hiếm

- - Ngựa hồng qui Có giông loại rất hiếm quí và loại thông thường

### Sắc lông sậm

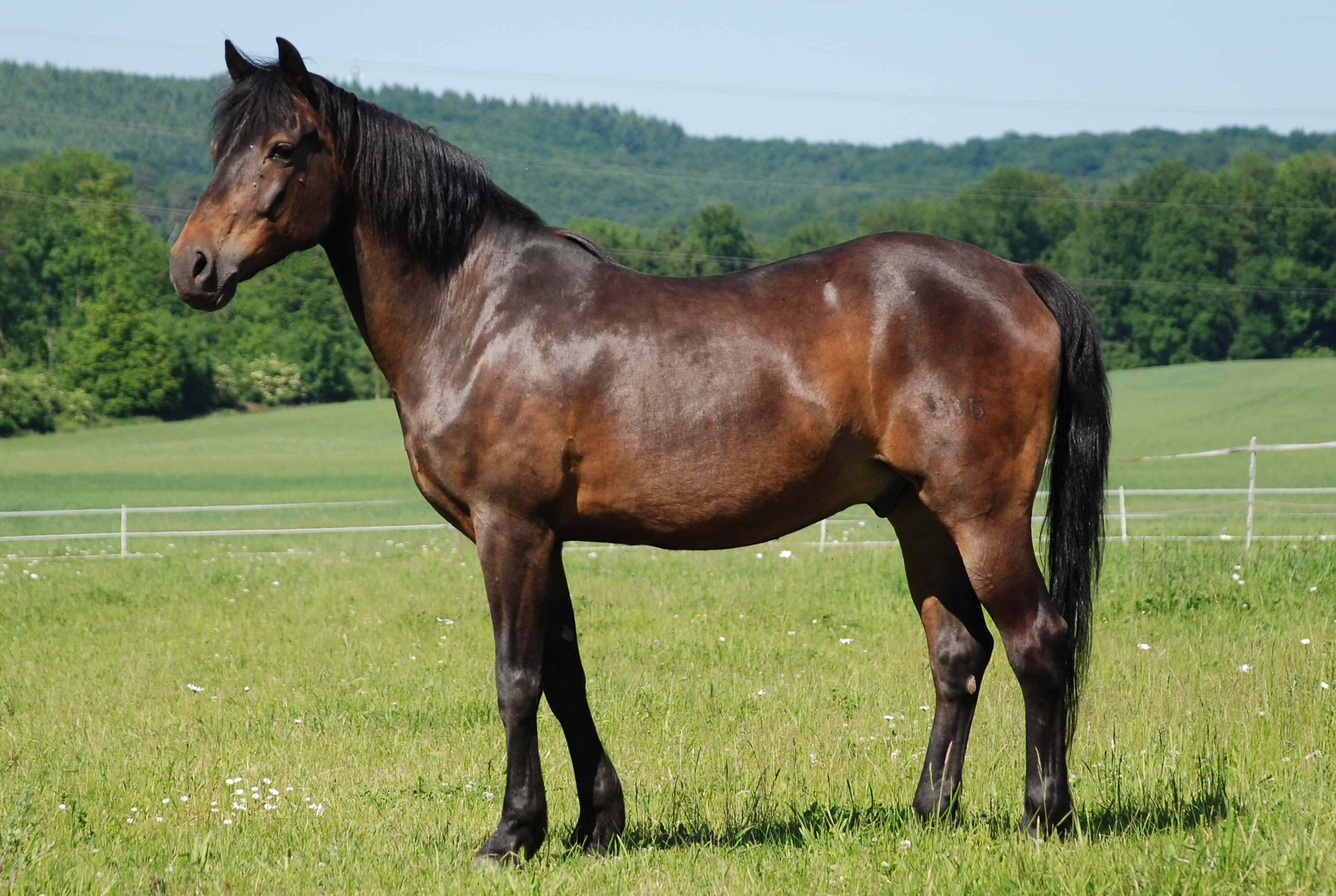
Ngựa đạm thường thấy

Ngựa đạm còn gọi là ngựa vang là những giống ngựa có sắc lông đậm, đỏ đỏng, là ngựa có lông đen pha nhiều đỏ hay lông màu đen pha đỏ đậm. Ngựa đạm gồm có: 

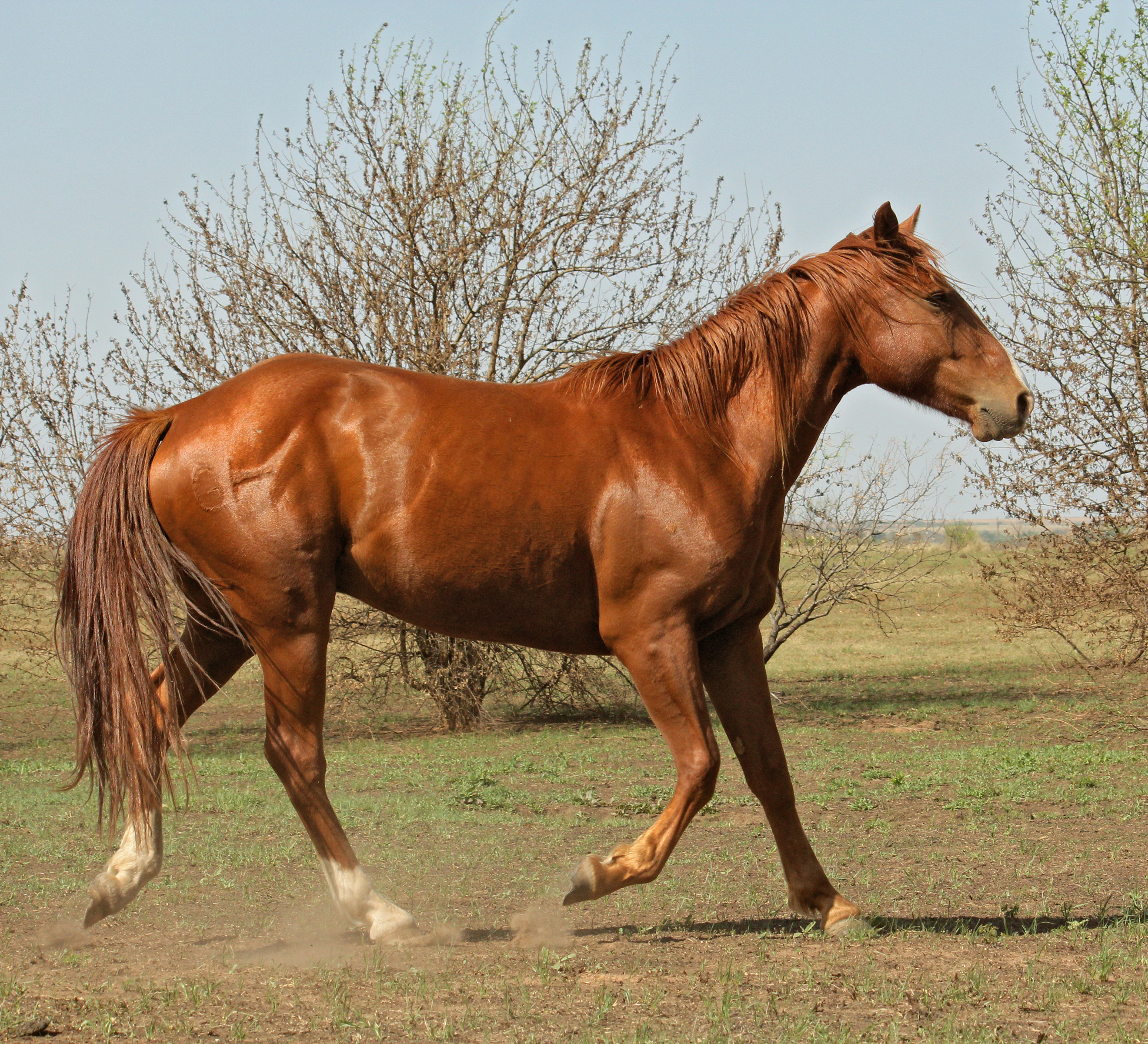
Ngựa đạm tiêu chuẩn

- Ngựa đạm (tiêu chuẩn): Là những giống ngựa có sắc lông đỏ sẫm ánh vàng (Bai Foncé Doré). Ngựa đạm có thể thấy ở ngựa Thuần chủng Tây Ban Nha.

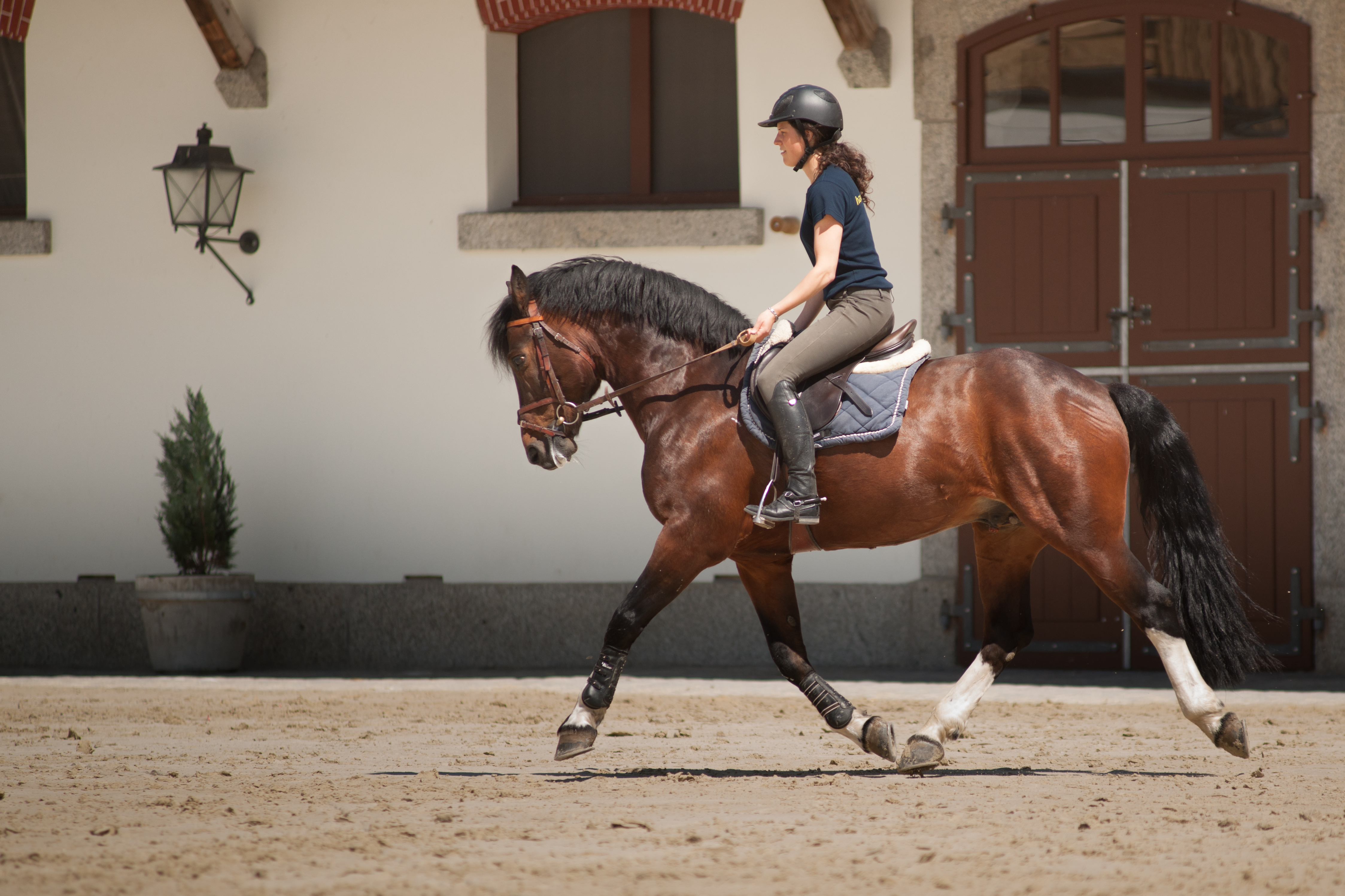
Ngựa đạm đồng

- Ngựa đạm đồng là giống ngựa có sắc lông đỏ sẫm ánh đồng (Bai Cuivré) Ngựa Đạm Đồng có thể thấy ở giống ngựa ngựa Cleaveland của nước Anh

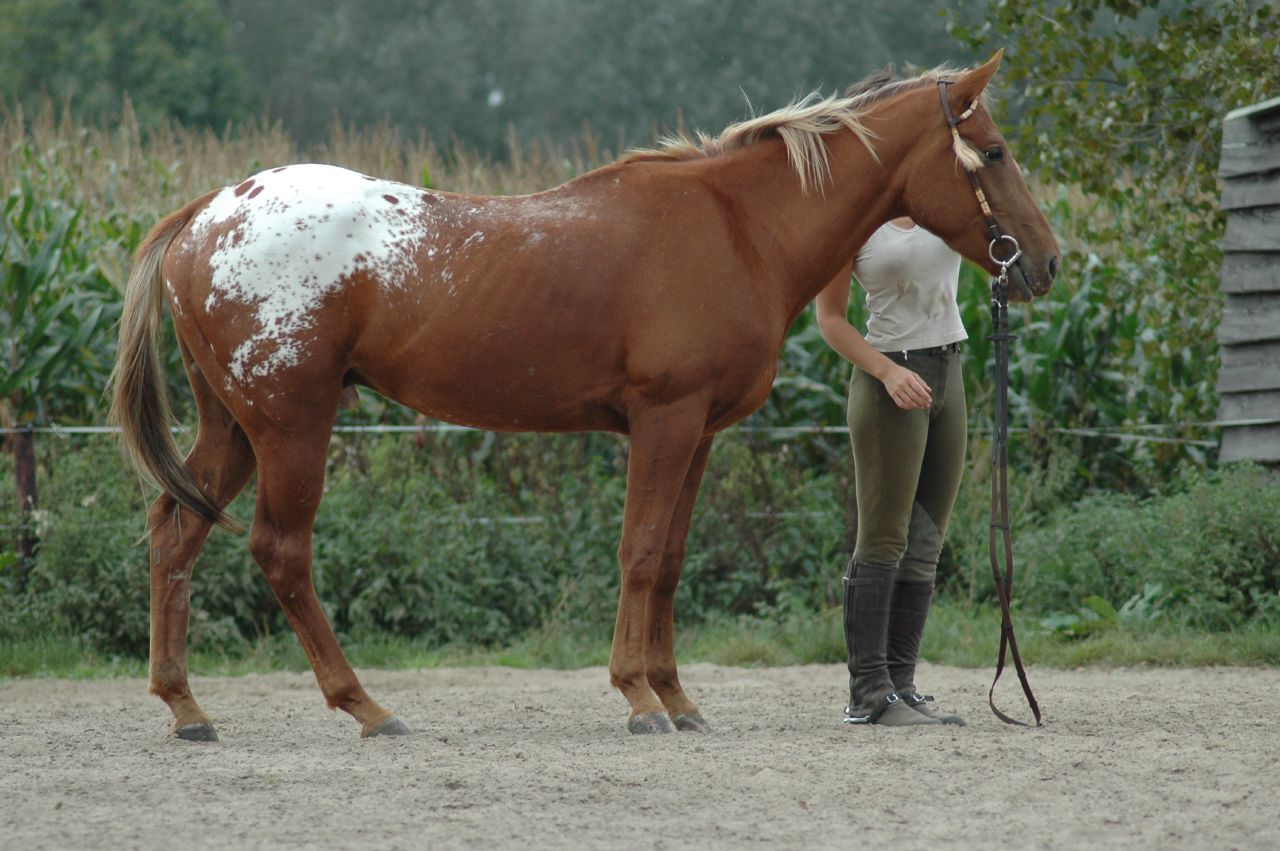
Ngựa đạm bông

- Ngựa đạm bông: Là giống ngựa Ngựa sắc lông đỏ sẫm rổ bông trắng (Bai Fleuri)

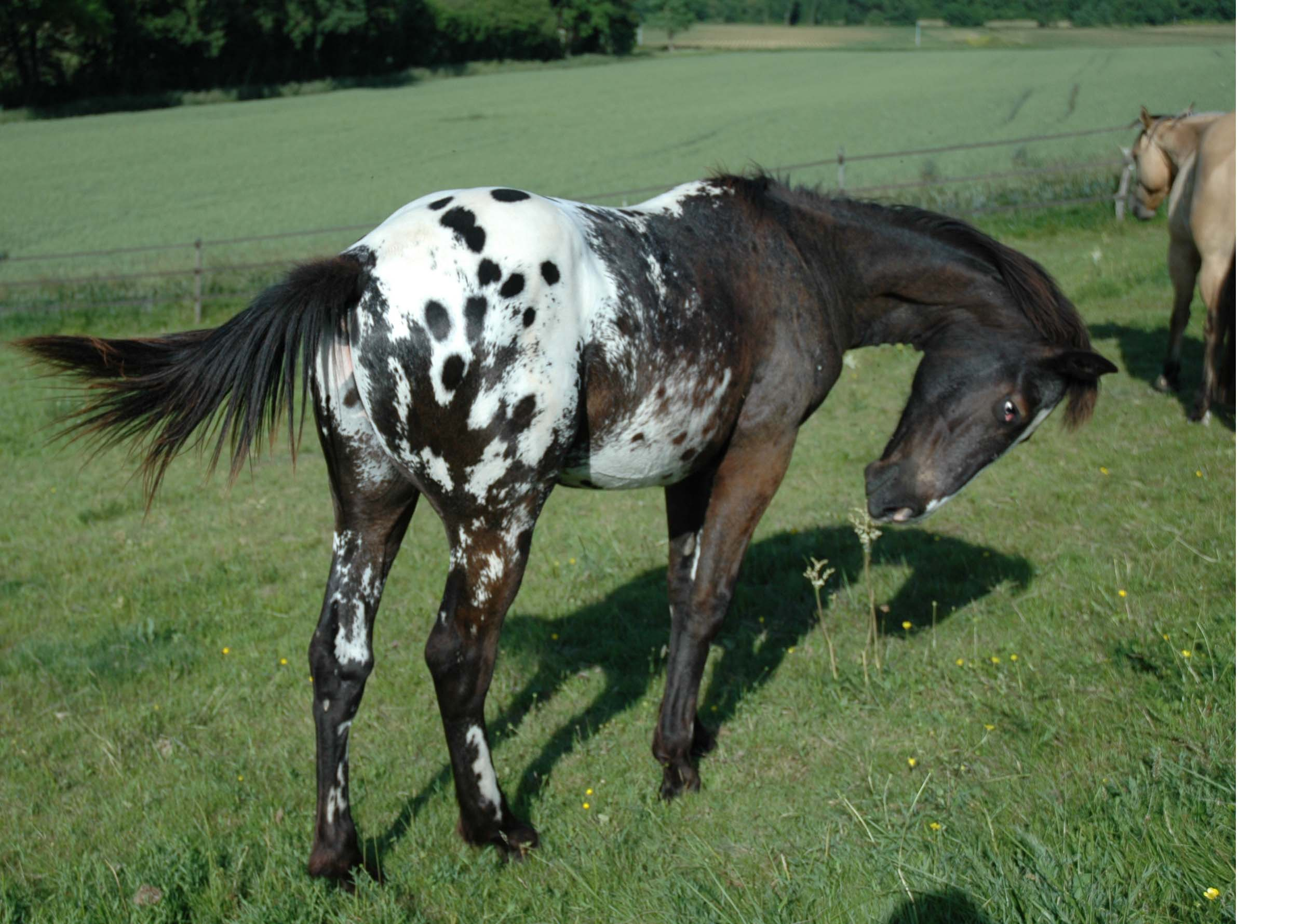
Ngựa Đạm Tía Cháy Bông

- Ngựa đạm tía cháy bông: Là giống ngựa có sắc lông đỏ-nâu sẫm ánh vàng rổ bông trắng (Cheval Bai Fleuri).

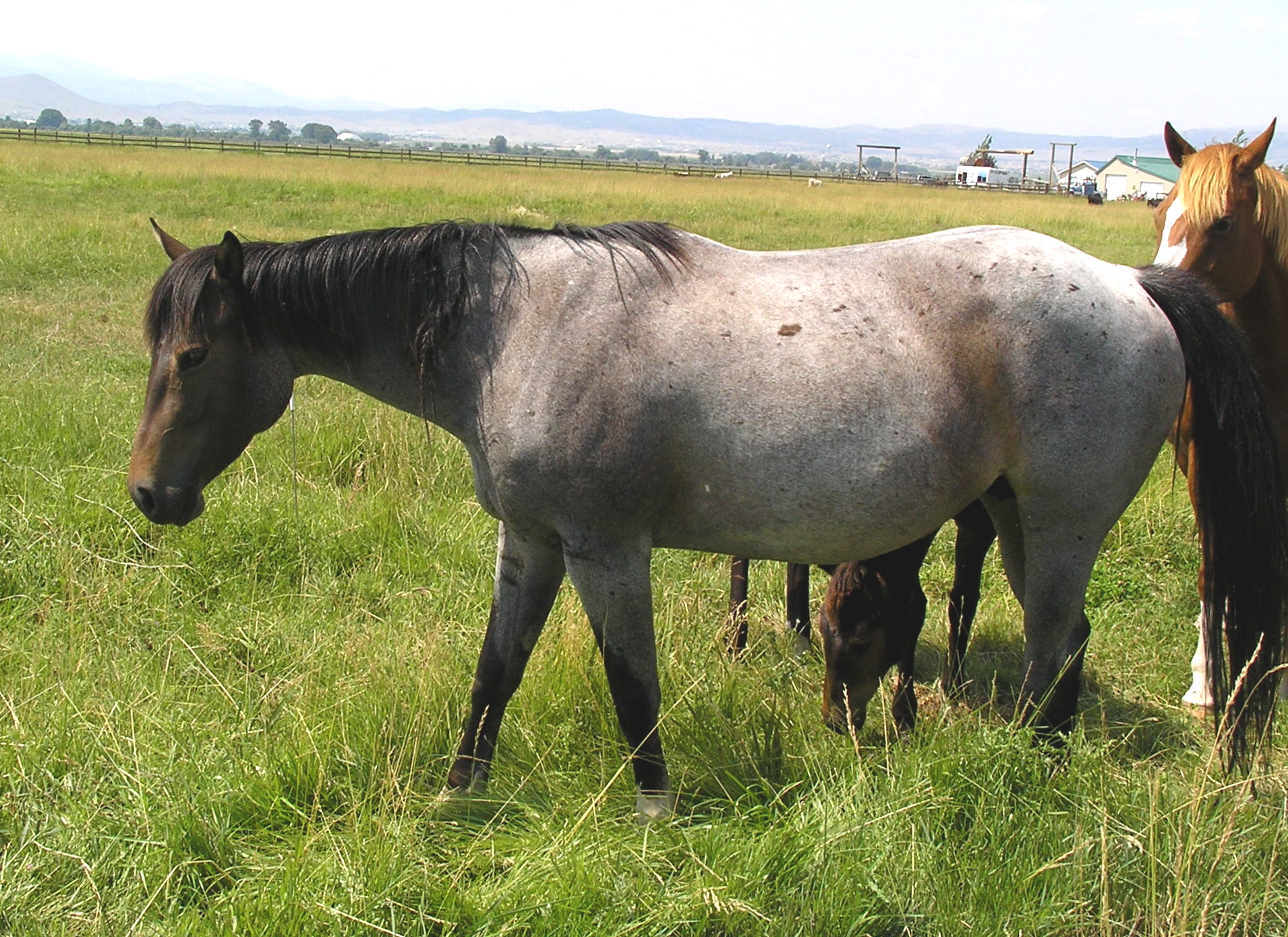
Ngựa đạm sáp

- Ngựa đạm sáp: Là giống ngựa có sắc lông đỏ sẫm pha sắc xám (Bai Gris)

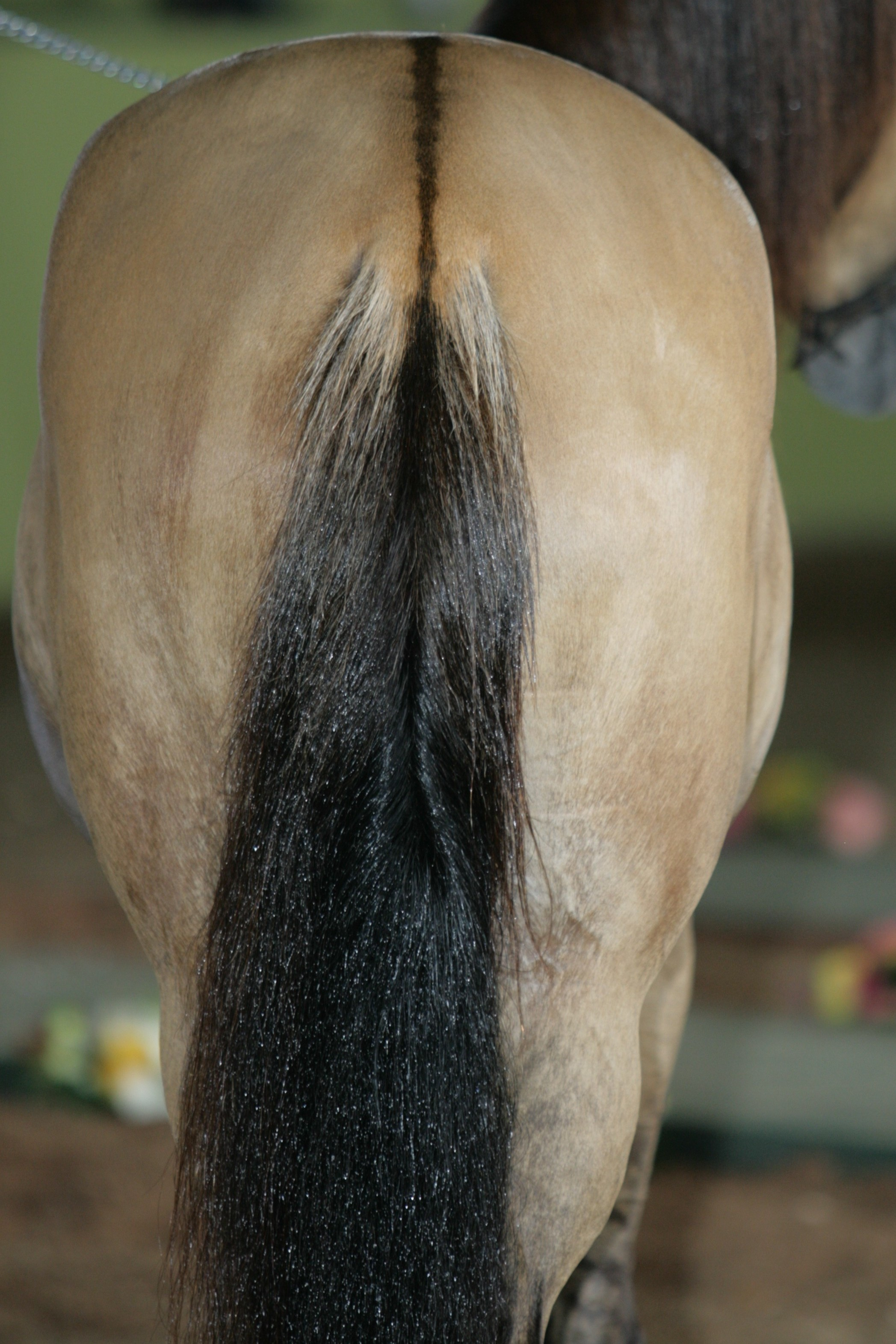
Ngưạ đạm chỉ

- Ngựa đạm chỉ: Là giống ngựa sắc lông đỏ sẫm nhạt ánh vàng, có lằng chỉ lông đen trên lưng với sắc lông Ngựa đạm chỉ có thể tìm thấy ở một số dòng Ngựa Kabardin pha giống Ngựa Chiến Bắc Thảo.

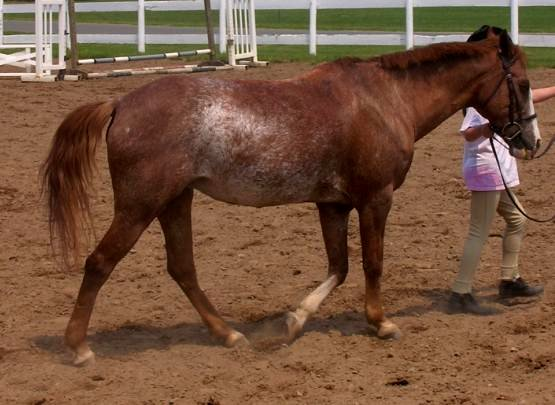
Ngựa đạm mốc

- Ngựa đạm mốc: Là những con ngựa sắc lông đạm có rắc những đốm trắng như những vệt mốc

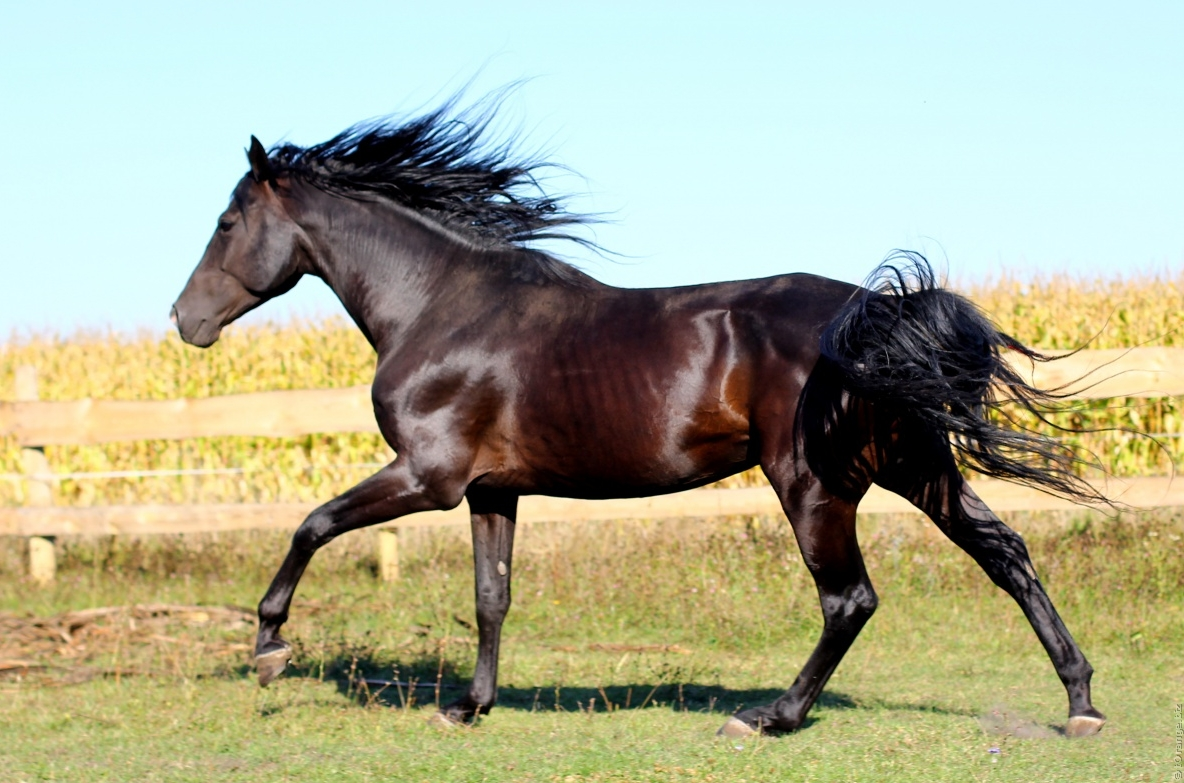
Ngựa khữu

Ngựa khứu: Là những giống ngựa có sắc lông đậm pha màu đen đỏ, chúng có sắc lông màu đen pha tí chút đỏ. 
Ngựa khứu gồm có:

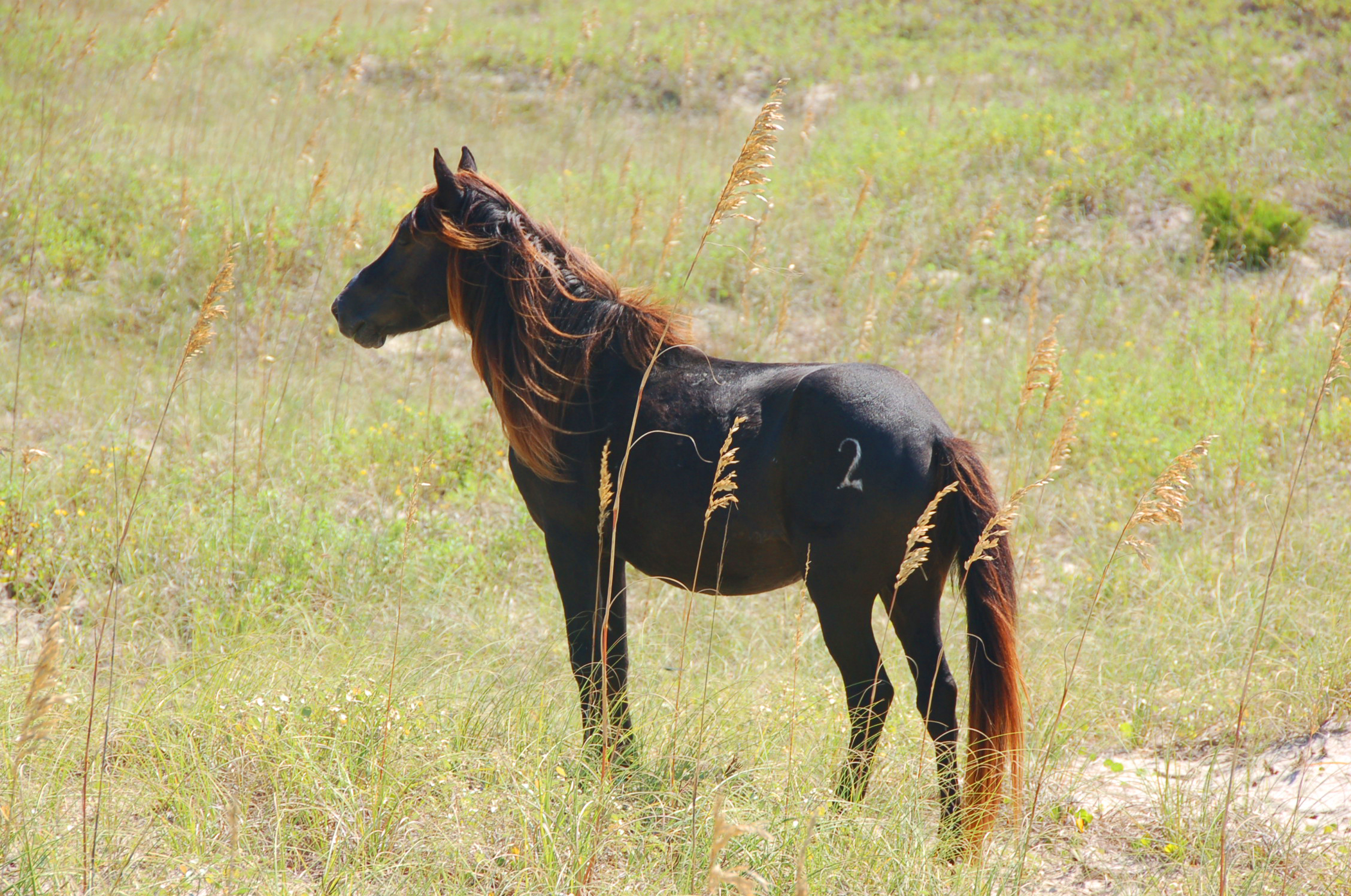
Ngựa khứu (tiêu chuẩn)

- Ngựa khứu (tiêu chuẩn) hay ngựa Khữu: Là giống ngựa có sắc lông đỏ đậm pha màu nâu đậm (Cheval Bai Brun), Ngựa Khữu có thể tìm thấy ở giống ngựa Thuần chủng Marwari của nước Ấn Độ.

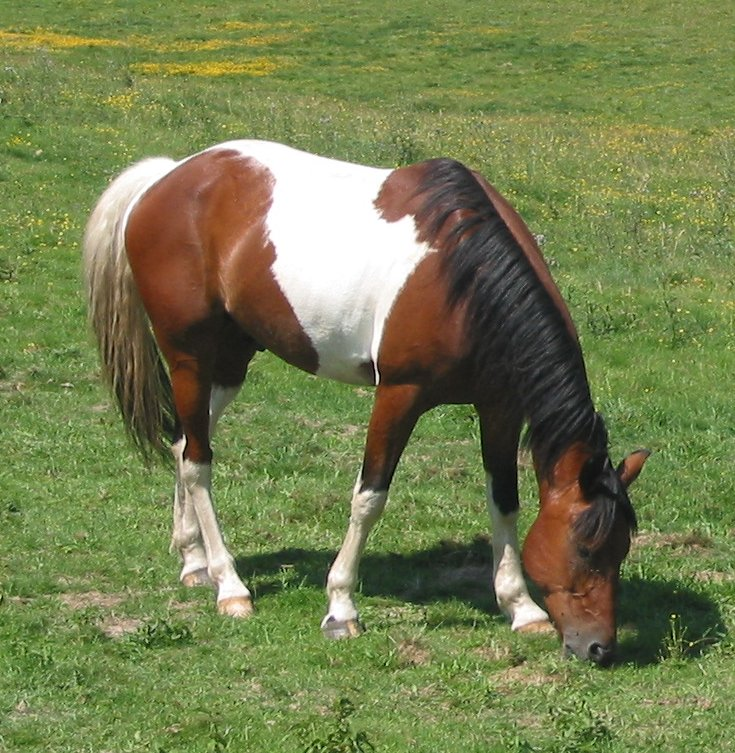
Ngựa khứu chuy

- Ngựa khứu miên hay còn gọi là ngựa khứu vá: Là giống ngựa sắc lông đỏ đậm pha màu nâu đậm lang trắng (tức khứu chuy). Ngựa Khữu Miên (Khứu Vá) còn được tìm thấy ở giống ngựa Appaloosa của Mỹ.

Ngựa tía là giống có lông tím đỏ pha đen, gồm có:

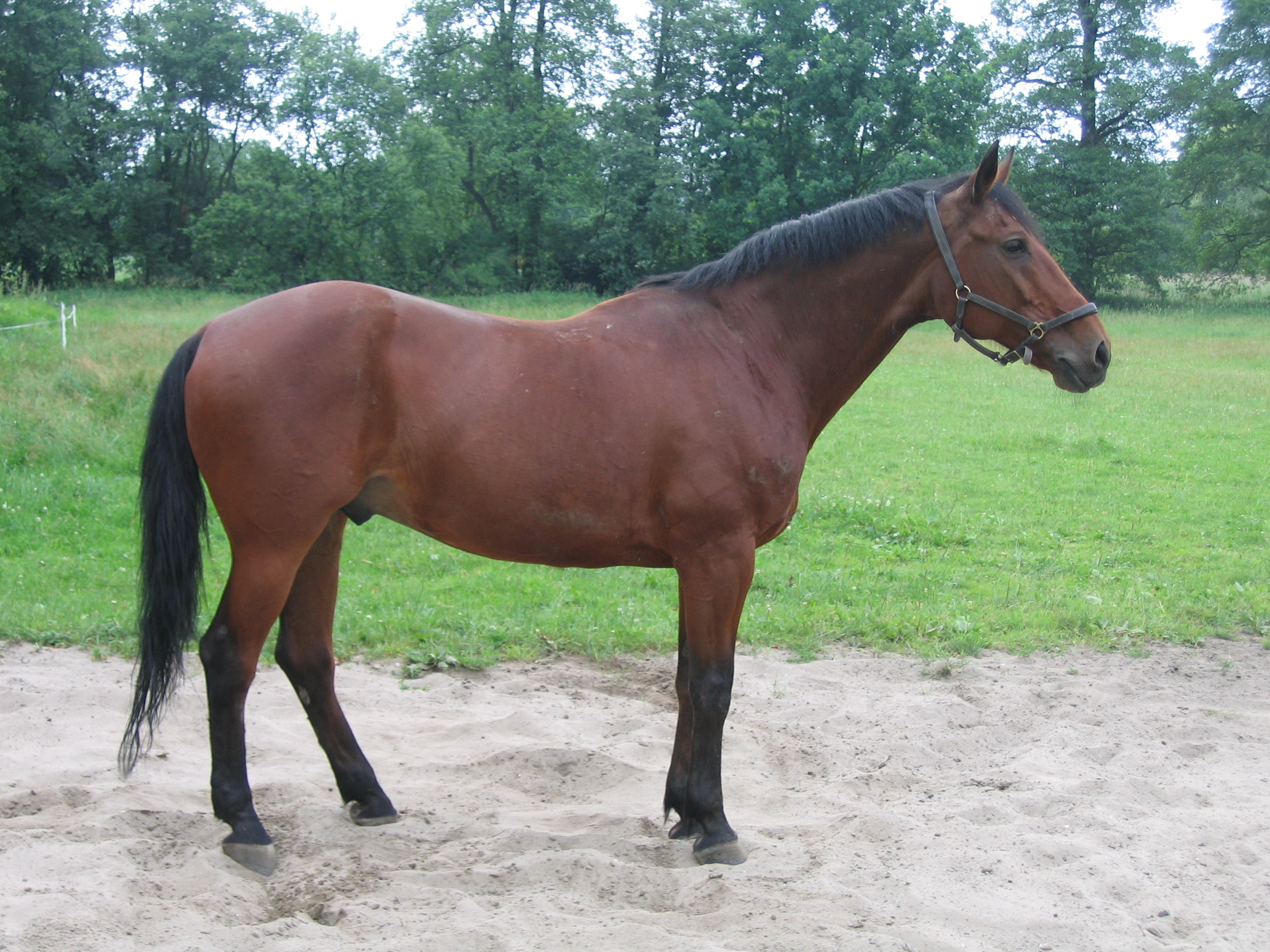
Một con ngựa tía

- Ngựa tía (tiêu chuẩn): Là những con ngựa có sắc lông Đỏ thắm màu trái Cerise, bờm đen (Cheval Bai Cerise). Một số giống ngựa có thể mang sắc lông này gồm Ngựa Con Thuần-chủng Akhal-Téké, Ngựa Con Thuần chủng Ả-Rập-Thiên Mã.

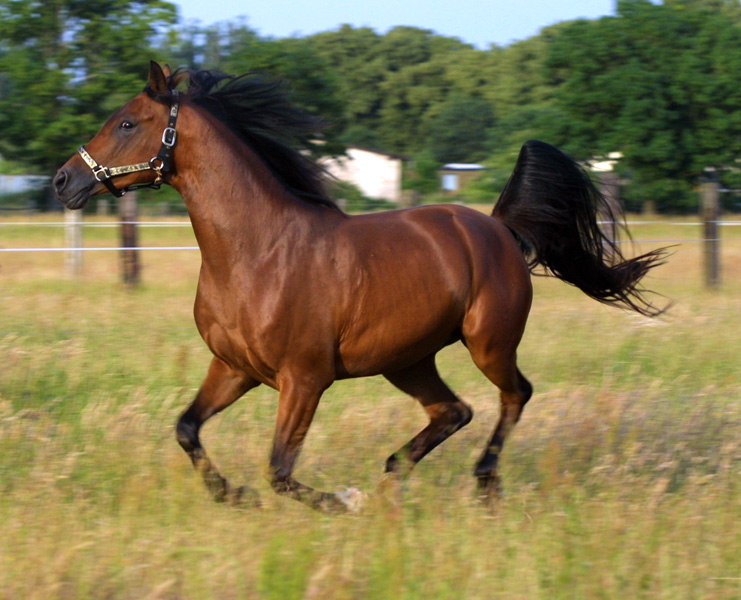
Ngựa tía sơn

- Ngựa tía sơn: Là những giống ngựa có sắc lông đỏ hồng, bờm đen (Bai Alezan Châtain). Ngựa Tía Sơn có ở những giống ngựa Thuần chủng Ả Rập–Thiên Mã hay ngựa Thuần chủng Akhal-Téké)

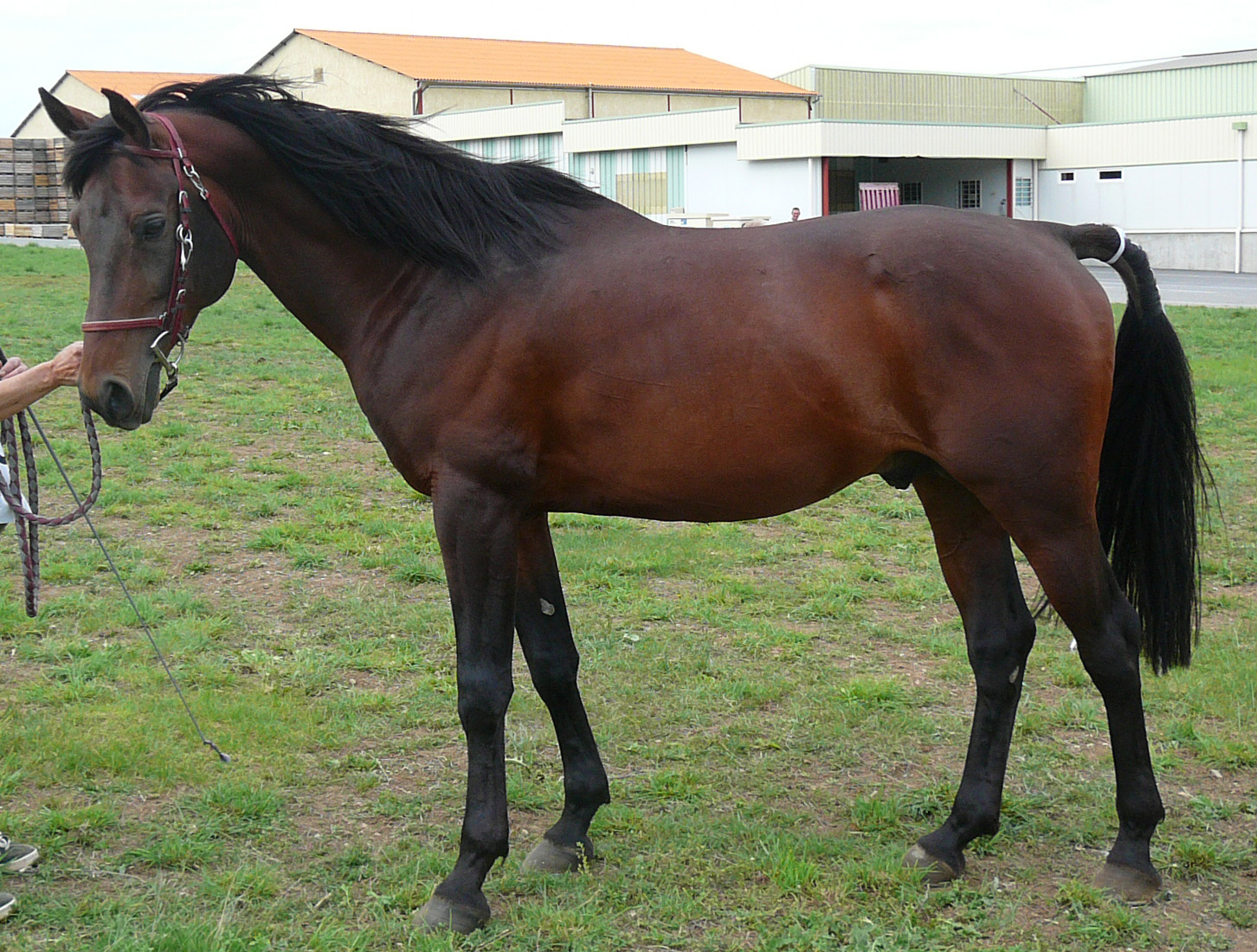
Ngựa tía khói

- Ngựa tía khói: Là những giống Ngựa sắc lông đỏ nâu, bờm đen (Bai Alezan Fumé). Ngựa Tía Khói có thể có ở giống ngựa Thuần-chủng Akhal Téké

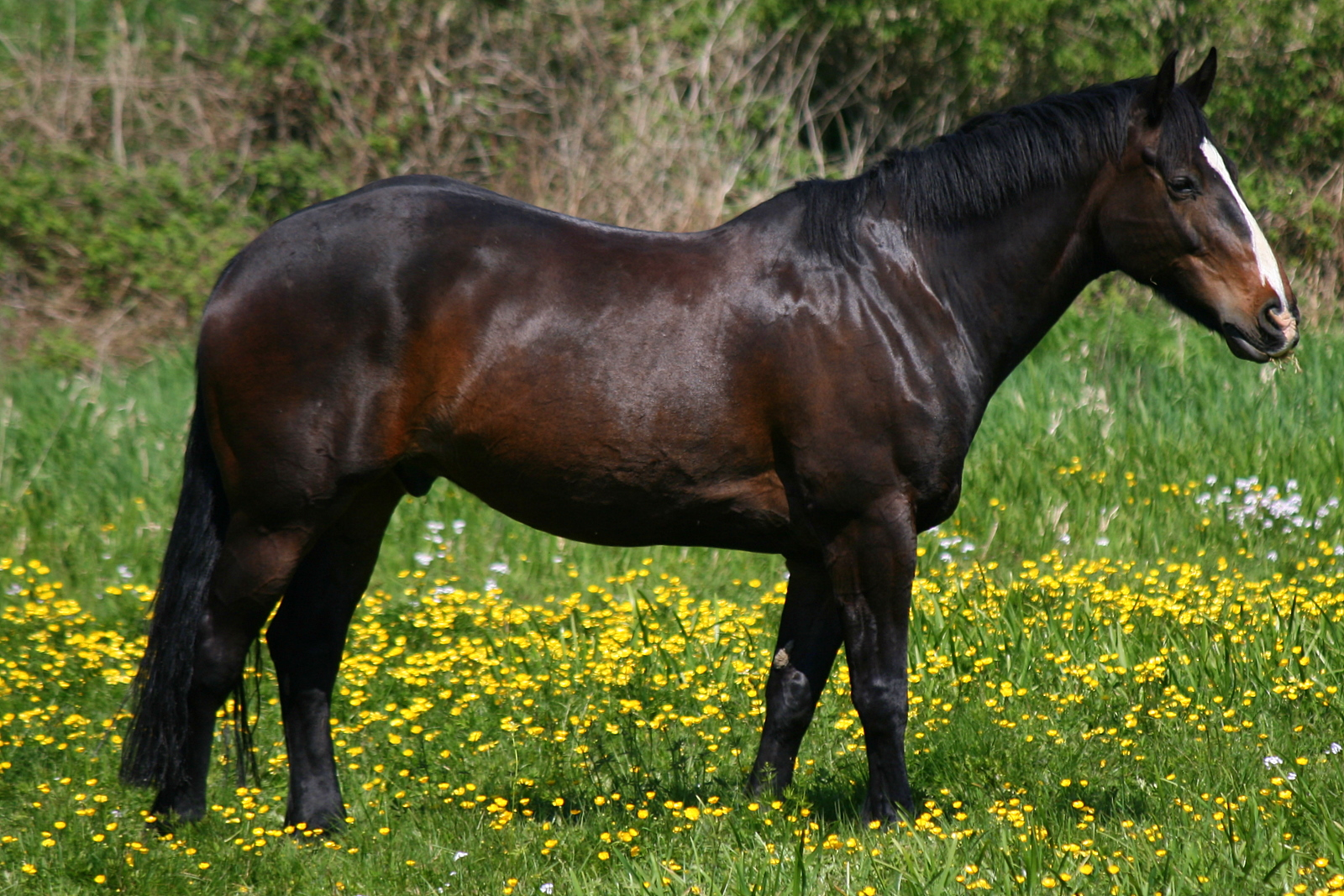
Ngựa tía cháy

- Ngựa tía cháy: Là những con ngựa sắc lông đỏ-nâu-đậm, bờm đen (Cheval Bai Alezan-Brûlé) mang Gien E-/At- (Agouti-). Ngựa tía cháy có thể có ở giống ngựa Thuần chủng Tây Ban Nha)

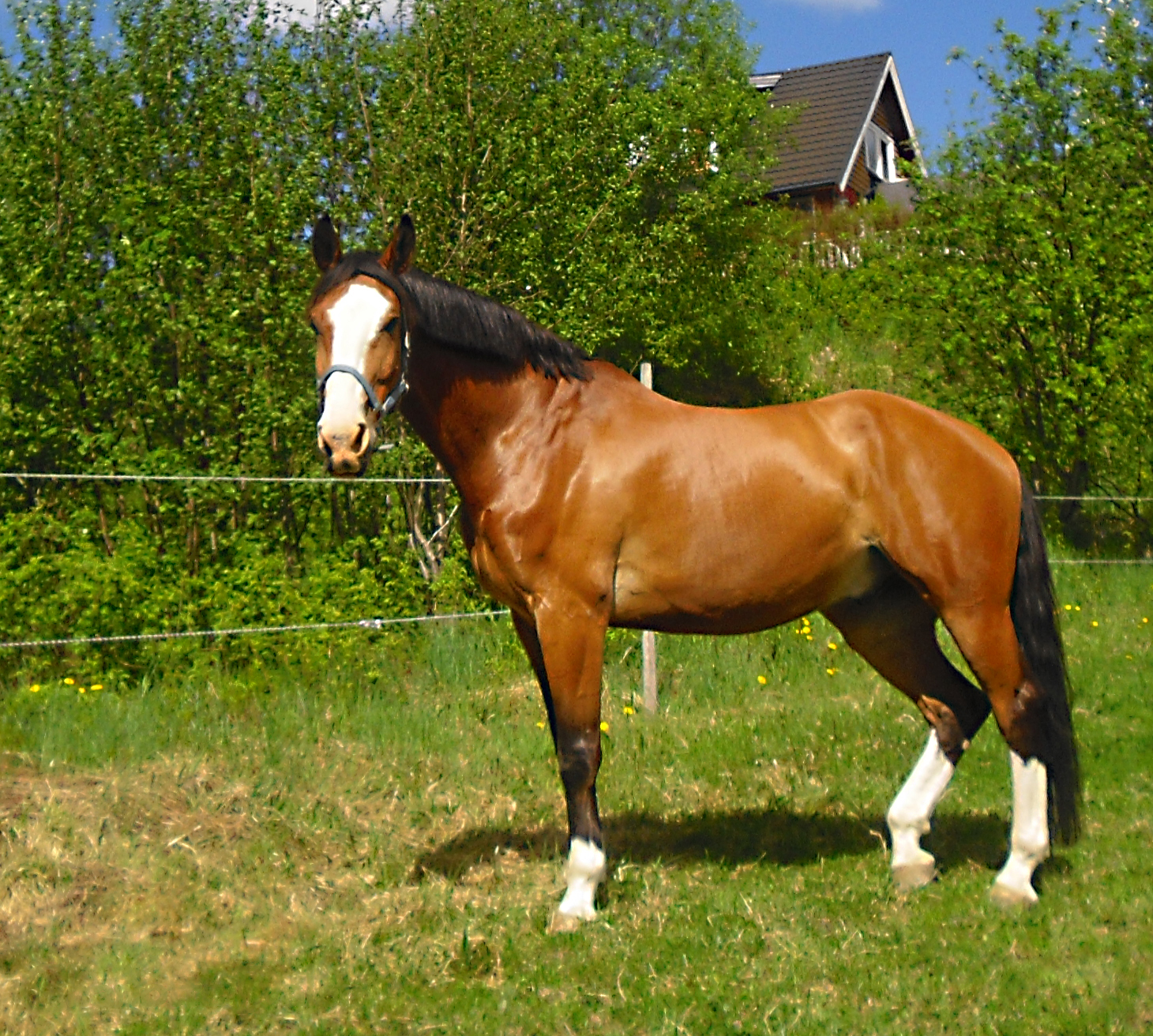
Ngựa tía mật (Bai Alezan Clair)

- Ngựa tía mật: Là những con ngựa có sắc lông nâu hồng lợt, bờm đen (Bai Alezan Clair, dit Bai Miel). Ngựa tía mật có thể xuất hiện ở những con Ngựa Cưỡi của nước Mỹ vùng Kentucky hay những con ngựa Andalousia của nước Tây Ban Nha)

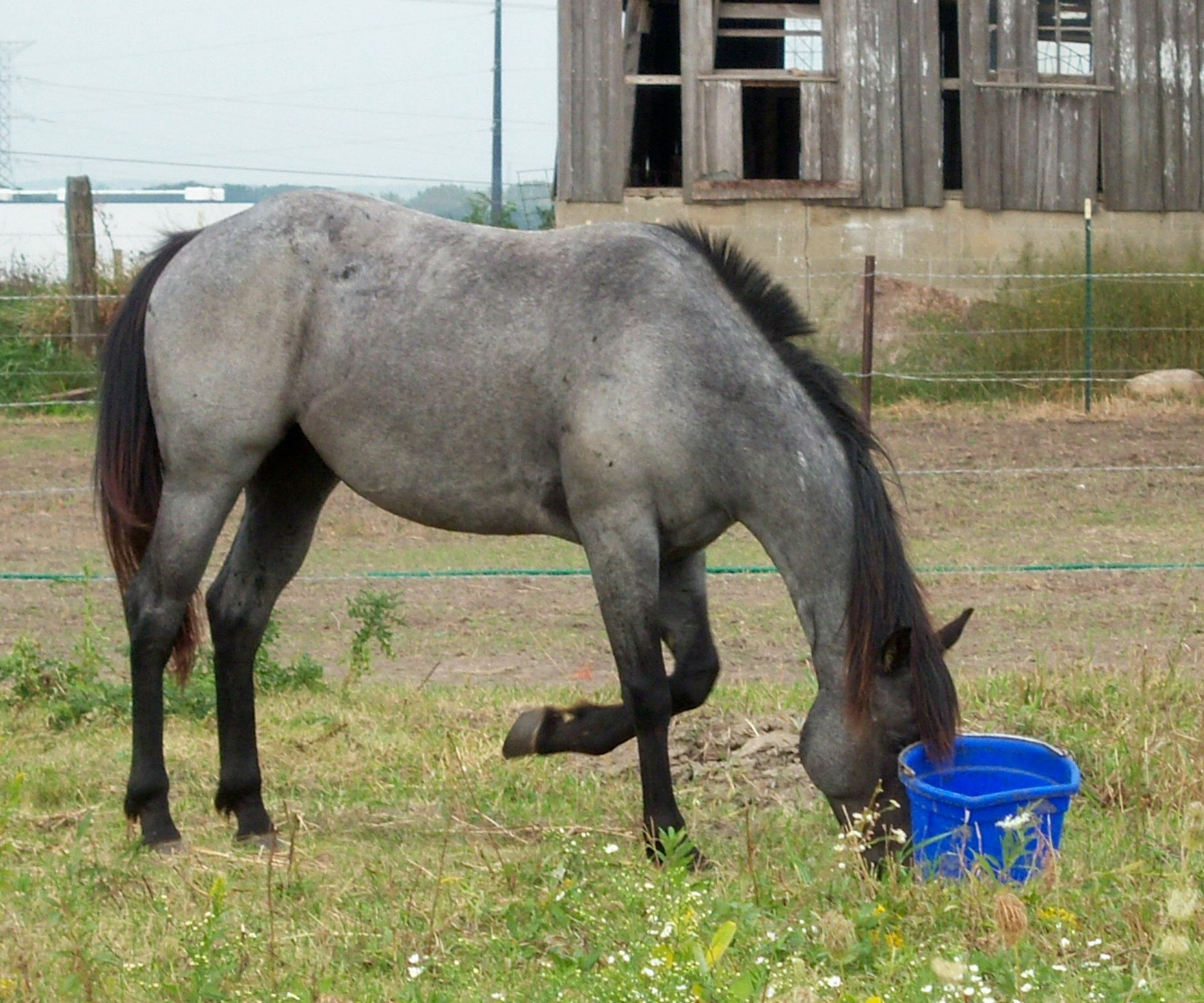
Ngựa thông

Ngựa thông: là những con ngựa có sắc lông xanh (xanh đậm đen) hay những con ngựa có sắc lông xanh dương đen ánh xám bạc hay những con ngựa có sắc lông xanh lục đen ánh xám bạc. Thông là dùng để mô tả sắc lông ngựa màu xanh, đây là những loại ngựa rất hiếm quý khi xưa và rất được các vị Vua Việt Nam ưa chuộng. 
Ngựa thông gồm có:

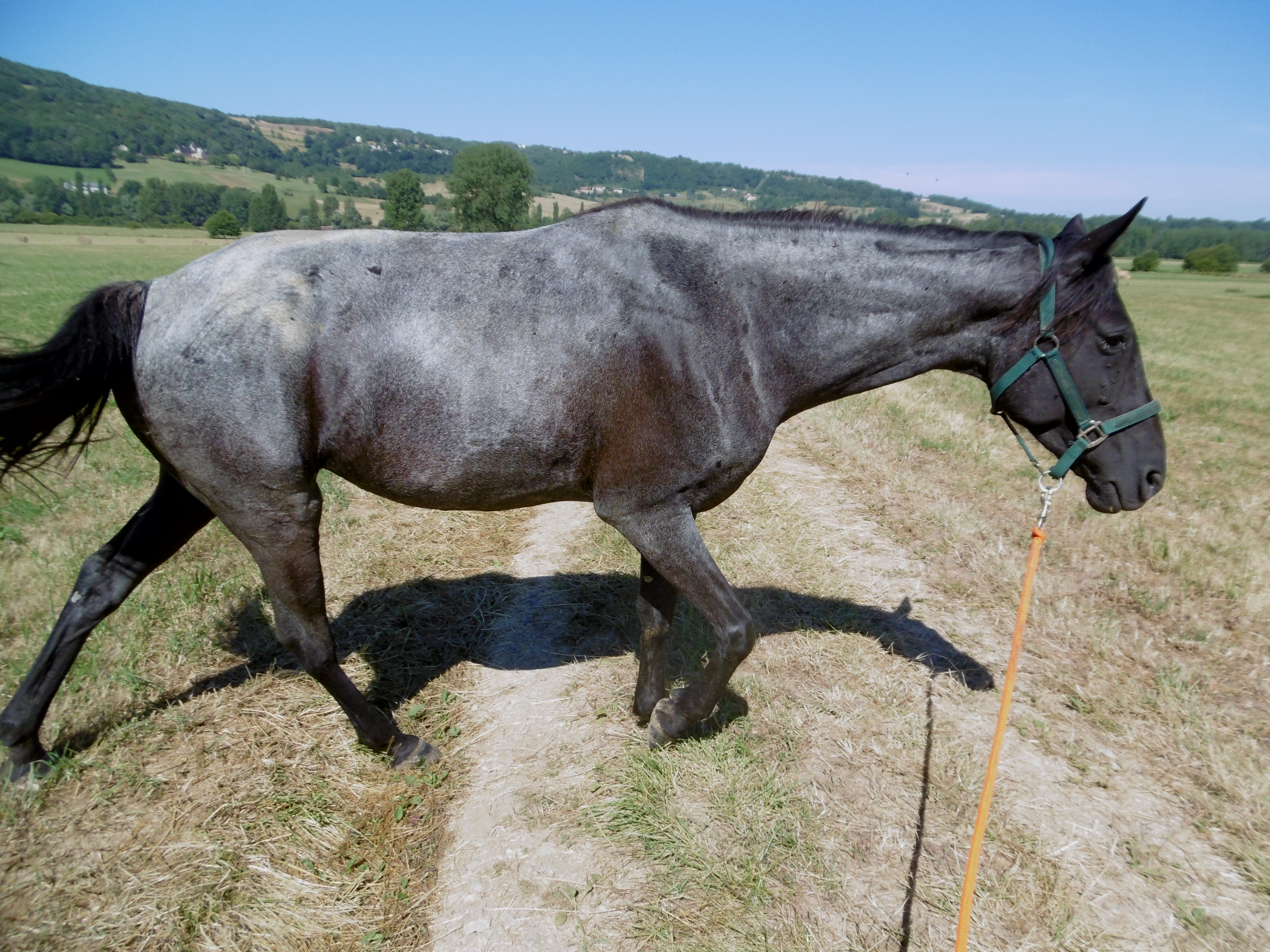
Ngựa thông

- Ngựa thông (tiêu chuẩn): Là những con ngựa có sắc lông xanh đen ánh xám bạc. Chẳng hạn như ngựa Nhàn Lương Thông, của truyện Ngũ Thông Thần trong quyển Liêu Trai Chí Dị của Bồ Tùng Linh. Trong truyền thuyết Trung Quốc có con Nhàn Lương Thông, trong truyện Ngũ Thông Thần trong Liêu Trai Chí Dị cho rằng thịt ngựa của loại ngựa này ăn ngon gấp bội lần loại khác). Ở Việt Nam cũng có những con ngựa Thông như con ngựa Phúc Thông và ngựa Cát Thông của vua Minh Mạng (1791-1841) nằm trong bộ tàu ngựa gồm các con ngựa An Tường Ký, Thần lương, Phúc Lưu, Cát Lưu, Thiên Mã.

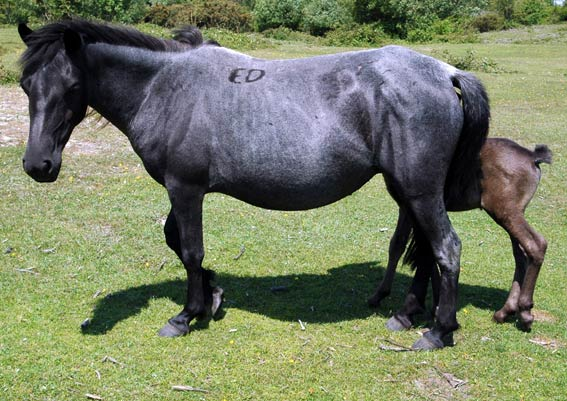
Ngựa Nê Thông

- Ngựa nê thông: Là con ngựa có bộ lông xanh đen ửng sắc kim ánh xám bùn hiếm quí. Nê là dùng để chỉ lông con ngựa có hai màu: Màu trắng và màu đen. Thông là dùng để mô tả sắc lông ngựa màu xanh. Việt Nam có chiến mã Nê Thông (泥驄), của vua Trần Duệ Tông (1337-1377). Theo sử sách thì con ngựa của Hoàng đế Duệ Tông là một con tuấn mã quý, màu sắc lông của nó là một sự pha trộn màu sắc thật kỳ diệu của ba màu trắng, đen và xanh, một sự đột biến của gien tổng hợp tạo ra đa sắc diện, nó đã cùng tử trận với vị võ hoàng đế này trong trận chiến với quân Chiêm Thành.

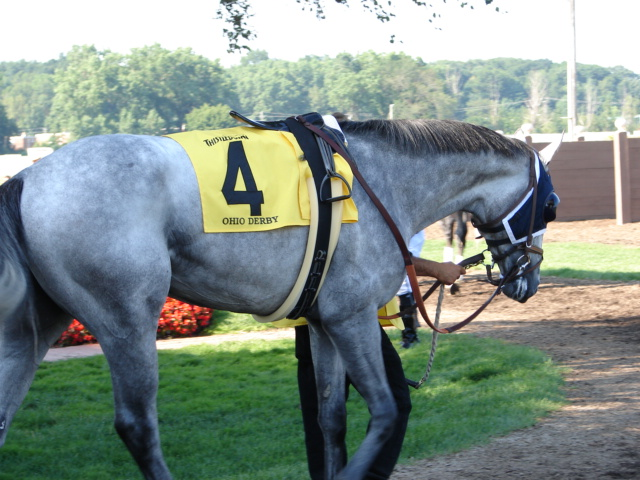
Ngựa bích

Ngựa bích hay còn gọi là bích câu là những giống ngựa có sắc lông xanh xám như màu ngọc bích, chúng cũng còn gọi là ngựa Phiêu là ngựa có sắc lông xanh trắng (Phiêu Kỵ tướng quân). 

Ngựa bích gồm có:

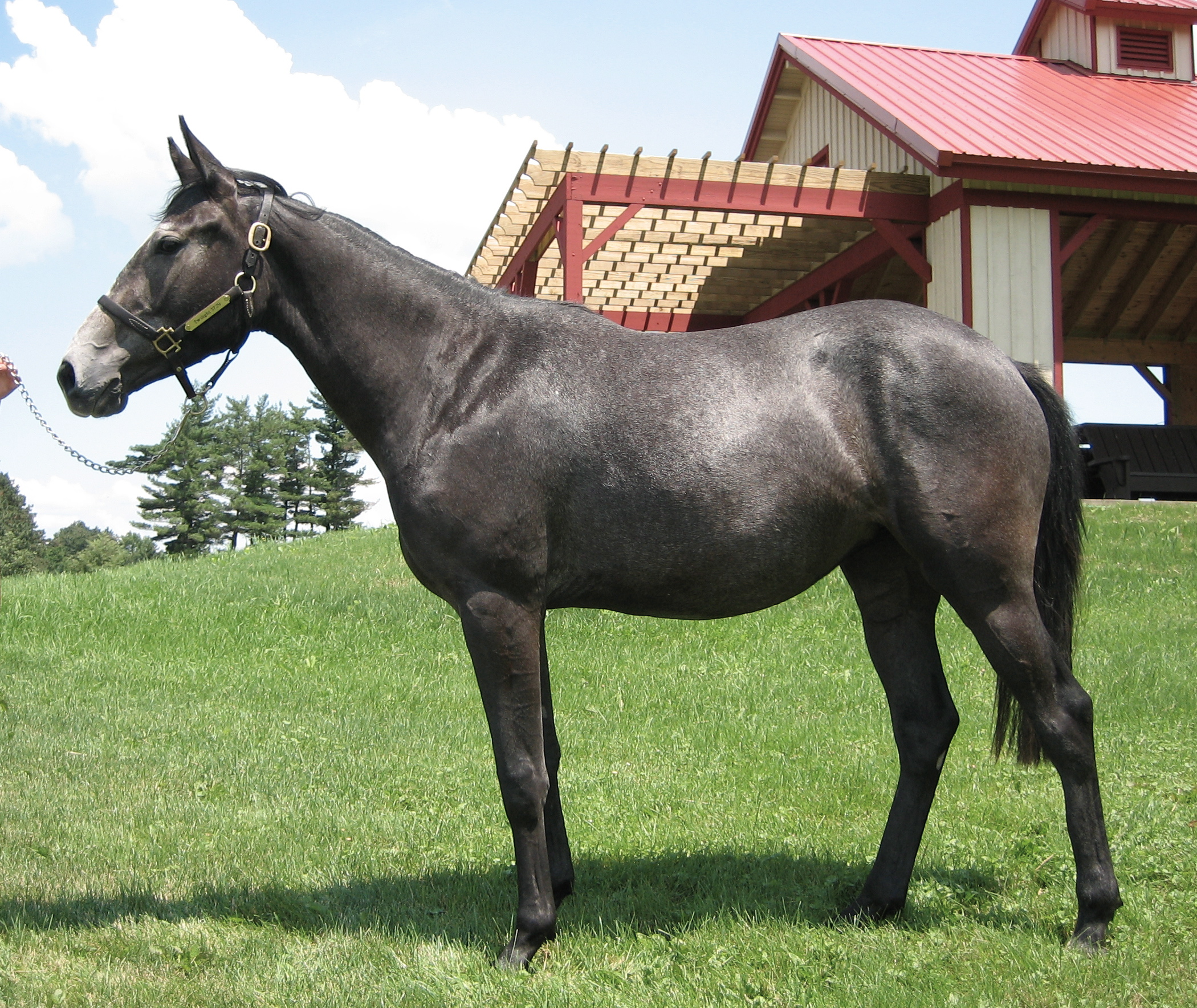
Ngựa bích

- Ngựa bích (tiêu chuẩn) là giống ngựa sắc lông màu xám tro (Cheval Cendré). Ngựa Bích có thể tìm thấy ở giống ngựa Lusitano của nước Bồ Đào Nha.

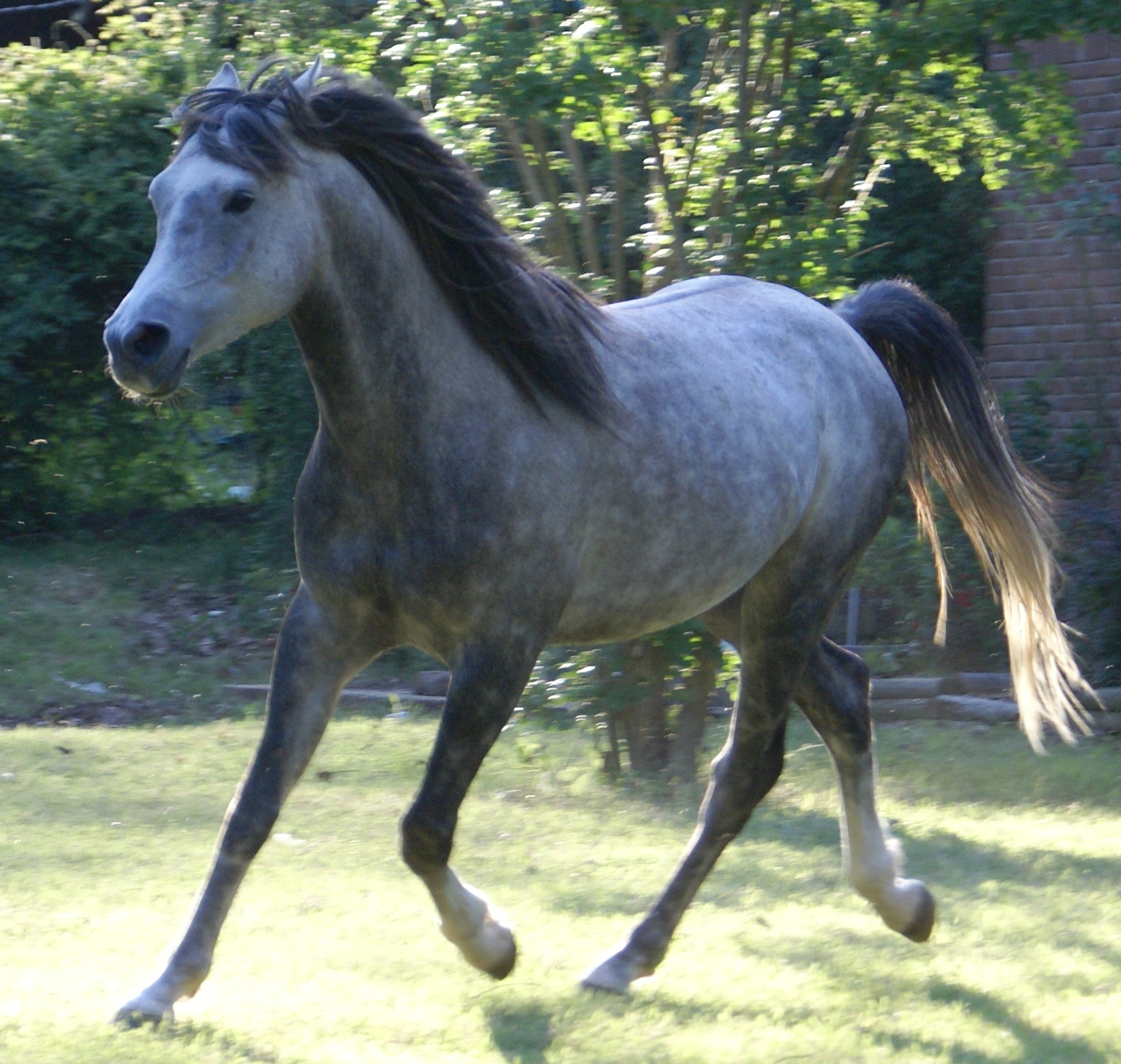
Ngựa bích xanh

- Ngựa bích xanh là giống ngựa sắc lông màu Xám xanh ngọc bích (Gris-Perle). Ngựa Bích Xanh có thể tìm thấy ở con ngựa Marengo của Hoàng Đế Pháp Napoléon qua tranh vẽ của Antoine Jean Baron Gros.

### Sắc lông đen

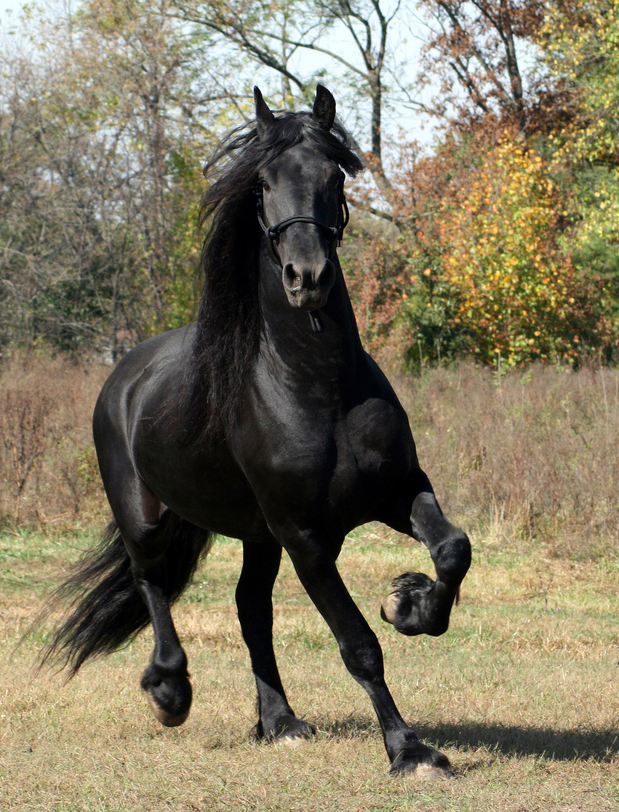
Một con ngựa đen

Ngựa đen đặc trưng của nó là thân màu đen và đuôi đen, phần dưới tứ chi cũng đều là màu đen, ngọn lông có màu rỉ sét, dưới ánh mặt trời nó giống màu đỏ đen. Đây là một trong những màu cơ bản của con ngựa. Màu của ngựa đen có thể gọi là ngựa Ô hay ngựa Ly. Ngựa ô hay ngựa đen hay còn gọi là hắc mã là tên gọi trong tiếng Việt chỉ về những con ngựa có sắc màu đen, trong đó danh từ Ngựa ô được dùng để gọi ngựa có sắc lông màu đen (là tên riêng của một nhóm ngựa) và thông thường không gọi là ngựa đen (chỉ về màu sắc ngựa nói chung). Cũng như dùng danh từ chó mực để gọi chó có sắc lông màu đen, và dùng danh từ mèo mun để gọi mèo có sắc lông màu đen, tương tự là cọp mun.

Tuy nhiên, nếu ngựa có chiều cao đo lên tới trên 1m49 (Bâu Kiều), thì được gọi là "Long" vì theo một số tín niệm rằng căn cốt của Ngựa vốn là Rồng (Long), cho nên mới có các danh từ "Ô Long" và "Hắc Long" đều dùng để gọi Ngựa có sắc lông màu Đen. Trong chọn giống ngựa, trước tiên, người ta từ bỏ các loại "Ngựa Tía Lang Lô" (Ngựa Tía có dương vật sắc lang trắng) và loại ngựa ô bướm trán (Ngựa Ô có đốm lông sắc trắng trước trán). 
Ngựa Ô gồm có:

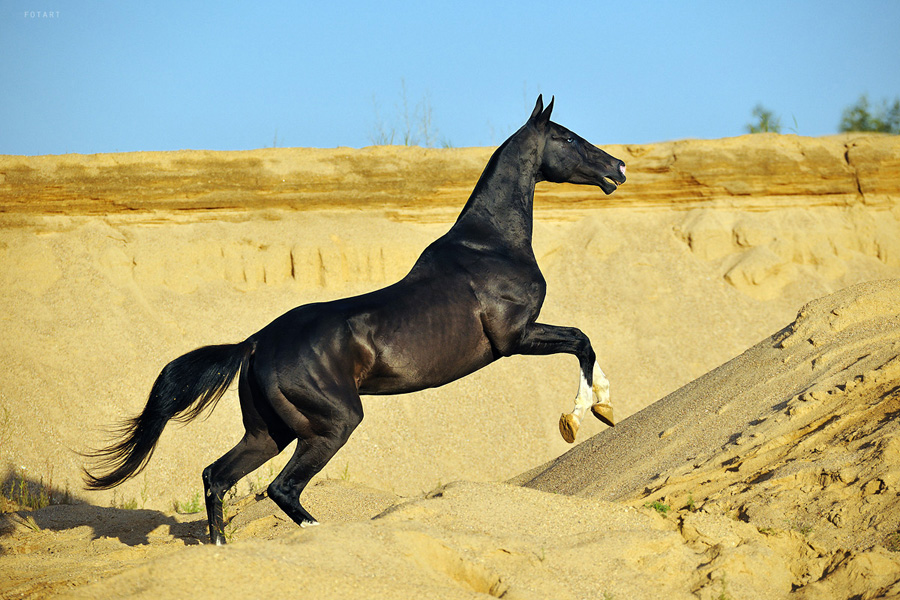
Một con ngựa đen điển hình

- Ngựa ô (tiêu chuẩn): Là những giống ngựa có sắc lông đen (Noir), chẳng hạn như những con ngựa Ô Thuần chủng của giống ngựa Ả-Rập-Thiên-Mã. Ở miền Nam Việt Nam cũng xuất hiện nhiều cá thể ngựa Ô và đi vào văn hóa với bài hát "Lý ngựa Ô".

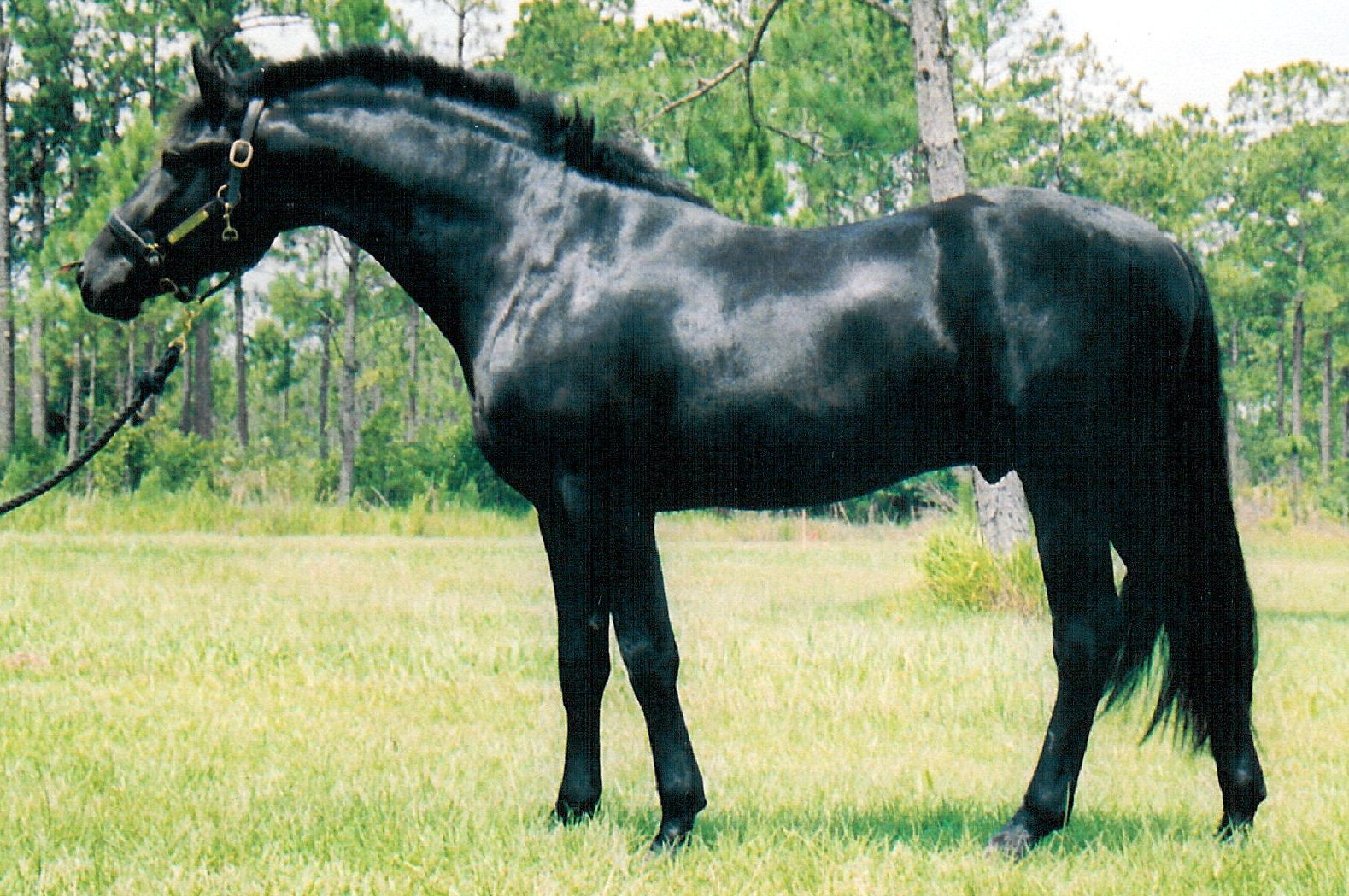
Ngựa ô quạ thuộc giống ngựa Friesia

- Ngựa ô quạ: Là giống ngựa sắc lông đen mun ngời ánh xanh như lông chim quạ (Cheval Noir Corbeau): Một số giống ngựa có thể mang màu lông này như Ngựa Lusitano của Bồ Đào Nha hay tương truyền ở Việt Nam có con chiến mã Ô Du của danh tướng Đặng Xuân Phong thời Nhà Tây Sơn.

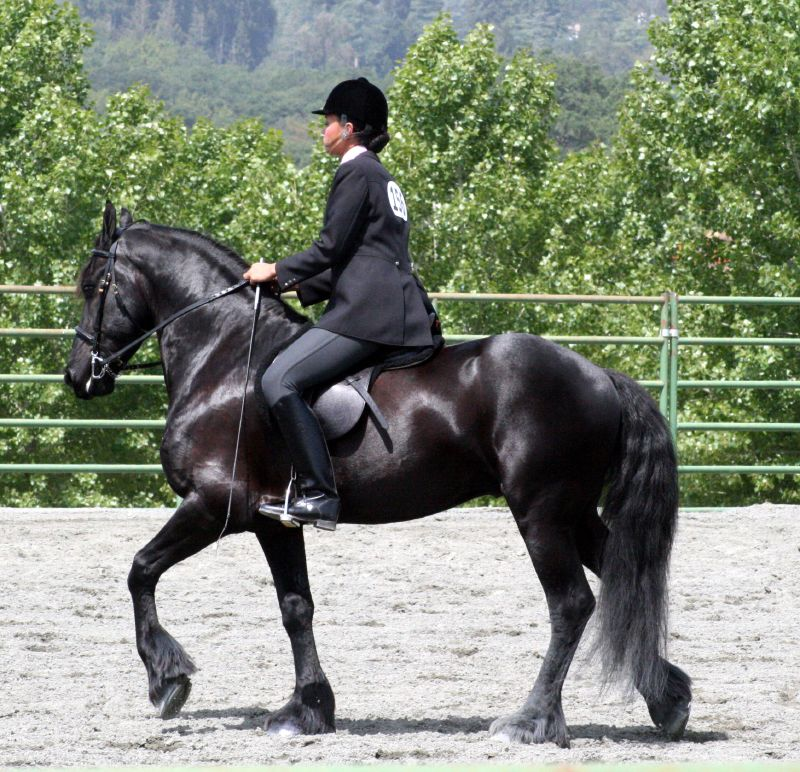
Ngựa ô cát

- Ngựa ô cát: Là những giống ngựa có sắc lông đen tuyền (Noir Zain) một trong những điển hình là giống ngựa Frisian (Cheval Frison) của nước Phổ.

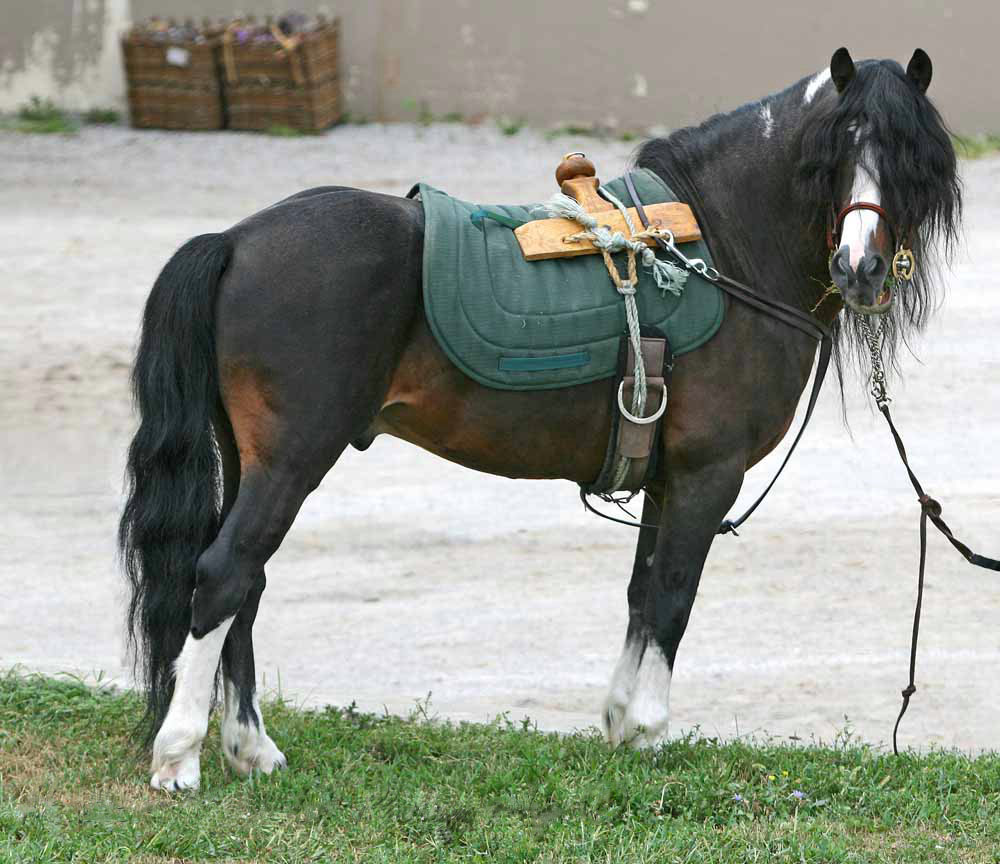
Ngựa ô bụng đỏ (Đan Phúc)

- Ngựa ô Đan Phúc (hay còn gọi là ngựa ô bụng đỏ): Là giống ngựa có sắc lông đen ửng sắc đỏ dưới bụng (Noir Pangaré). Một số giống ngựa có thể có sắc lông này như Ngựa Cưỡi của nước Pháp, Ngựa Kabarda của nước Nga với sắc lông Ngựa Ô Đan-Phúc, nhất là dòng Ngựa Kabardin pha giống Ngựa Chiến Bắc Thảo hiện đang được nuôi nhiều ở Việt Nam.

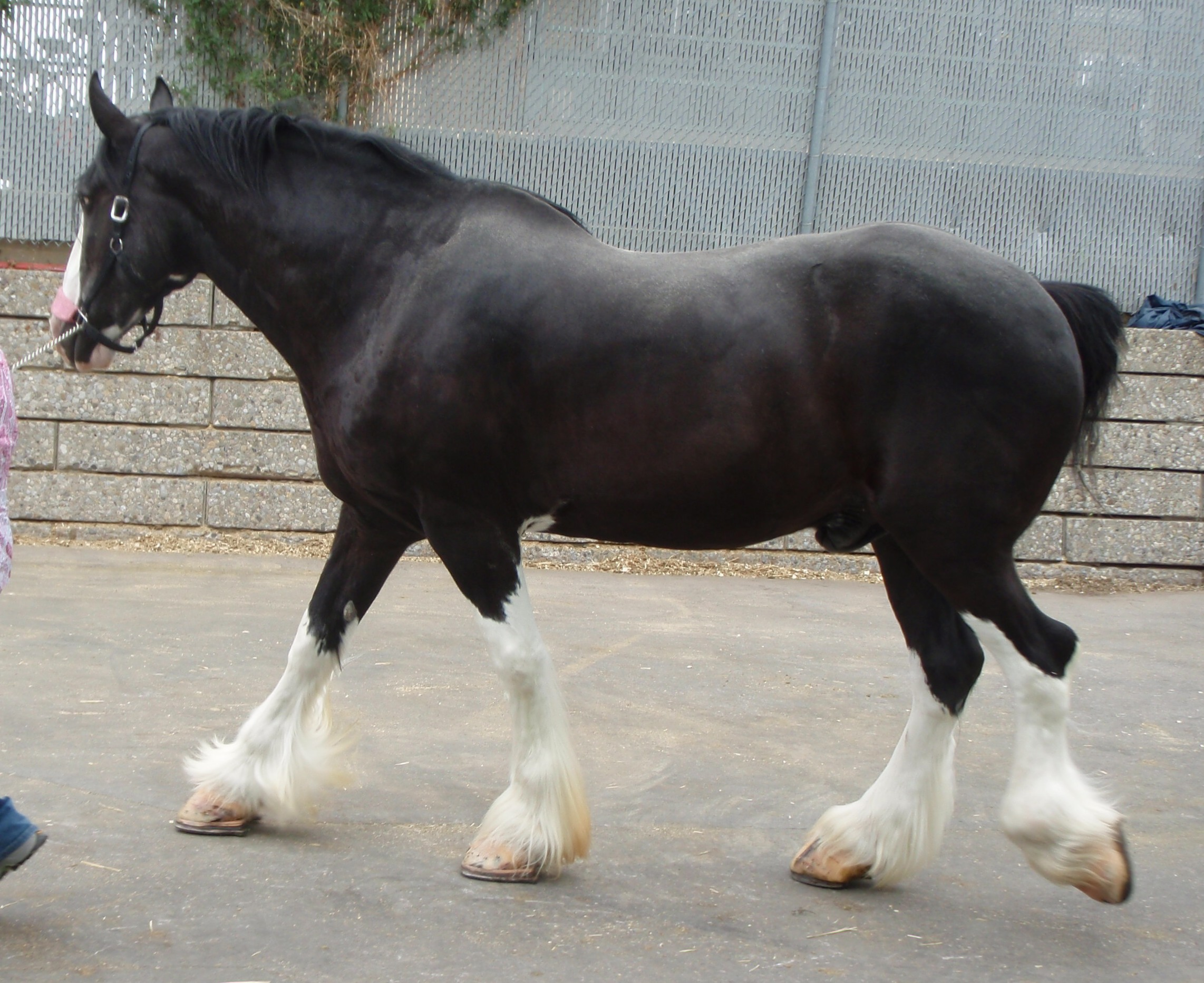
Ô vân đạp tuyết

- Ngựa ô chân trắng hay còn gọi là ngựa đen chân trắng hay còn gọi là Ô vân đạp tuyết là các cá thể ngựa màu lông đen nhưng bốn chân có sắc lông trắng. Cá thể ngựa nổi tiếng là con Vương Truy Mã hay Ô Vân Đạp Tuyết (mây đen cưỡi tuyết) của Trương Phi thời Tam Quốc.

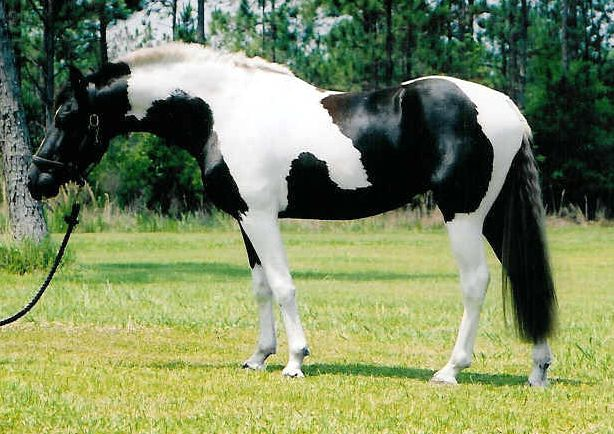
Ngựa Ô chuy

- Ngựa ô chuy hay Ô Truy (Pinto) là con ngựa có sắc lông đen mun đốm trắng ánh xám bạc (Noir Pie): Như con Chiến Mã Ô Truy của Sở Bá Vương Hạng Võ.

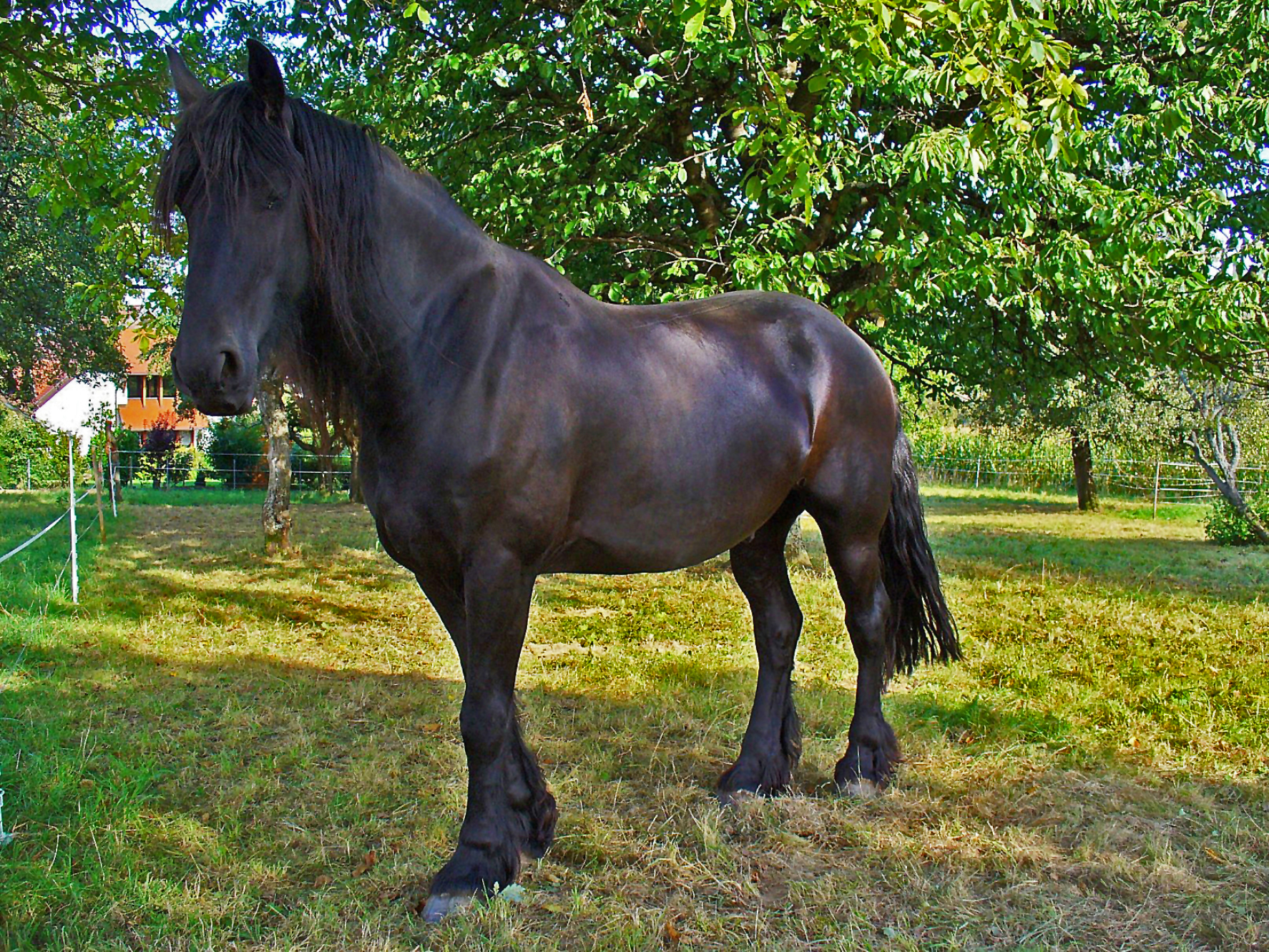
Ngựa lưu mao

- Ngựa lưu mao: Là những giống ngựa có đặc trưng của nó là đuôi và phần dưới tứ chi có màu đen, lông từ màu vàng chuyển sang đỏ, màu nâu đen thay đổi, ngựa màu nâu đen gọi là ngựa Hắc Lưu, có khi mức độ đen giống màu đen ở đuôi, nhưng màu sắc lông ở quanh miệng, mũi, mắt, đặc biệt là màu ở đường giữa chân sau có màu lông nhạt hơn, vẫn có thể phân biệt được với màu đen.

### Vệt loang lổ
Những con ngựa có vết loang lổ hay còn gọi là ngựa khoang, ngựa lang là những con ngựa có nhiều màu sắc được phân chia rõ rệt, thông thường chúng có thể là ngựa chuy (Pinto, Overo) hay một phức hợp da báo (Leopard complex) hoặc đơn thuần là ngựa có rắc đốm phấn trắng (Roan).

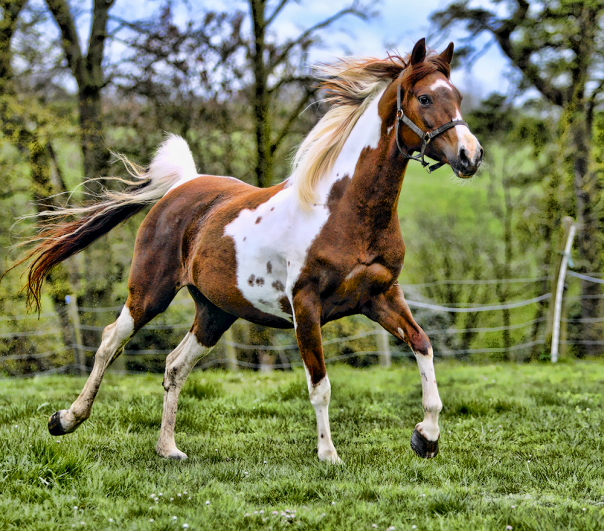
Một con ngựa hồng chuy thuộc giống ngựa Ả rập thuần chủng

Ngựa chuy hay ngựa truy là thuật ngữ chỉ những giống ngựa pha với hai hành nhiều màu sắc theo dạng lang, có ít nhất hai sắc lông. Thuật ngữ Ngựa Chuy trong tiếng Việt, và tiếng Hán, chữ Chuy 騅 được dùng để gọi Ngựa có hai sắc lông: một màu trắng và một màu đen (Ô Chuy) hoặc một màu đậm khác (Hồng Chuy, Khứu Chuy). Việc sử dụng cụm từ Ngựa Ô Truy có thể không phản ánh đúng nghĩa. Ngựa Chuy hay ngựa Truy là loại Ngựa thường được các Vương hoàng nước Pháp và triều Thanh ở Trung Hoa ưa chuộng: 

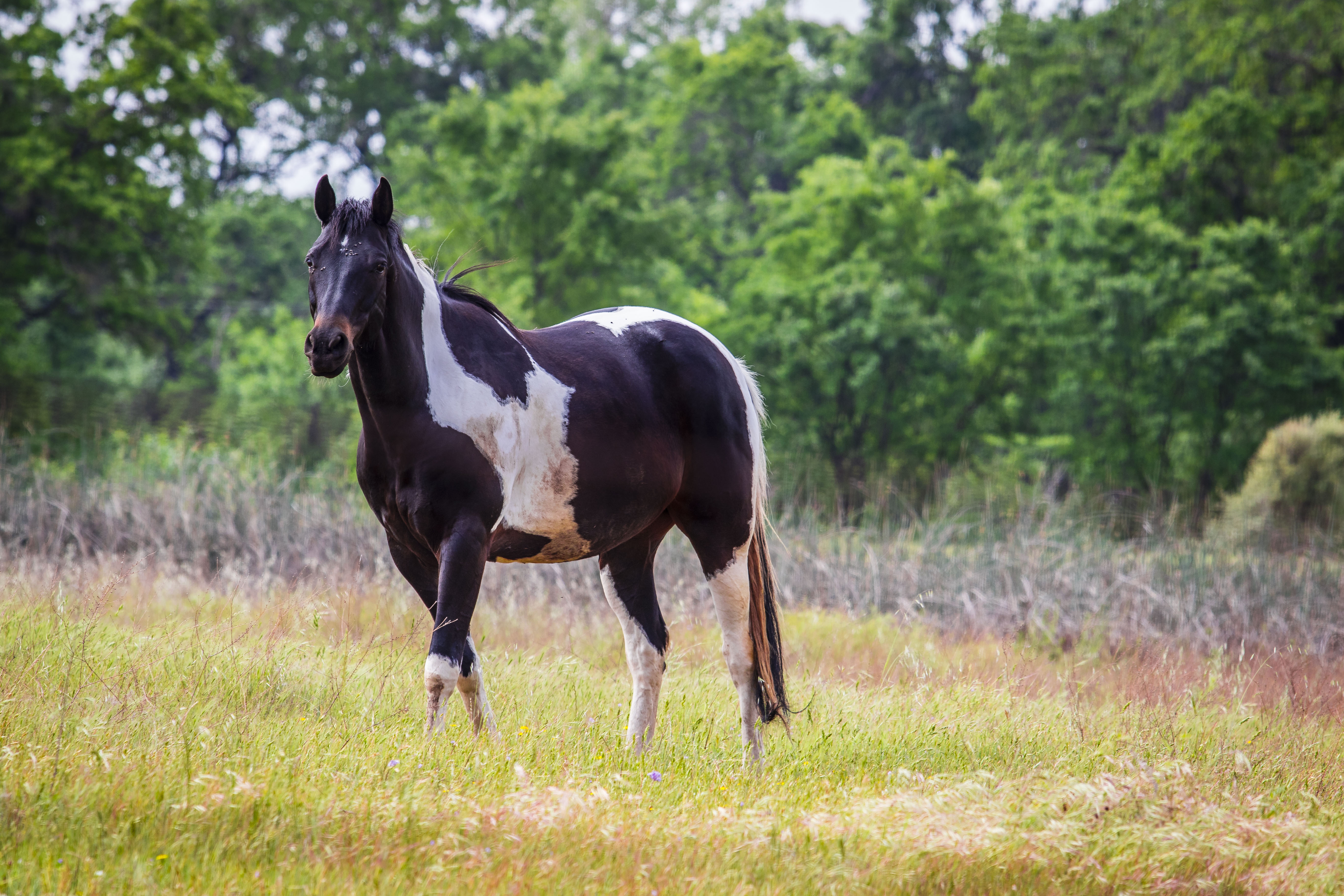
Một con ngựa chuy lang trắng đen

- Ngựa chuy (tiêu chuẩn) Là giống ngựa có hai sắc lông: một màu Trắng và một màu Đen hoặc một màu đậm khác, chẳng hạn như ngựa Appaloosa của Mỹ.

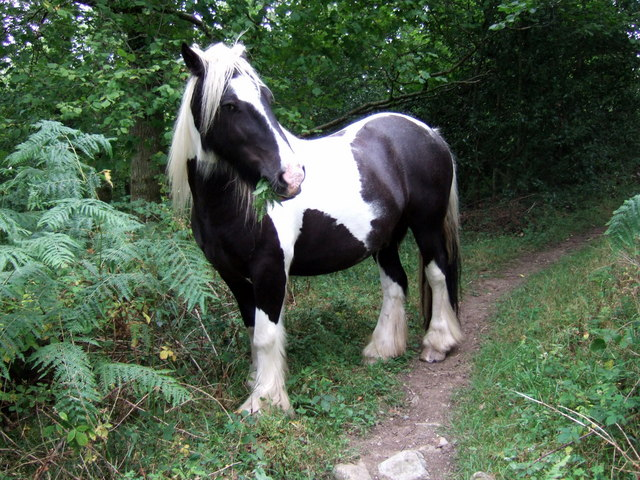
Ngựa ô chuy

- Ngựa ô chuy hay ngựa ô truy: Là những cá thể ngựa có sắc lông trắng và đen mun, chẳng hạn như giống Ngựa Thuần chủng Tây Ban Nha. Con ngựa nổi tiếng nhất là chiến mã Ô Chuy (烏) của Tây Sở Bá Vương Hạng Võ

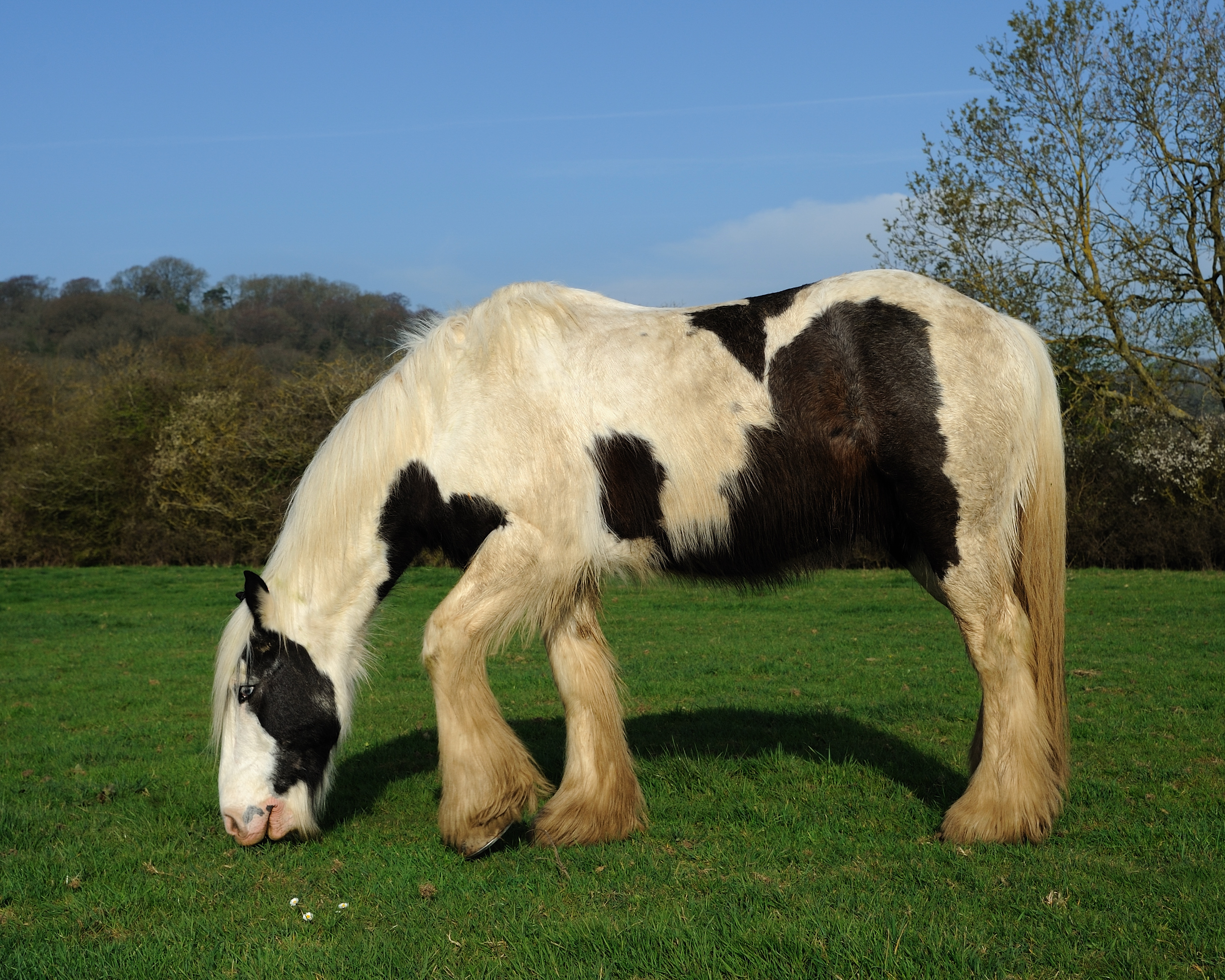
Một con ngựa thanh chuy

- Ngựa thanh chuy là những con ngựa có sắc lông trắng và xanh lục đậm hoặc với xanh dương thẳng, chẳng hạn như ngựa Sơn của Mỹ (Paint Horse). Một số cá thể ngựa được ghi nhận như con ngựa Thanh Chuy (Qingzhui/青騅), của vua Đường Thái Tông thời Nhà Đường.

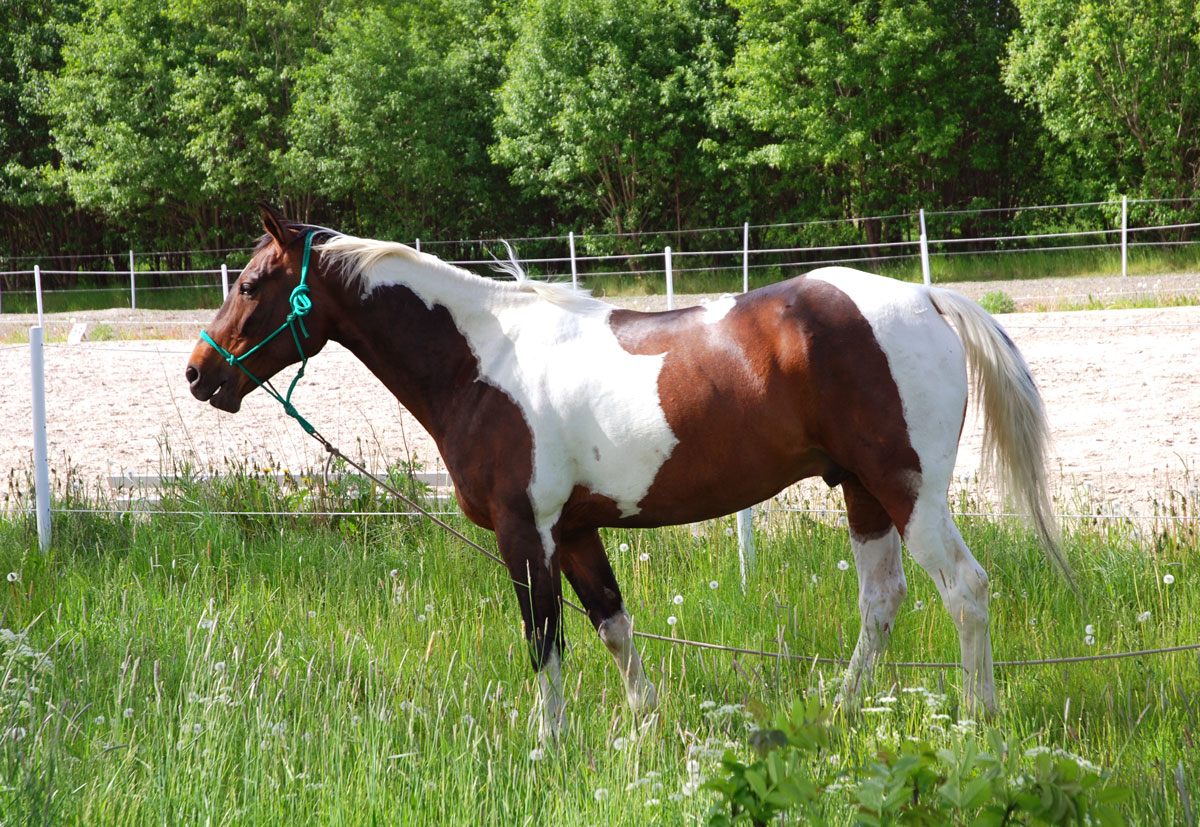
Một con ngựa hồng chuy

- Ngựa hồng chuy: Là giống ngựa có sắc lông Trắng và sắc lông màu nâu hồng (Alezan Pie); Ngựa Hồng Chuy có thể được tìm thấy ở các giống ngựa Appaloosa của Mỹ Quốc. Và một cá thể ngựa của vua Càn Long nhà Thanh qua bức tranh vẽ của Giuseppe Castiglione có tên Hán là: Lang Thế Ninh/郎世寧 (1688–1766)

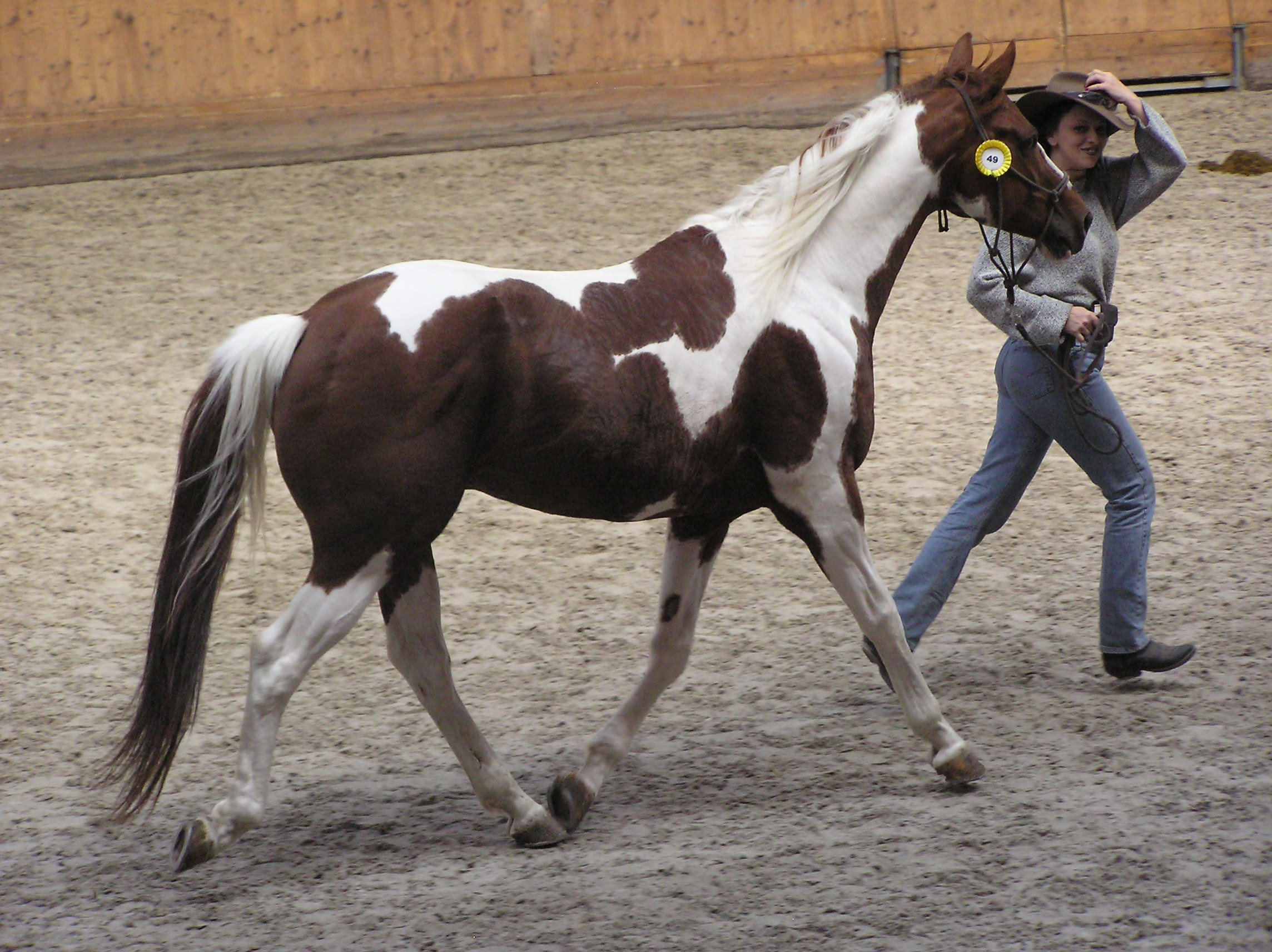
Một con ngựa khứu chuy

- Ngựa khứu chuy: Là những giống ngựa có sắc lông trắng và sắc lông màu đỏ đậm pha màu nâu đậm. Ngựa Khứu Chuy được tìm thấy ở giống ngựa Appaloosa của Mỹ. Có hình vẽ về Hoàng Đế Châu Âu Charles Quint cưỡi Ngựa Khứu Chuy qua tranh vẽ của Francisco de Goya (1746–1828 CN)

Ngựa phiếu là những giống ngựa lang nhạt và sáng màu

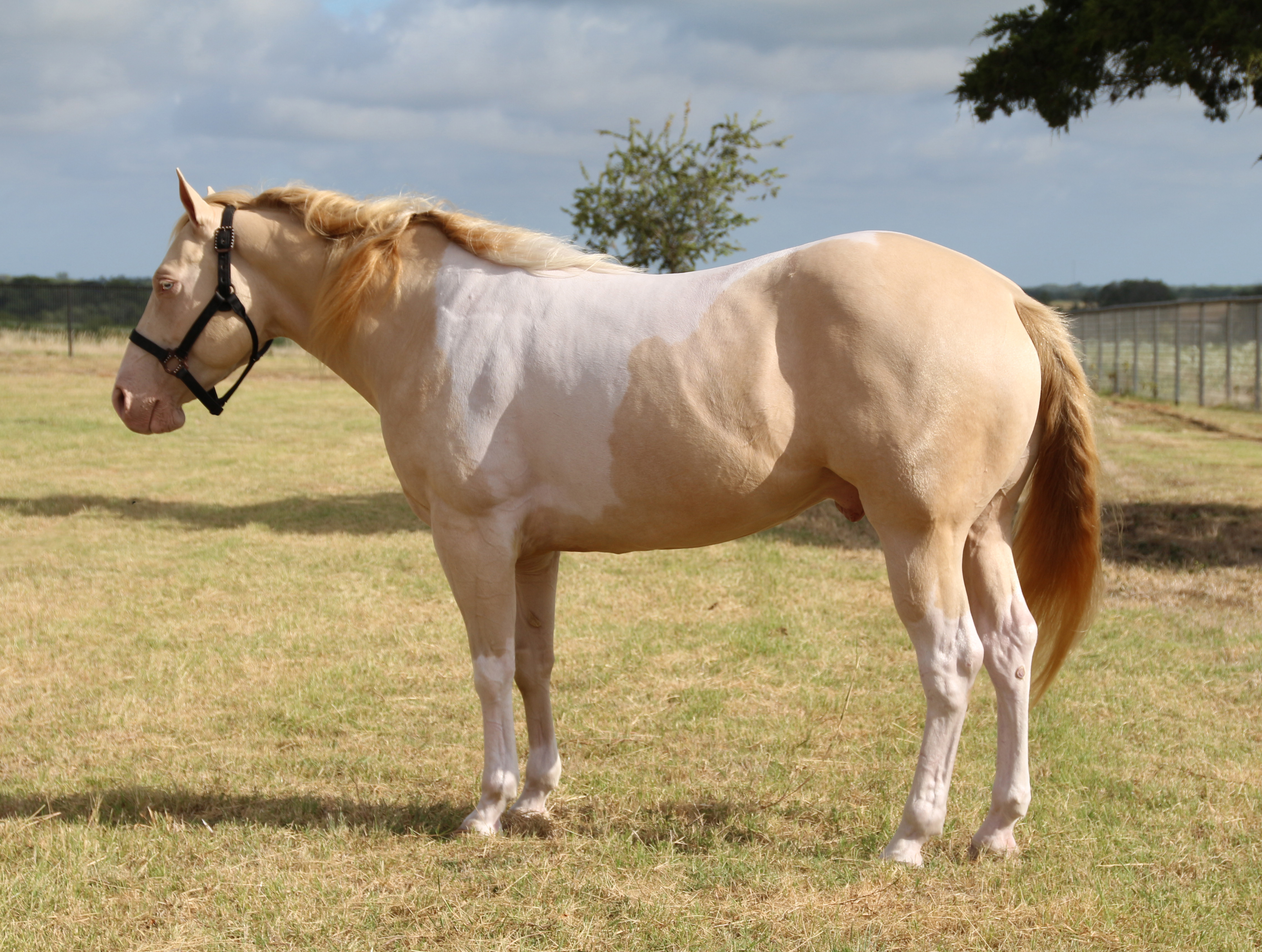
Một con ngựa phiếu

- Ngựa phiếu là giống ngựa có sắc lông màu vàng lang trắng: Một số giống ngựa có tiếng như con ngựa Đặc Lặc Phiếu (Te Le Biao) còn gọi là Đặc Cần Phiếu (Te Qin Biao) của vua Đường Thái Tông triều Nhà Đường

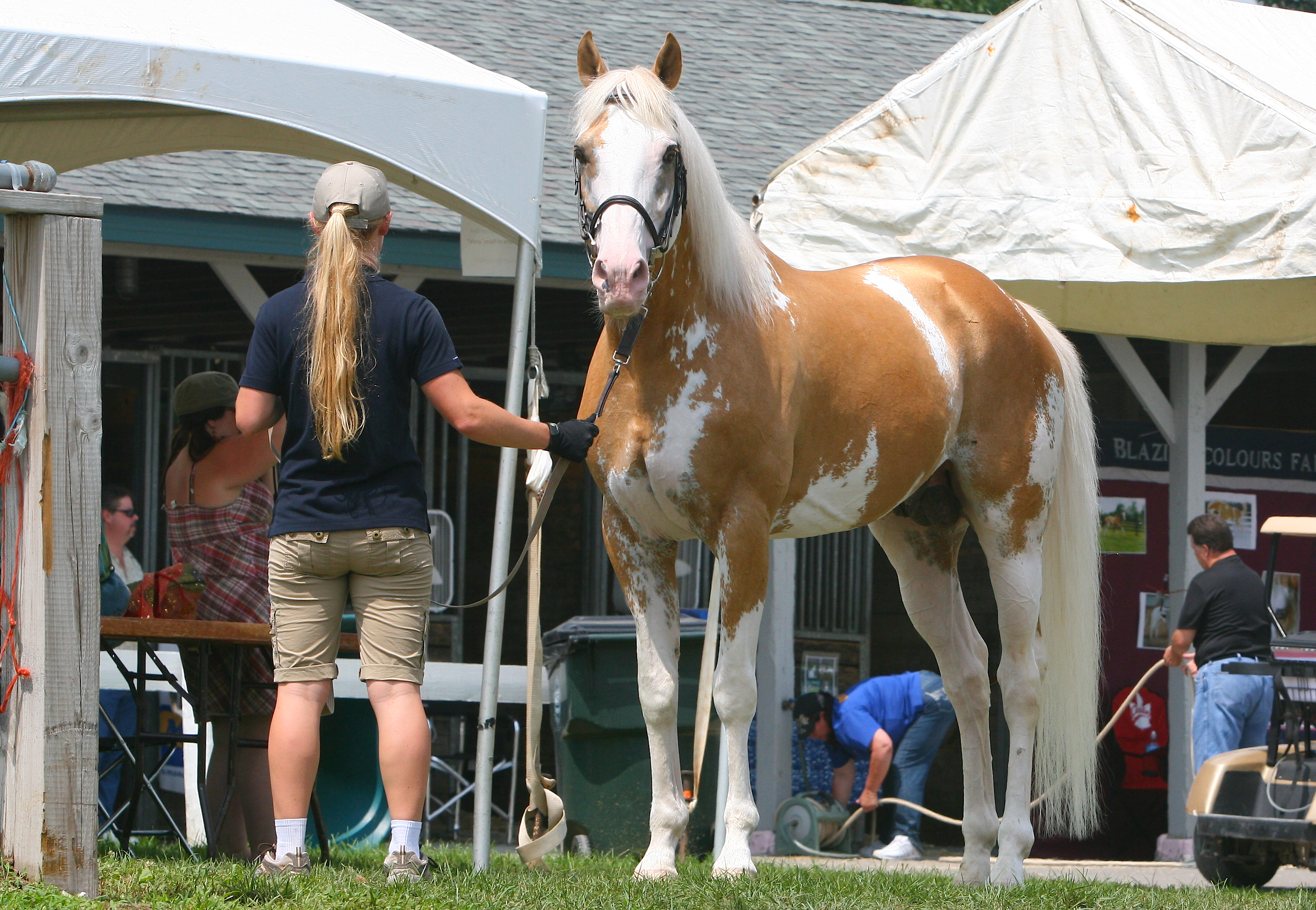
Một con ngựa hoàng phiếu

- Ngựa hoàng phiếu là giống ngựa có sắc lông màu Vàng Hoàng Kim lang Trắng như Chiến Mã Hoàng Phiếu của tướng Tần Thúc Bảo thời Nhà Đường (618-907).

## Cấu trúc gen

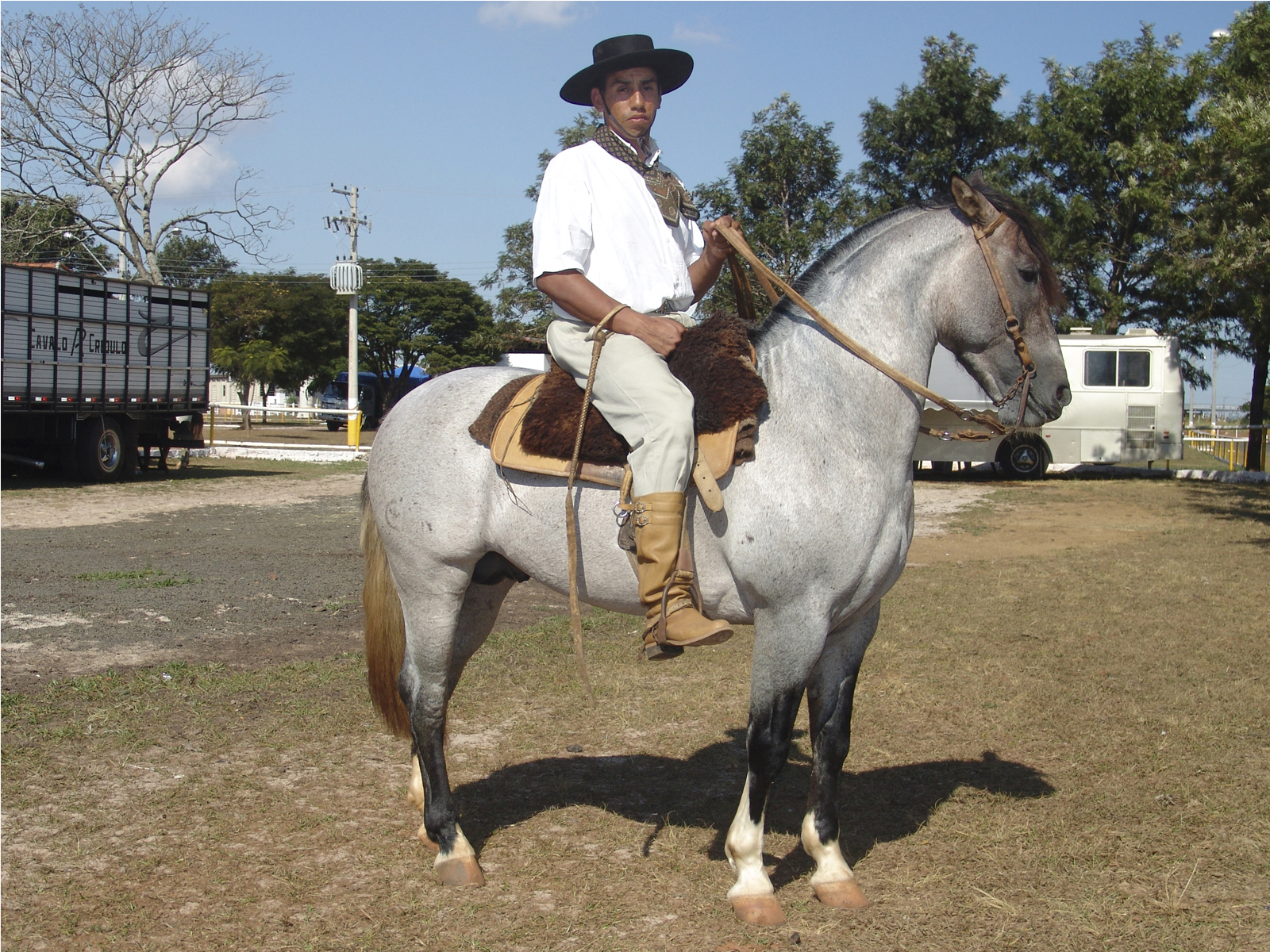
Ngựa kim lâu thuộc giống ngựa Crioulo

Ở ngựa có các màu lông cơ bản là hạt dẻ, hồng và đen. Sự dịch chuyển màu của ba màu cơ bản là do hiệu quả tương tác của các alen cùng xuất hiện. Có 13 alleles khác nhau chi phối màu sắc và sọc của lông ngựa. Màu căn bản "đỏ" (chestnut) hay còn gọi là màu hồng và "đen" (còn gọi là ô, đạm, khứu) chi phối bởi Melanocortin 1 receptor, theo đó màu "đỏ" mang liệt tính, và "đen" ưu tính. Ngoài ra, còn có nhiều gen khác làm giảm bớt ưu tính của "đen", nên tạo ra một dải màu từ đen đậm (ô) đến xám. Đối với ngựa một số đột biến khác nhau quy định cho những màu lông chính đã được phân lập. Màu hạt dẻ, màu hồng và đen được xác định bởi bốn alen, hai trong số đó thuộc locut Extension (E), hai alen còn lại thuộc locut Agouti (A). 
- Màu hạt dẻ và đen là kiểu di truyền lặn (Ee. Ee và Aa. Aa), màu hạt dẻ lấn át màu đen. Do đó màu đen chỉ biểu hiện khi kiểu gen Extension khác với kiểu gen Ee. Ee. 
  - Trong gen MC1R, đầu tiên đã phân lập được alen e quy định màu hạt dẻ của ngựa là do đột biến nucleotide đơn, phân lập alen thứ hai là ea quy định màu hạt dẻ.
  - Trong phân tích gen ASIP, thông báo đột biến mất 11 bp được phát hiện ở dạng đồng hợp tử hoàn toàn có liên quan tới ngựa mang kiểu gen lặn màu lông đen.
- Màu hồng là kết quả của tổ hợp Aa ở locut A và các alen Ee/ EE ở locut E.

| Kiểu hình          | Kiểu gen | Kiểu gen | Kiểu gen | Kiểu gen | Kiểu gen | Kiểu gen | Kiểu gen  |
| ------------------ | -------- | -------- | -------- | -------- | -------- | -------- | --------- |
|                    | Đa dạng  | Agouti   | Nâu sẫm  | Vang     | Bạc      | Kem      | Trân châu |
| Hồng (be)          | E/-      | A/-      | d/d      | ch/ch    | z/z      | cr/cr    | Prl/Prl   |
| Hạt dẻ             | e/e      | -/-      | d/d      | ch/ch    | -/-      | cr/cr    | Prl/Prl   |
| Đen                | E/-      | a/a      | d/d      | ch/ch    | z/z      | cr/cr    | Prl/Prl   |
| Hồng thẫm          | E/-      | A/-      | D/-      | ch/ch    | z/z      | cr/cr    | Prl/Prl   |
| Đỏ thẩm            | e/e      | -/-      | D/-      | ch/ch    | -/-      | cr/cr    | Prl/Prl   |
| Grullo             | E/-      | a/a      | D/-      | ch/ch    | z/z      | cr/cr    | Prl/Prl   |
| Hổ phách           | E/-      | A/-      | d/d      | CH/-     | z/z      | cr/cr    | Prl/Prl   |
| Hoàng kim          | e/e      | -/-      | d/d      | CH/-     | -/-      | cr/cr    | Prl/Prl   |
| Cổ điển            | E/-      | a/a      | d/d      | CH/-     | z/z      | cr/cr    | Prl/Prl   |
| Hồng xám           | E/-      | A/-      | d/d      | ch/ch    | Z/-      | cr/cr    | Prl/Prl   |
| Xám đen            | E/-      | a/a      | d/d      | ch/ch    | Z/-      | cr/cr    | Prl/Prl   |
| Da hoẳng           | E/-      | A/-      | d/d      | ch/ch    | z/z      | CR/cr    | Prl/Prl   |
| Hồng kem (Perlino) | E/-      | A/-      | d/d      | ch/ch    | z/z      | CR/CR    | Prl/Prl   |
| Vàng lợt           | e/e      | -/-      | d/d      | ch/ch    | z/z      | CR/cr    | Prl/Prl   |
| Cremello           | e/e      | -/-      | d/d      | ch/ch    | z/z      | CR/CR    | Prl/Prl   |
| Trân châu hồng     | E/-      | A/-      | d/d      | ch/ch    | z/z      | cr/cr    | Prl/prl   |
| Châu song hồng     | E/-      | A/-      | d/d      | ch/ch    | z/z      | cr/cr    | prl/prl   |
| Vàng nâu dẻ        | e/e      | -/-      | d/d      | ch/ch    | z/z      | cr/cr    | Prl/prl   |
| Mơ                 | e/e      | -/-      | d/d      | ch/ch    | z/z      | cr/cr    | prl/prl   |
| Trân châu đen      | E/-      | a/a      | d/d      | ch/ch    | z/z      | cr/cr    | Prl/prl   |
| Hắc song vĩ        | E/-      | a/a      | d/d      | ch/ch    | z/z      | cr/cr    | prl/prl   |

Bảng gene của màu Sabino
| Dam     | Sire                  | Sire                          | Sire              |
| ------- | --------------------- | ----------------------------- | ----------------- |
|         | SB1/SB1               | SB1/+                         | +/+               |
| SB1/SB1 | 100% SB1/SB1          | 50% SB1/SB1 50% SB1/+         | 100% SB1/+        |
| SB1/+   | 50% SB1/SB1 50% SB1/+ | 25% SB1/SB1 50% SB1/+ 25% +/+ | 50% SB1/+ 50% +/+ |
| +/+     | 100% SB1/+            | 50% SB1/+ 50% +/+             | 100% +/+          |

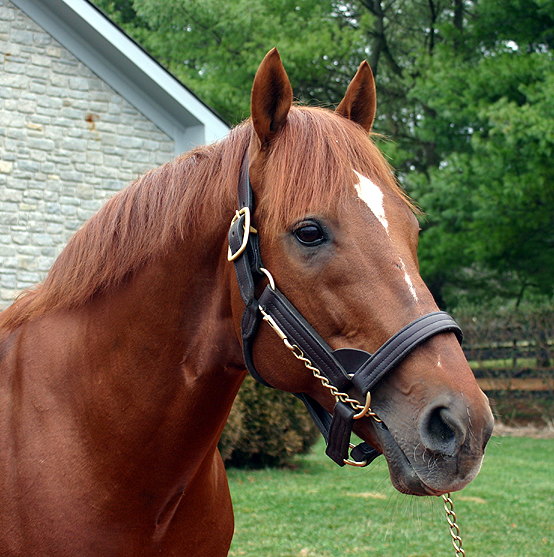
Ngựa hồng mã

Các gen ảnh hưởng đến màu lông và da của động vật có vú có thể chia làm hai nhóm chính: Một nhóm tác động về tổng hợp các sắc tố, một nhóm tác động vào các tế bào sinh ra sắc tố. gen quy định màu trắng là gen trội W, khi tổ hợp gen là Ww ngựa sẽ có màu lông trắng toàn thân, da hồng, mắt nâu hoặc xanh. Nếu ngựa cái trắng này lai với ngựa đực màu sẽ cho đời con 50% màu trắng (Ww), 25% ngựa màu (ww) và 25% (WW) sẽ chết thai. Tổ hợp gen gây chết (WW) đã được phát hiện từ năm 1953 và đã được khẳng định năm 1969.
Các gen kiểm soát màu lông ngựa, các alen hay marker chức năng mới được phát hiện ở mức phân tử DNA. Ở ngựa sự có mặt của 2 gen trội A và B cùng kiểu gen quy định lông xám, gen A có khả năng đình chỉ hoạt động của gen B nên gen B cho lông màu đen khi không đứng cùng với gen A trong kiểu gen. Ngựa mang 2 cặp gen đồng hợp lặn cho kiểu hình lông hung. Các gen phân li độc lập trong quá trình di truyền.Gen A có khả năng đình chỉ hoạt động của gen B, gen B chỉ biểu hện kiểu hình khi không đứng cùng với gen A trong cùng 1 kiểu gen. Gen A át chế hoạt động của gen trội B. Tính trạng màu lông ngựa là kết quả của hiện tượng tương tác át chế.
Việc phân tích kiểu gen liên quan tới màu lông ngựa nhằm phát hiện được mối liên quan của kiểu gen với một số màu sắc cơ bản của ngựa, với sự phát triển của các kỹ thuật trong nghiên cứu về gen, có thể xác định được các kiểu gen liên quan tới màu lông ở ngựa. Số lượng alen của gen KIT của ngựa được mô tả đến mức độ phân tử là nhiều hơn bất kỳ các gen nào khác ở các loài vật nuôi khác. Việc sử dụng các kỹ thuật di truyền phân tử như giải trình tự gen, PCR-RFLP đã xác định được các kiểu gen quy định các màu sắc lông khác nhau ở ngựa. 

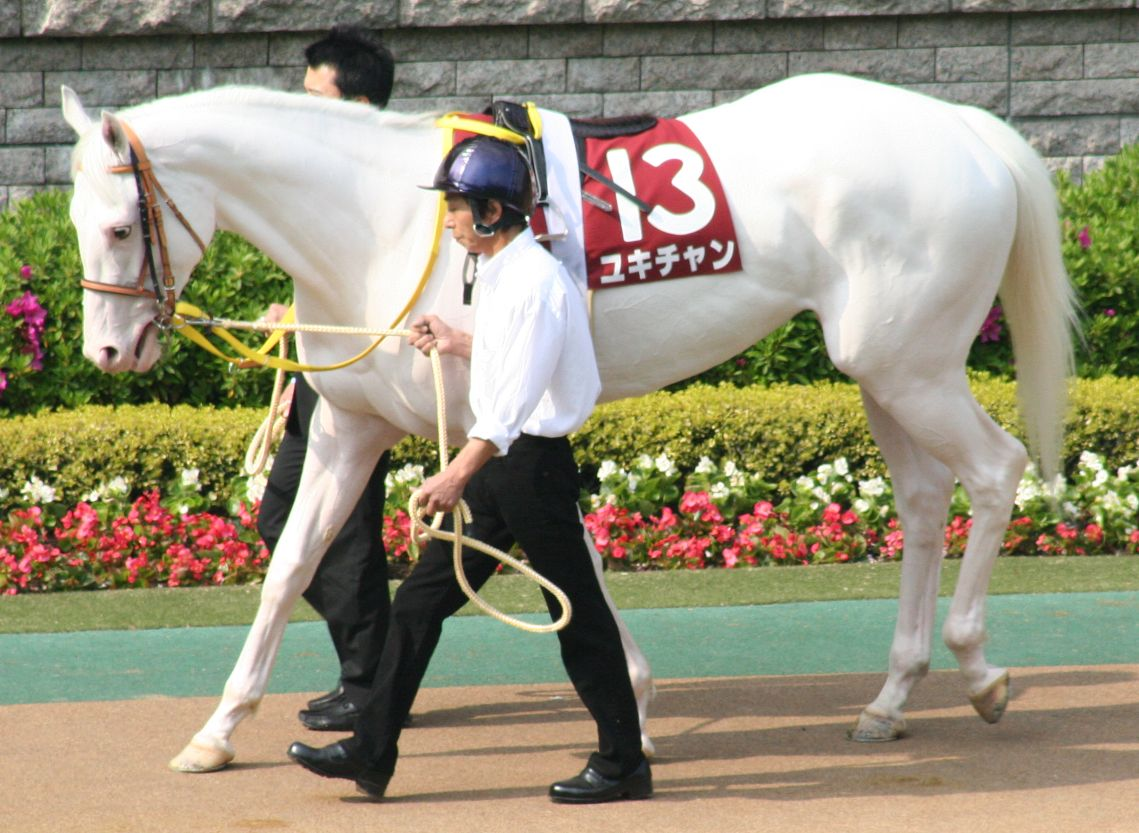
Một con ngựa trắng thật sự

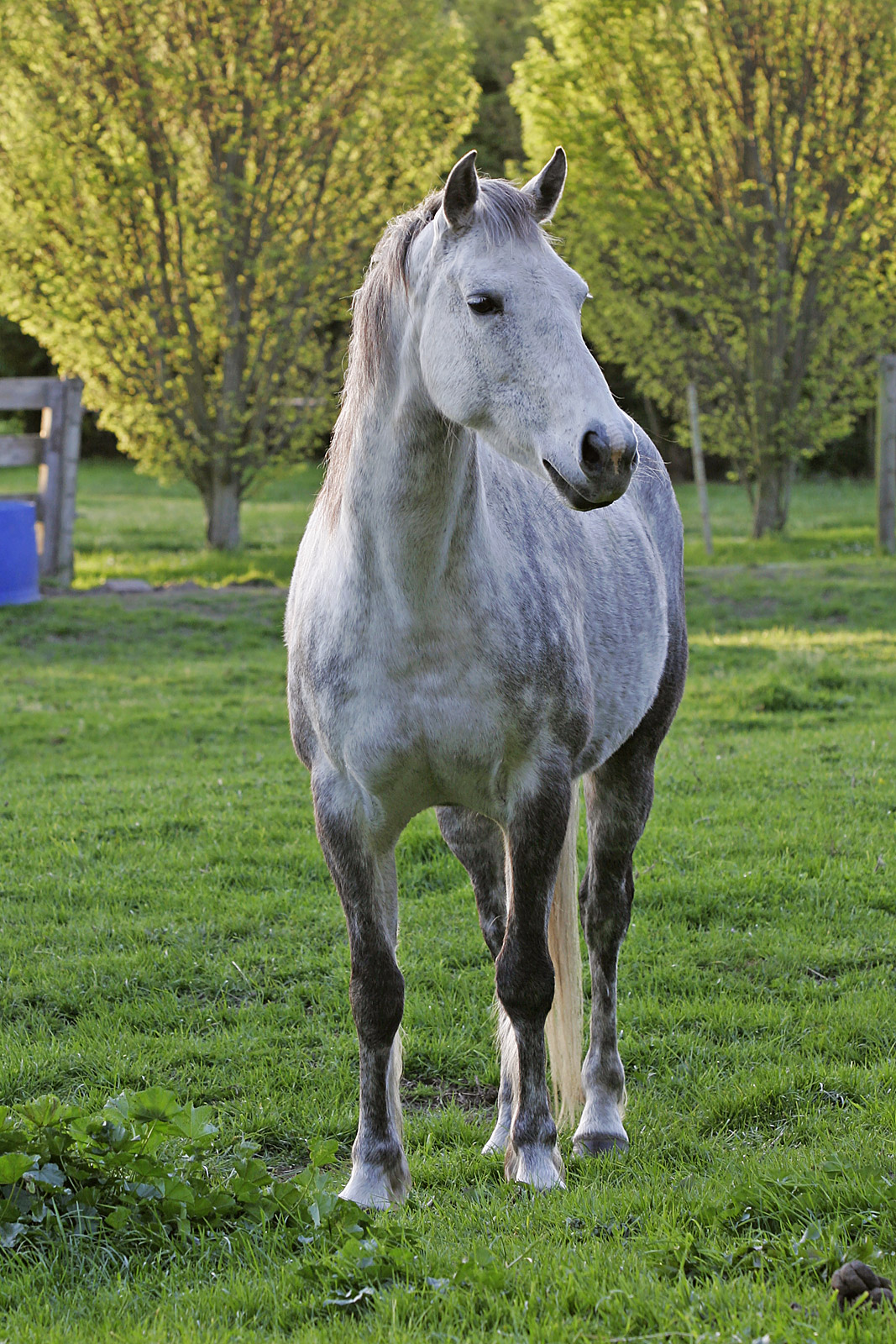
Một con ngựa trắng

Ngựa trắng thực sự là những con ngựa có da không sắc tố và bộ lông màu trắng. Chúng sinh ra đã có màu trắng và trắng suốt đời. Đa số ngựa trắng có mắt đen huyền, nhưng một số con có mắt màu xanh. Thế giới nhiều nước cũng có ngựa bạch như ngựa Ả rập, ngựa bạch Mỹ, ngựa Camarillo, ngựa Tây Tạng, ngựa Camargue chỉ khác là màu tròng mắt giống ngựa này có màu xanh như mắt mèo, màu nâu hoặc màu đen so với ngựa bạch Việt Nam.
Một số con ngựa trắng sinh ra có sắc tố từng phần trên da và lông, nó có thể tồn tại hoặc không khi chúng trưởng thành. Màu trắng, dù là đốm trắng hay sọc trắng hay trắng trội đều được xem chung là những kiểu hình mất sắc tố, và đều do những vùng da này thiếu các tế bào sắc tố. 
Các kiểu hình mất sắc tố có nhiều nguyên nhân di truyền khác nhau và chúng mới đây được nghiên cứu thường lập bản đồ cho gen EDNRB (thụ thể endothelin loại B) và gen KIT (đột biến trội của một gen). Tuy nhiên, di truyền sau các kiểu hình mất sắc tố trắng hoàn toàn khác nhau vẫn chưa được các nhà di truyền học biết đến. Để phân biệt giữa ngựa bạch và ngựa trắng thường (ngựa kim) ở chỗ tất cả chín lỗ đều màu trắng hồng đồng thau trong khi ngựa trắng thường thì vành mắt đen.
Ngựa trắng trội sinh sản ra ngựa trắng tuyền có da màu hồng và mắt màu nâu, mặc dù một số ngựa trắng trội cũng có sắc tố đậm dọc theo đường đỉnh đầu. Màu trắng trội, như tên của nó là màu sắc trội về mặt di truyền. Ít nhất hoặc bố hoặc mẹ phải là trắng trội và không "bỏ qua" các thế hệ vì nó không phải là tính lặn. Tuy nhiên, những biến dị hay đột biến mới tạo ra màu trắng trội cũng thỉnh thoảng xảy ra. Con vật trắng trội là rất hiếm nhưng cũng xuất hiện ở nhiều giống, ở các giống thuần chủng, ngựa A-rập, ngựa bạch Mỹ và ngựa bạch Camarillo. Những con ngựa cái hởi (có màu vàng), ngựa cái kim (màu đen trắng) được chọn riêng ra để nhốt, đến đêm cầm đèn pin soi vào mắt ngựa, nếu thấy đôi mắt ánh đỏ như hòn than cháy thì mới chọn. Sau đó cho chúng phối với ngựa bạch đực thì sẽ sinh ra ngựa bạch. Hay cho ngựa bạch mẹ phối với ngựa đực thường để sinh ra ngựa đực con dù không còn thuộc giống thuần chủng như trước.
Có 11 biến thể của trắng trội được biết đến, mỗi biến thể lại ứng với một con thủy tổ trắng ngẫu nhiên và một đột biến trên gen KIT. Không có con ngựa nào được xác nhận là trắng trội đồng hợp tử và ít nhất một số dạng trắng trội tạo nên phôi không thể sống trong trạng thái đồng hợp tử. Ngựa bạch xuất hiện là do sự đột biến của nguồn gen. Đây chính là sự kết hợp của hai nguồn gen bệnh vốn có của loài ngựa để ra loại hình ngựa bạch. Nghĩa là ngựa bạch là con ngựa bệnh tương tự như con người bị bệnh bạch tạng. Tỷ lệ ngựa bạch so với các thứ ngựa khác chỉ chiếm 1/100, nghĩa là khoảng 100 cá thể ngựa đực cái thì mới sinh ra một con ngựa bạch. Trong thực tế các con ngựa bạch đều không khỏe và rất hay chết yểu.

## Dạng đặc biệt

### Ngựa bạch

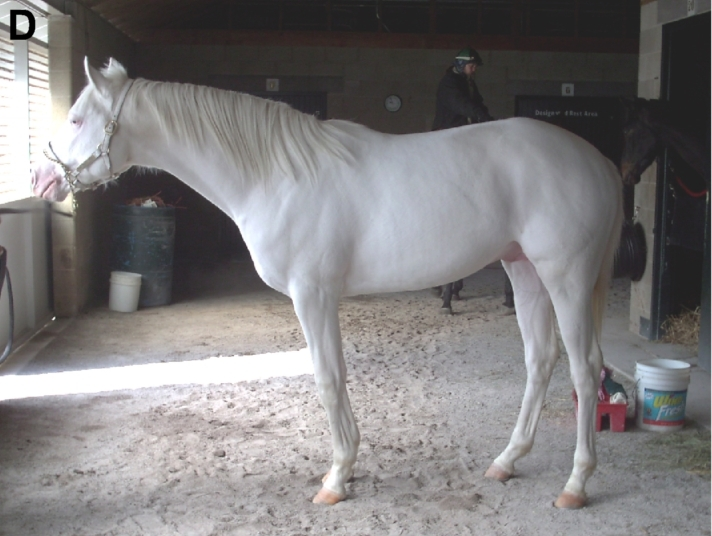
Một con ngựa Bạch thuần chủng của Anh với đặc trưng là môi hồng, dái hồng

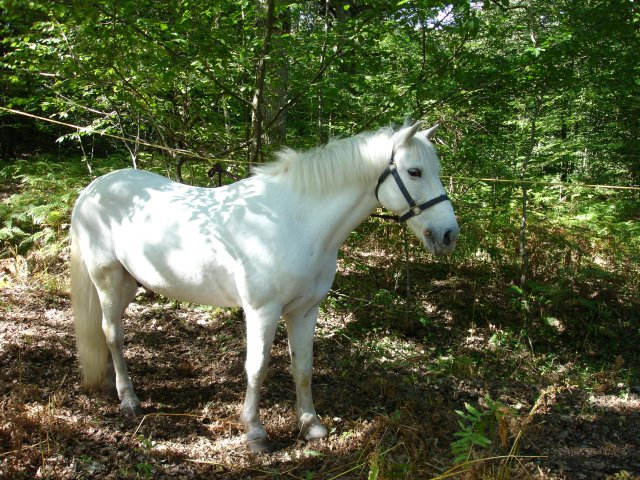
Một con ngựa bạch

Một con ngựa trắng

Ngựa bạch là giống ngựa với bộ lông trắng muốt, có thể dễ nhận biết giữa ngựa bạch thuần chủng và ngựa lai. Để phân biệt hai loại ngựa trắng (ngựa kim) và ngựa bạch đều có màu trắng thì ngựa bạch tốt và chuẩn thì toàn thân ngựa da có màu trắng hồng hoặc trắng mây, da ngựa trắng hồng, xung quanh viền mắt màu hồng, có màu đồng thau hay thau đồng, môi trắng hồng, con ngươi có màu đỏ hồng, ban đêm soi đèn có màu đỏ rực. Cả bốn móng có màu trắng ngà, các bộ phận như mũi, miệng, bộ phận sinh dục đều có màu hồng nhuận hay hồng đỏ
Để nhận biết ngựa bạch thuần chủng và ngựa trắng (ngựa kim) thông thường thì phải hội tụ đầy đủ các yếu tố có 6 điểm chính như: Mắt có màu trắng mây hay còn gọi là mắt mốc, chung quanh có một vòng màu đồng lửa, khi mặt trời đứng bóng mắt bị lòa, thậm chí trong đêm, mắt bắt ánh sáng đèn đỏ như đốm lửa. Các lỗ tự nhiên (lỗ ở bộ phận sinh dục, mũi, mõm) có màu hồng đỏ, bốn chân có móng sừng trắng ngà, màu cước ánh bạc hoặc thì 9 lỗ trên người đều có màu trắng, hồng đồng thau trong khi ngựa trắng thường thì vành mắt có màu đen. Chỉ thiếu một trong những đặc điểm trên thì đã bị loại khỏi ngựa bạch thuần chủng, lúc ấy chỉ còn được gọi là ngựa kim. Vào giờ chính Tuất (20 giờ) dùng đèn chuyên dụng soi vào đồng tử ngựa bạch phải chuyển từ hình tròn sang hình dạng chữ nhật nằm ngang mới chính là ngựa bạch.
Màu trắng tuyền trong hỗn hợp màu sắc là trội nhưng đặc biệt, không tồn tại dưới dạng đồng hợp (WW) mà chỉ tồn tại dưới dạng dị hợp Ww. Trong thực tế có thể kiểm tra hiện tượng này vì không có con ngựa nào trắng hoàn toàn, hoàn hảo vì xen lẫn với các lông trắng, bao giờ cũng có một ít lông màu khác ở bụng, ở bờm, ở đuôi, ở mang tai càng thấy rõ hơn. Gen màu trắng ở ngựa không những là gen dị hợp (trong đó W là trội) trong một bộ gen hỗn hợp tác động qua lại (epitatique) mà còn chịu ảnh hưởng của hai đột biến không có lợi. Đột biến gây chết hay nửa gây chết (lethal, semi-lethal) nên con trắng có thể gây chết khi còn là bào thai.
Đột biến gây bạch tạng (albinos), ngựa bạch tạng có màu trắng tuyền nhưng ở bẹn, ở bụng thường phơn phớt hồng và con mắt, mi mắt thường đỏ, con vật có vẻ không chịu ánh sáng gắt. Một kểu gen khác (Cream gen) cũng thể hiện màu sắc khá giống với đặc điểm ngựa bạch, chỉ khác là ngựa có màu mắt xanh và màu lông da vẫn tồn tại màu vàng nhạt (pale golden), màu này rất dễ nhầm lẫn với ngựa bạch. Trong một quần thể ngựa bao giờ ngựa trắng các loại cũng ít hơn các loại ngựa màu sắc khác. Ở một số vùng núi hẻo lánh, nơi có đường sá giao thông không thuận lợi việc giao lưu chưa được rộng rãi, nên tỷ lệ ngựa màu trắng có thể cao hơn, đó có thể là do nguyên nhân giao phối cận huyết lâu dài của một quần thể ít được chọn lọc.
Ngựa Bạch có nhiều đặc điểm khác với ngựa mầu: Toàn thân mầu trắng, các lỗ tự nhiên mầu hồng, đặc biệt 12 giờ trưa ngựa Bạch có hiện tượng mù mầu trong khoảng 30 phút. Ngựa bạch tạng thường không có khả năng sinh sản, ngựa con màu trắng sinh ra thường bị chết (hội chứng OLWS). Đột biến hai nucleotid (TC353-354AG) trong gen Endothelin-B receptor (EDNRB) liên quan với hội chứng chết của ngựa con màu trắng (OLWS-overo lethal white symdrom). Đột biến dẫn đến thay đổi amino acid từ Isoleusine sang Lysine của G- protein couple receptor. Hội chứng ngựa con chết được phát hiện là do đột biến đồng hợp tử, do bố mẹ mang kiểu gen dị hợp tử.
Trên đàn ngựa 945 con màu trắng cho thấy tất cả ngựa con có hội chứng OLWS là dạng đồng hợp tử của đột biến endothelin-B receptor Ile118Lys và không tìm thấy ngựa trưởng thành mang kiểu gen đồng hợp tử này. Màu lông trắng được liên kết chặt chẽ với kiểu gen EDNRB. Kiểm tra DNA (kiểu gen EDNRB) là cách duy nhất để xác định chắc chắn liệu các con ngựa màu trắng có thể sinh ra ngựa con bị mắc hội chứng OLWS hay không. Có 4 đột biến độc lập trong gen KIT ở ngựa chịu trách nhiệm về kiểu hình màu lông trắng trội trong nhiều giống ngựa. Trong 7 họ ngựa nghiên cứu, chỉ duy nhất một họ ngựa trắng có mang các đột biến trong kiểu gen. Những đột biến được phát hiện mới đây gồm hai đột biến dịch khung, hai đột biến nhầm nghĩa và ba đột biến về vị trí ghép cặp (c.338-1G>C; c.2222-1G>A; c.2684+1G>A). 

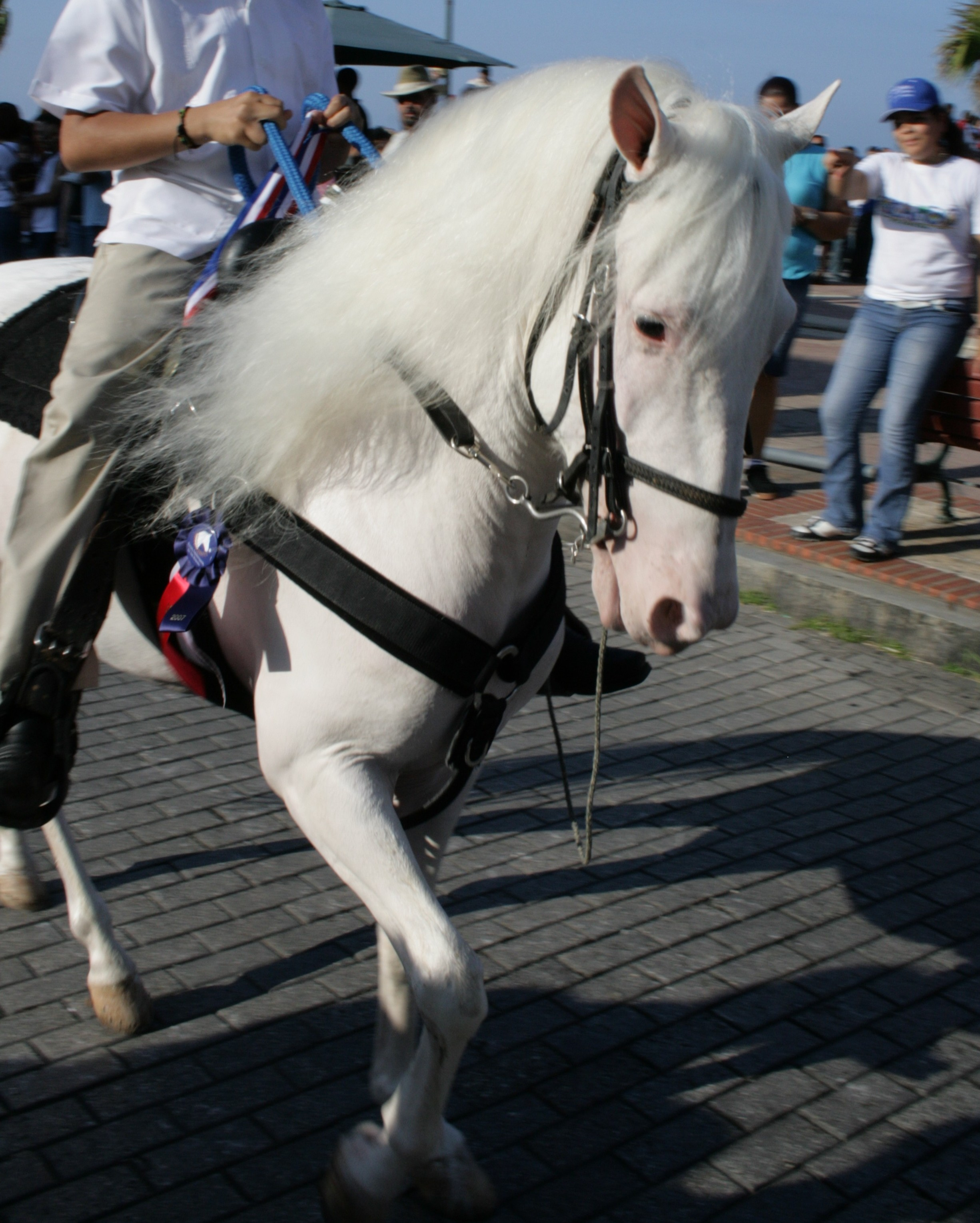
Một con ngựa bạch (ngựa trắng trội)

Trong chăn nuôi, nhiều ngựa con sinh ra mang màu lông trắng là do bị bạch tạng. Điều này sẽ gây khó khăn trong việc phân biệt giữa ngựa bạch và ngựa bạch tạng. Việc phân biệt được giống ngựa bạch và ngựa bạch tạng. Từ đó, giúp người chăn nuôi ngựa có thể loại bỏ ngựa bạch tạng ra khỏi đàn ngựa giống để tránh sinh ra ngựa con bị chết. Do đó nghiên cứu các gen MC1R, ASIP, EDNRB của ngựa là cơ sở khoa học cho việc xác định kiểu gen quy định màu sắc lông ngựa và phân biệt, chọn lọc đúng giống ngựa bạch không bị nhầm với ngựa bị bạch tạng. Trong quá trình nhân giống đàn ngựa bạch thường dễ bị nhầm lẫn giữa các cá thể ngựa bạch và những cá thể ngựa bị bạch tạng cũng có màu lông trắng, mà những cá thể ngựa bạch tạng thường sinh ra ngựa con bị chết.
Thực tế, số lượng alen của gen KIT của ngựa được mô tả đến mức độ phân tử là nhiều hơn bất kỳ các gen nào khác ở các loài vật nuôi khác. Qua các kết quả trên cho thấy sử dụng các kỹ thuật di truyền phân tử như giải trình tự gen, PCR-RFLP đã xác định được các kiểu gen quy định các màu sắc lông khác nhau ở ngựa. Đặc biệt, từ kết quả nghiên cứu có thể phân biệt được giống ngựa bạch và ngựa bạch tạng. Từ đó, giúp người chăn nuôi ngựa có thể loại bỏ ngựa bạch tạng ra khỏi đàn ngựa giống để tránh sinh ra ngựa con bị chết. Do đó nghiên cứu gen EDNRB của ngựa là cơ sở khoa học cho việc xác định kiểu gen quy định màu sắc lông ngựa và phân biệt, chọn lọc đúng giống ngựa bạch không bị nhầm với ngựa bị bạch tạng.
Sử dụng kỹ thuật PCR-RFLP từ cặp mồi ps2/hex1 cho thấy sản phẩm PCR là 155 bp. Cắt sản phẩm PCR bằng enzym giới hạn BfaI cho thấy ngựa trắng mang alen chết có hai băng 136 bp và 19 bp, nhưng ngựa bình thường sản phẩm PCR không bị cắt. Nhân sản phẩm PCR từ cặp mồi ps4/ps5 sản phẩm PCR là 90 bp. Cắt sản phẩm PCR bằng enzỵm giới hạn Sau 3AI cho thấy ngựa mang alen chết không bị cắt, nhưng ở ngựa bình thường sản phẩm PCR được cắt thành hai băng 70 bp và 20 bp. Trên đàn ngựa 945 con màu trắng cho thấy: tất cả ngựa con có hội chứng OLWS là dạng đồng hợp tử của đột biến endothelin-B receptor Ile118Lys và không tìm thấy ngựa trưởng thành mang kiểu gen đồng hợp tử này. 

### Ngựa vằn

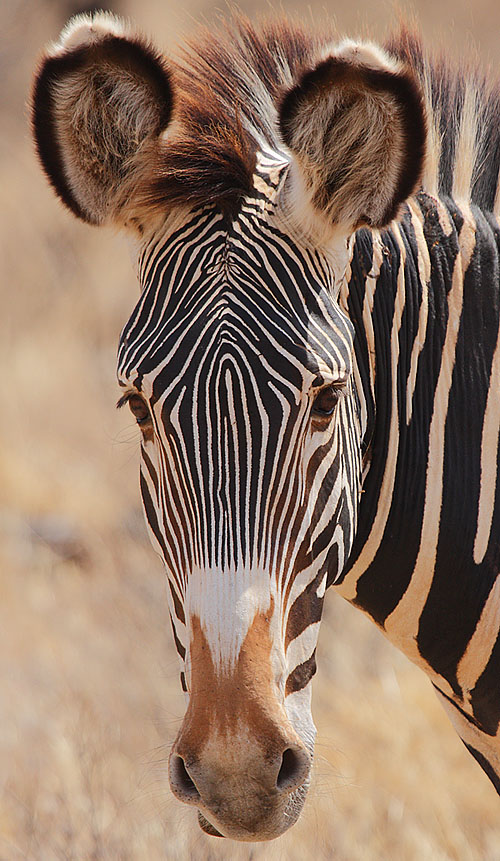
Một con ngựa vằn tai lừa

Ngựa vằn là một trong những động vật thuộc họ nhà ngựa có sắc lông đặc biệt với những sọc vằn đặc trưng. Ngựa vằn có tầm vóc như ngựa nhà, lông có các vằn trắng xen nâu đen, sống thành từng đàn nơi hoang dã tại rừng núi sa mạc thuộc các nước châu Phi. Ngựa vằn là một giống ngựa rất đặc biệt, thường sống ở vùng thảo nguyên và hoang mạc châu Phi, khác với những họ hàng của mình, ngựa vằn có một bộ lông với hai màu đen trắng, bố trí thành các sọc từ đầu đến chân. Những vằn đen trắng so le nhau của ngựa vằn có nhiều tác dụng hơn chỉ là để trang trí nhưng chúng có tác dụng rất lớn trong việc ngụy trang khi hòa lẫn vào những đồng cỏ xavan rộng lớn hoặc khi đi cả đàn với nhau sẽ hòa thành 1 khối khổng lồ, gây hoang mang cho kẻ thù. 
Hiện còn tồn tại ba nhóm ngựa vằn: 

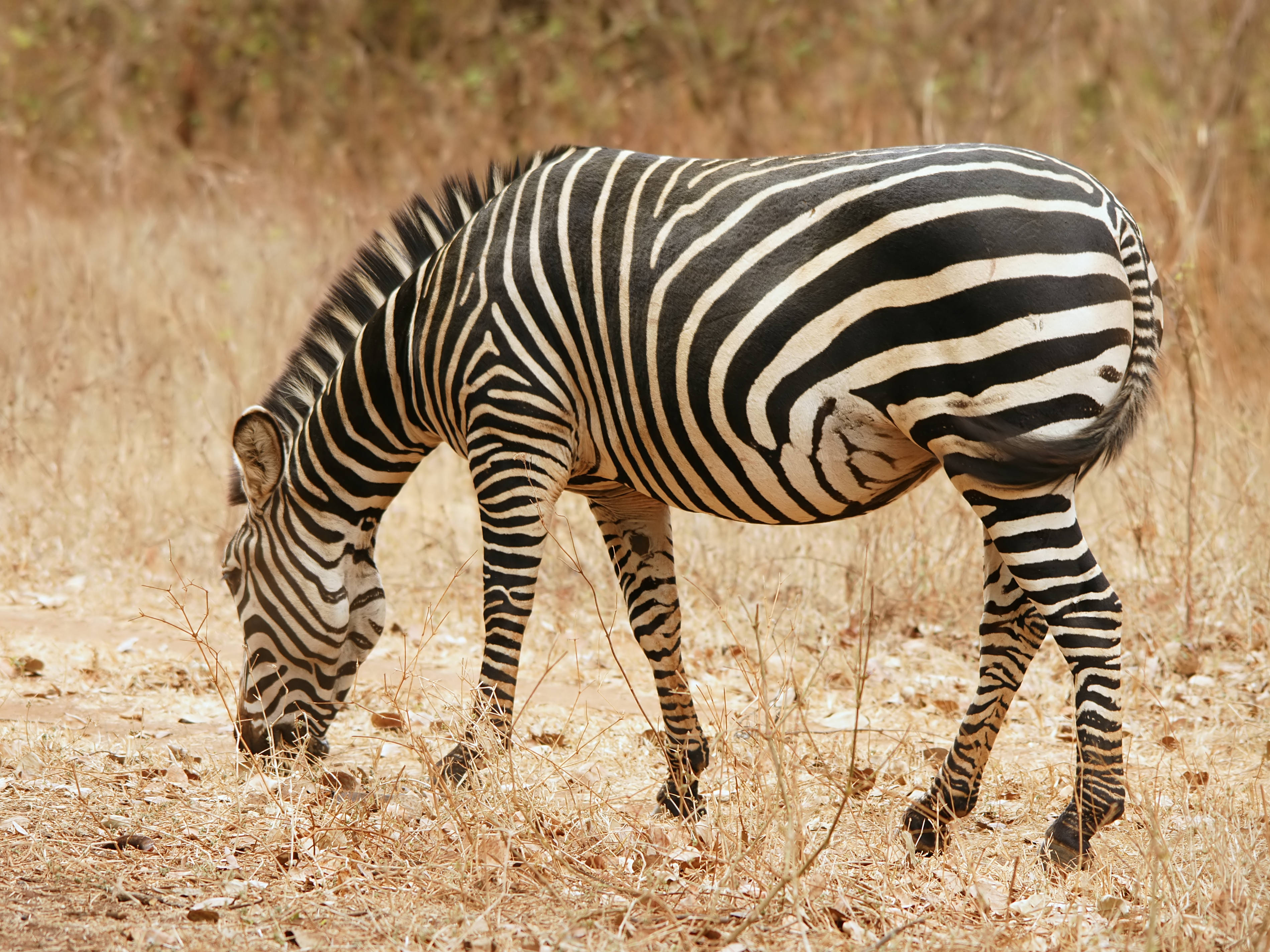
Một con ngựa vằn hoang

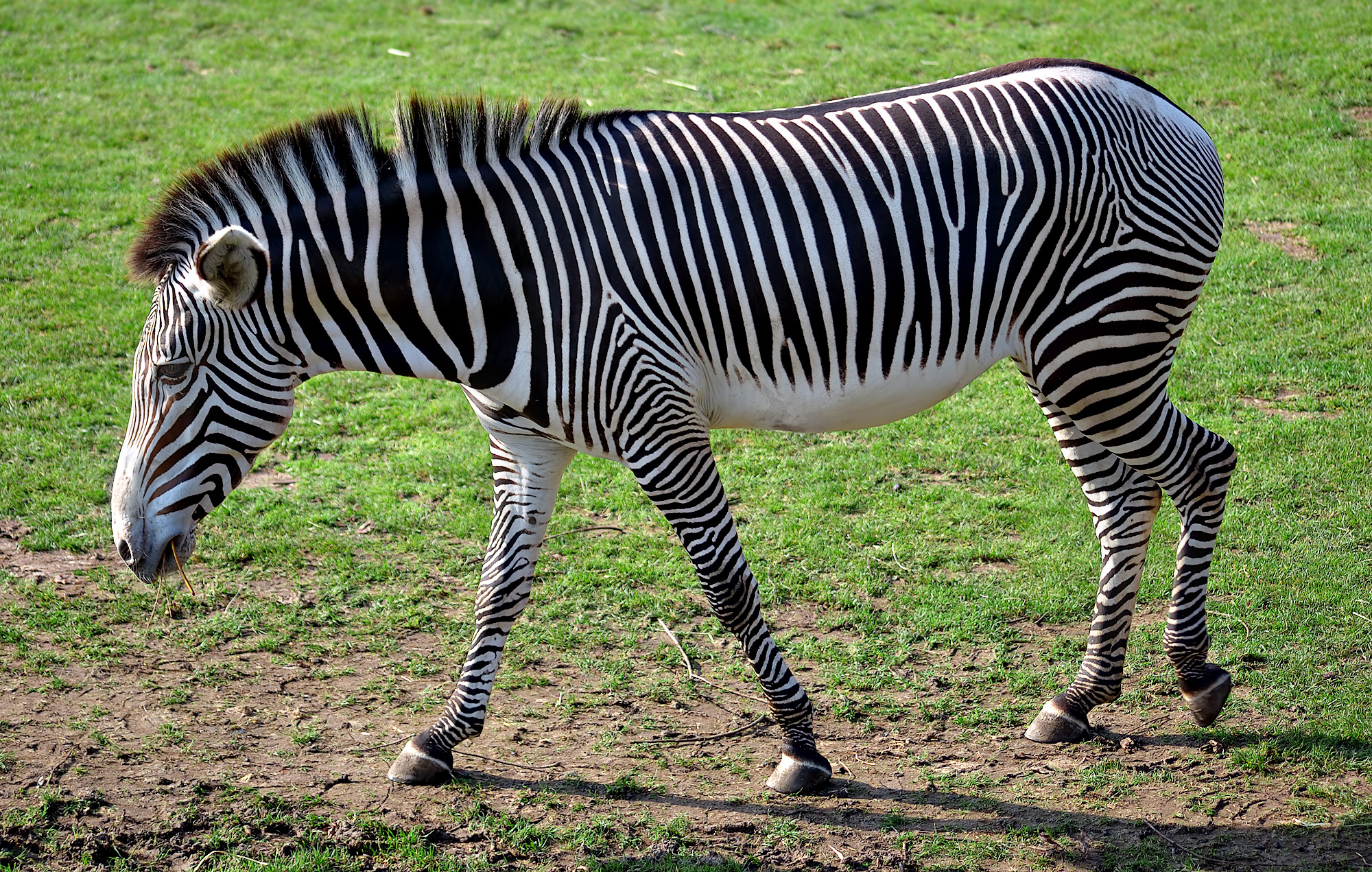
Ngựa vằn tai lừa

- Ngựa vằn hoang Hartmannn dễ nhận biết nhờ cái yếm dưới họng
- Ngựa Vằn Tai Lừa (Equus grevyi) có nhiều vằn hẹp và tai thẳng giống tai lừa, phủ đầy lông dầy, đây là loài ngựa vằn dễ dạy hơn cả được thuần hóa như ngựa để cỡi hay kéo xe tại các nước Abyssini, nam Sydan, Đông Phi, Somali.
- Ngựa vằn Grant: Là nhóm ngựa vằn đông đảo và ở rãi rác khắp Châu Phi, có các vằn đen trắng rất đẹp, đặc biệt trên mõm có một đóm nâu, sống lẫn lộn với Linh Dương và các loài thú ăn cỏ.

Màu sắc đặc biệt này của ngựa vằn có tác dụng rất lớn giúp chúng tồn tại trong điều kiện khắc nghiệt tại châu Phi. Màu sắc đen trắng xen kẽ giúp chúng làm giảm tới 70% nhiệt của ánh Mặt trời hấp thụ vào cơ thể. Cách bố trí các sọc trên cơ thể ngựa vằn cũng rất độc đáo, nó tạo ra các dấu hiệu riêng cho mỗi con ngựa vằn giống như dấu vân tay của con người. Còn đối với ngựa vằn thì đó là các sọc ở vai hoặc cổ, giúp chúng nhận biết các thành viên trong đàn. Dù vậy màu sắc sặc sỡ của ngựa vằn có thể thu hút các loài thú ăn thịt khác như sư tử hay linh cẩu. 

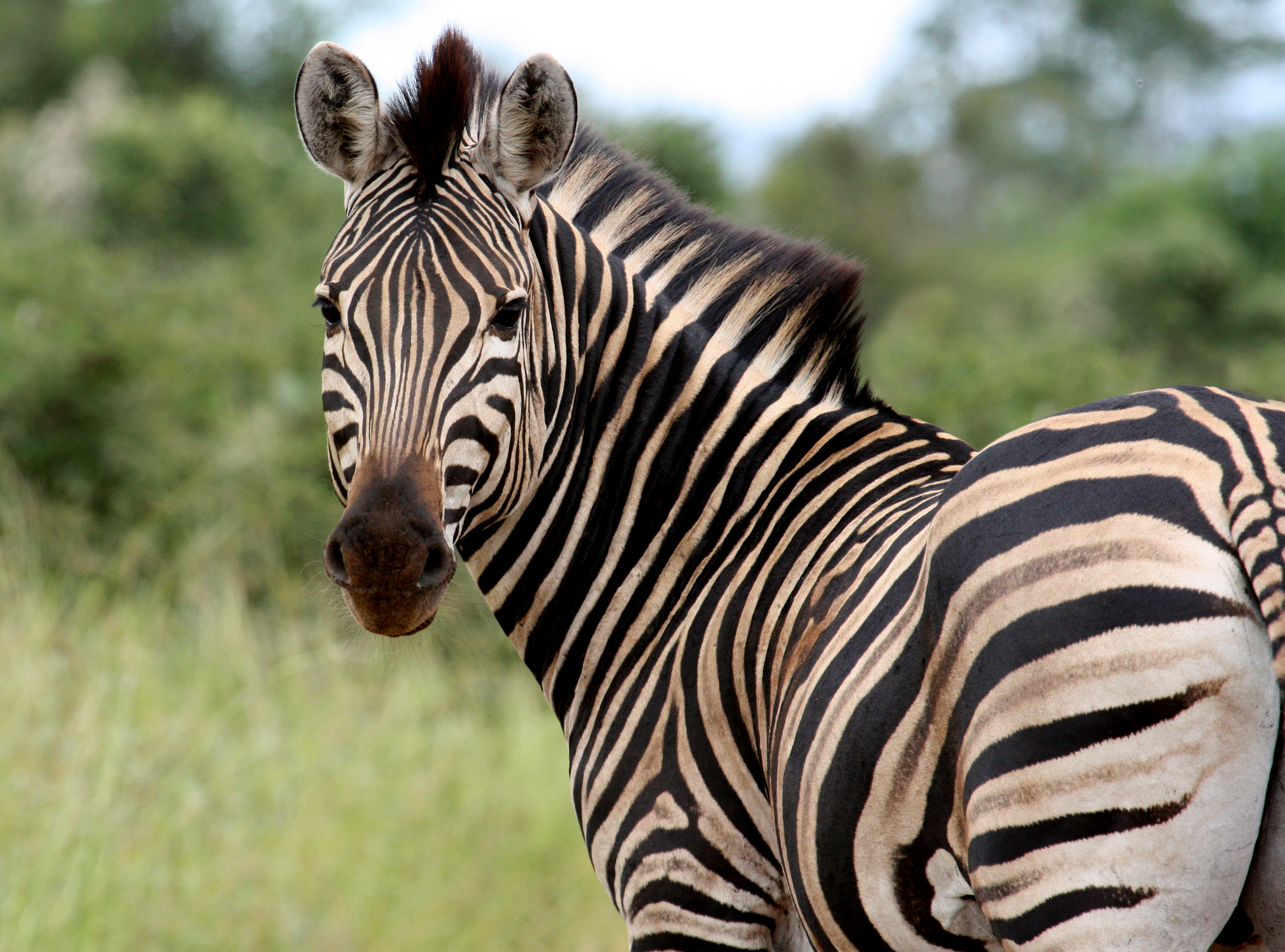
Những vết sọc trên thân hình con ngựa vằn

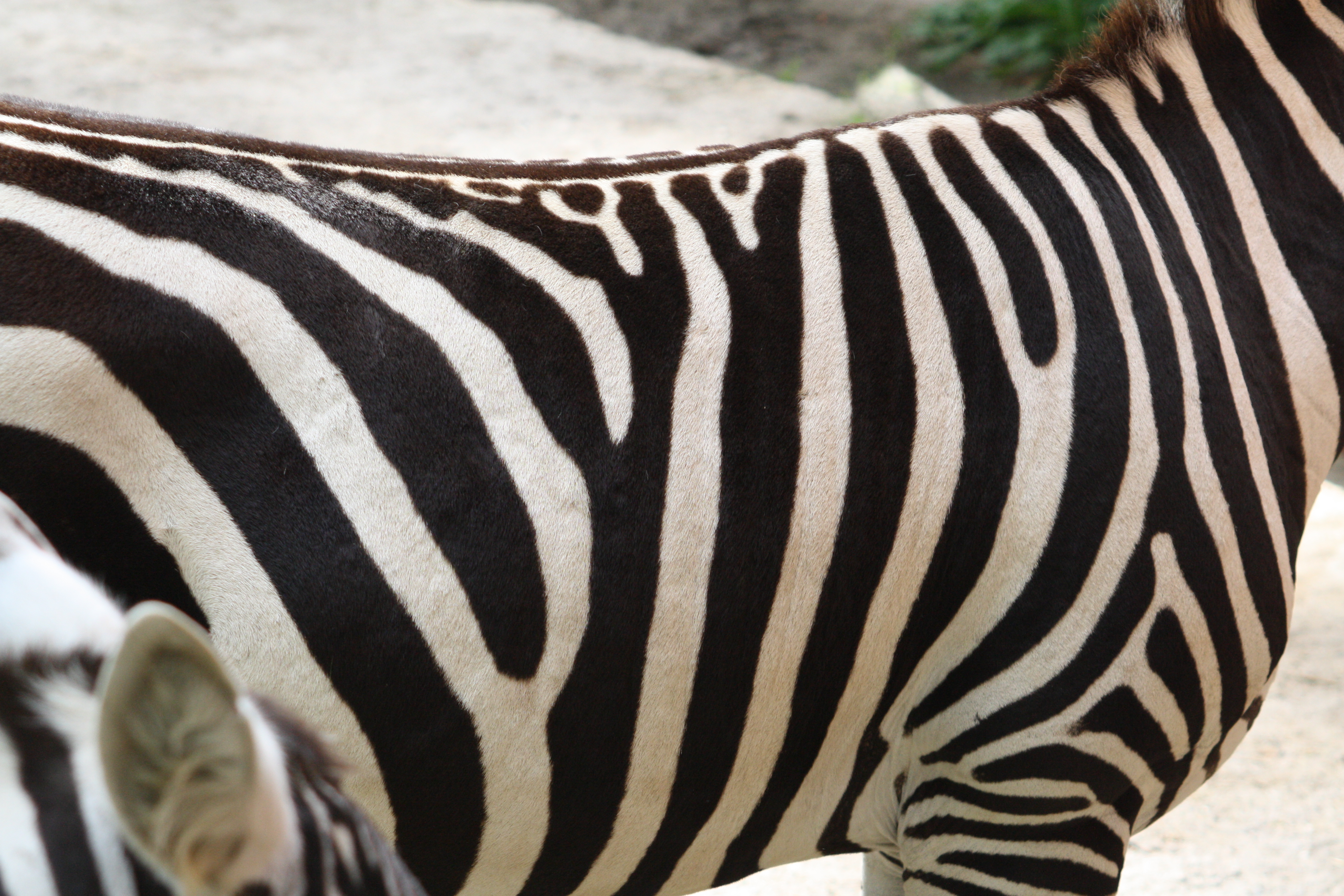
Ngựa vằn được cho là có màu đen sọc trắng chứ không phải là màu trắng sọc đen

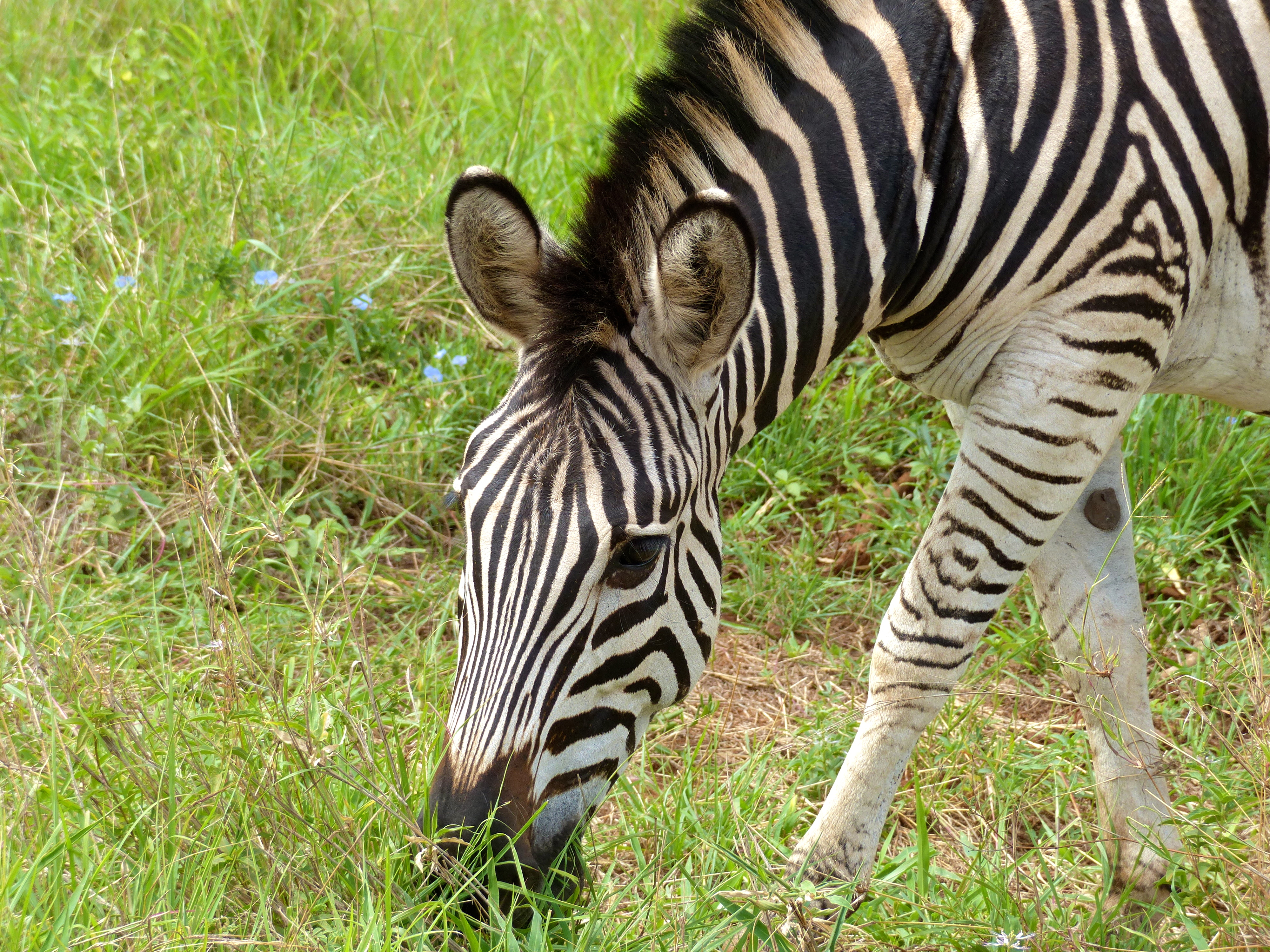
Những sọc của ngựa vằn

Tuy nhiên thực chất thì các sọc đen trắng này lại giúp ngựa vằn đánh lạc hướng các loài này. Khi những con ngựa vằn đứng tập hợp lại với nhau, với số lượng các sọc đen trắng lớn có thể đánh lừa các loài ăn thịt khác. Giống như một dạng ảo ảnh quang học, khiến cho 10 con ngựa vằn đứng gần nhau trông giống như một khối khổng lồ để đánh lừa các loài ăn thịt và khiến chúng không dám tới gần, các sọc đen trắng của ngựa vằn có tác dụng rất lớn, giúp chúng sống sót trong điều kiện khắc nghiệt và trước các loài thú ăn thịt.
Có thể nói, ngựa vằn châu Phi đã sử dụng các sọc trên bộ lông để làm lóa mắt những kẻ thù săn mồi, các sọc trắng đen xen kẽ trên bộ lông có tác dụng tạo ra ra ảo giác che giấu cử động của một con ngựa vằn và bảo vệ nó trước việc bị tấn công, các sọc trên bộ lông ngựa vằn không chỉ gây rối cho những động vật săn mồi lớn như sư tử, mà còn có ảnh hưởng đối với cả ruồi và sâu bọ. Các sọc chạy theo hướng dễ nhận biết trên phần hông và các sọc chạy dọc hẹp hơn trên lưng và cổ của một con ngựa vằn đã tạo ra những tín hiệu chuyển động bất ngờ, gây nhầm lẫn cho các đối tượng quan sát, đặc biệt là trong một đàn ngựa vằn.
Các sọc trên bộ lông ngựa vằn cũng tạo ra kiểu ảo giác này, giúp bảo vệ chúng trước sự dòm ngó của kẻ thù săn mồi và côn trùng gây hại, những dấu hiệu đặc trưng trên bộ lông ngựa vằn nhằm giúp chúng xua đuổi ruồi ngựa, loài chuyên hút máu và lây lan bệnh truyền nhiễm, các sọc trắng đen không hấp dẫn với những côn trùng hút máu này vì chúng phản xạ ánh sáng theo một cách nhất định.Các giả thuyết khác về chức năng của các sọc vằn này là những tín hiệu giao tiếp cộng đồng hoặc lớp nguỵ trang lúc bình minh và chạng vạng ở môi trường sống đồng cỏ.
Sọc vằn ở ngựa có thể để làm mát cơ thể. Những đường kẻ sọc có thể giữ mát cho ngựa vằn trong điều kiện môi trường sống ngột ngạt. Ngựa vằn có sọc kẻ đen và sọc kẻ trắng xen kẽ lẫn nhau, nhiệt độ là một yếu tố dự báo quan trọng, tác động đến những đường kẻ sọc trên thân ngựa vằn. Ngựa vằn ở khu vực có nhiệt độ lạnh theo mùa thường có ít vằn hơn so với những con sống ở nơi có nhiệt độ ấm, sự khác nhau về đường sọc trên da ngựa, mối liên quan giữa các dạng sọc vằn và 29 đặc điểm môi trường, mức độ phân chia sọc vằn trên da ngựa có tỷ lệ tương quan với thời tiết nóng, ở những nơi có môi trường nóng hơn, ngựa vằn thường có nhiều sọc vằn hơn.
Sọc vằn có thể tạo ra các dòng đối lưu nhiệt trong vùng không khí xung quanh cơ thể con ngựa. Không khí chuyển động nhanh hơn trên vùng sọc màu đen (hấp thụ ánh sáng Mặt Trời), chậm hơn trên sọc màu trắng, và tạo ra luồng không khí làm mát. So với linh dương sống ở gần đó, có kích thước tương tự nhưng khác nhau về màu lông, ngựa vằn có thân nhiệt thấp hơn. Sọc vằn có thể bảo vệ ngựa vằn trước nguy cơ bị các loài động vật ăn thịt tấn công, nhờ tạo ảo ảnh quang học. Nhiều ý kiến khác nhận định đây là yếu tố liên quan đến hoạt động giao phối, hoặc giúp chúng tránh được mầm bệnh từ ruồi.
Các sọc chéo rộng bên hông, đường kẻ sọc hẹp trên lưng và cổ ngựa vằn gây ra ảo giác cho người xem khi con vật di chuyển, đặc biệt trong một đàn ngựa vằn lớn. Điều này giúp đánh lạc hướng động vật ăn thịt, làm sai lệch quá trình tiếp cận của động vật ký sinh, những sọc của ngựa vằn còn giúp chúng giảm bớt cái nóng của châu Phi khi không phải hấp thụ toàn bộ nhiệt lượng ánh sáng mặt trời như những con ngựa đen thuần túy.Trên thực tế, những vằn vện đen trắng của loài này có thể coi là những món quà từ thiên nhiên, không có bất cứ một con ngựa vằn có sọc giống con khác, mỗi cá thể đều là độc nhất.Cũng chính vì thế nên chỉ một giờ sau khi sinh, ngựa vằn có thể nhận biết được mẹ của mình qua những sọc đen trắng đó.
Cho đến nay, các nhà khoa học mới chỉ tìm hiểu được một phần nào đó về màu sắc đặc biệt này của ngựa vằn, có không ít thắc mắc rằng, thực chất thì ngựa vằn là màu trắng sọc đen hay màu đen sọc trắng. Nếu chỉ dựa vào quan sát bằng mắt khó để trả lời được điều này, vì các sọc đen và trắng được phân bố rất đều nhau trên toàn bộ cơ thể của chúng. Tuy nhiên, những nghiên cứu về các tế bào sắc tố dưới lớp da của chúng có thể giúp xác định màu sắc thực của chúng, trong đó có nghiên cứu về các tế bào melanocyte dưới da có vai trò sản xuất sắc tố màu lông.
Đối với ngựa vằn cũng vậy, các tế bào melanocyte này quyết định màu sắc của chúng. Dựa trên việc phân tích các tế bào sắc tố này trong giai đoạn phôi thai của ngựa vằn, màu đen của ngựa vằn là kết quả của kích hoạt sắc tố bởi tế bào melanocyte, trong khi đó màu trắng là kết quả của sự ức chế sắc tố. Điều đó cũng có nghĩa là màu đen chính là màu sắc chính của loài ngựa vằn, còn các sọc trắng là kết quả của sự ức chế các tế bào melanocyte khiến cho chúng không tạo ra được màu đen và do đó có các sọc trắng.
Trong suốt quá trình tiến hóa, để tránh cái nắng oi bức của châu Phi, cũng như để ngụy trang, đánh lạc hướng kẻ thù, từ loài có một màu mà ngựa vằn đã tiến hóa để có thêm các sọc đen trắng. Đây mới là màu chính xác của ngựa vằn. Ban đầu, ngựa vằn có màu trắng, bộ lông này phù hợp với khí hậu nắng nóng của châu Phi, nhưng do nhiều kẻ thù (thịt của ngựa vằn có giá trị dinh dưỡng cao, thu hút nhiều loài ăn thịt) nên bộ lông chuyển có thêm vằn đen để dễ di chuyển, cho nên nó là ngựa trắn có vằn đen. Các tế bào biểu bì melanocyte nằm dưới da là thứ có vai trò quan trọng, quyết định đến màu sắc của ngựa vằn. Dựa trên quá trình phân tích các tế bào melanocyte này trong thời kỳ phôi thai của ngựa vằn. Chính sự kích hoạt sắc tố bởi tế bào melanocyte tạo nên màu đen cho ngựa vằn, trong khi đó, các màu trắng tồn tại được là do sự ức chế sắc tố, khiến chúng không tạo được màu đen.
Điều đó cũng mang lại câu trả lời dễ hiểu là ngựa vằn có màu đen là chính, trên đó là các vằn trắng. Vì một số ngựa vằn có lông trắng ở bụng nên người ta tưởng trắng là màu chính, còn các sọc đen là thứ mô hình thêm vào. Nhưng nếu chúng ta cạo lông một con ngựa vằn, ta sẽ thấy lớp da màu đen bên dưới. Khi còn là phôi đang phát triển trong tử cung, nó tuyền một màu đen. Các sọc trắng sau này mới nổi lên, giúp ngựa vằn đánh lạc hướng các loài thú dữ khiến chúng không dám tới gần. Khi những con ngựa vằn đứng tập hợp lại với nhau, các nhà khoa học cho rằng với số lượng các sọc đen trắng lớn có thể đánh lừa các loài ăn thịt khác. Như một dạng ảo ảnh quang học, 10 con ngựa vằn đứng gần nhau trông giống như một khối khổng lồ.

### Biến thể
Có những giống ngựa hiếm có bộ lông đẹp.

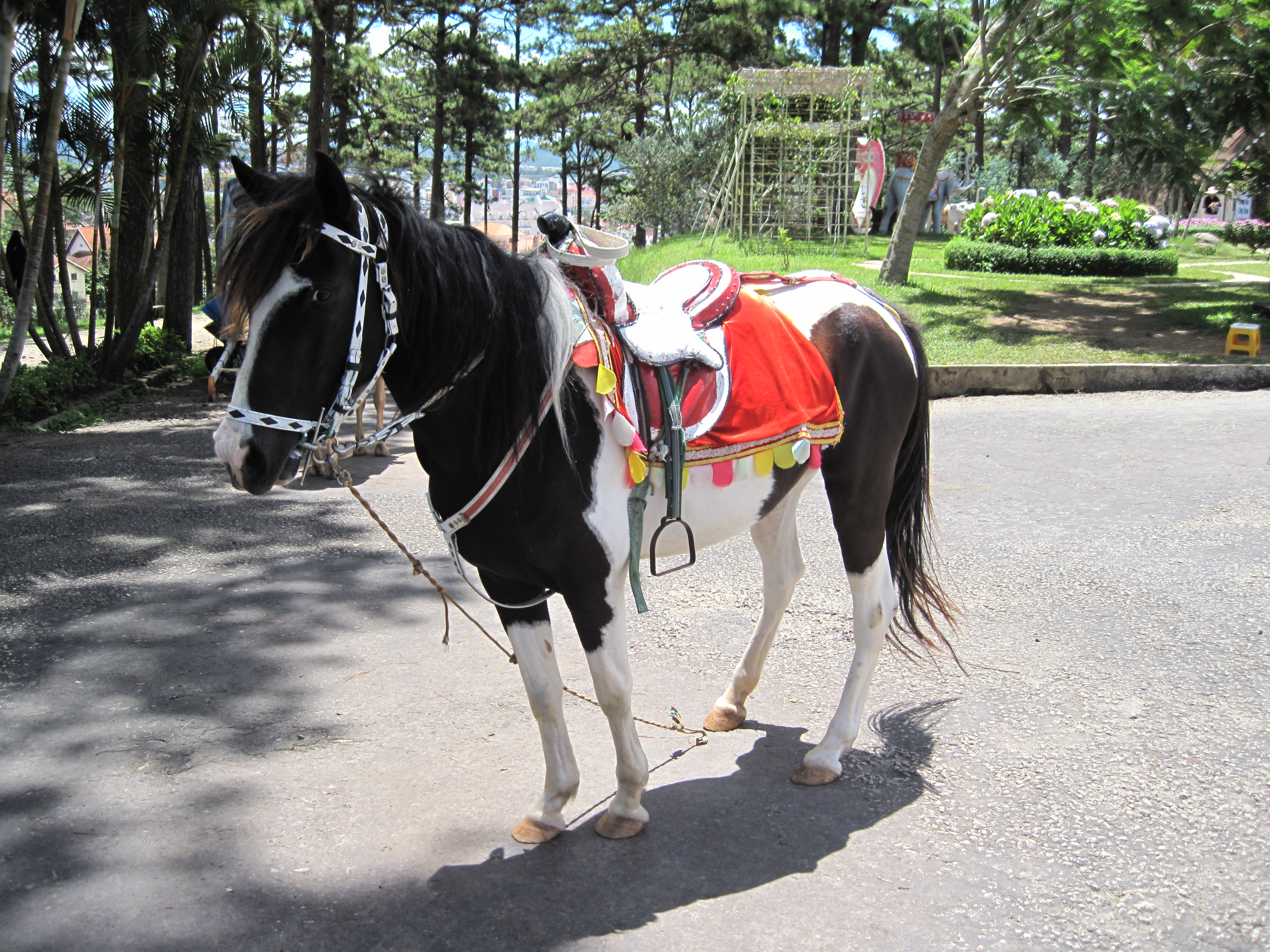
Một con ngựa Việt Nam với bộ lông khoang (ngựa Chuy)

- Ngựa Việt Nam: Màu sắc lông của ngựa Việt khá đa dạng, các màu chủ yếu là vàng, vàng nhạt, vàng thẫm, hồng, tía, xám, nâu, đen, lang đen. Lông bờm, lông đuôi và tứ chi thường có màu đen hoặc là màu thẫm hơn màu lông ở trên thân. Lông thay đổi màu sắc theo thời tiết để thích hợp với ngoại cảnh. Mùa hè lông ngựa ngắn và bóng mượt, mùa đông lông dài và thô. Ở Việt Nam, ngựa Việt thường để bờm trán rất dài, bờm dọc cổ ngựa thì xén ngắn, chót lưng lại để dài, để mấy sợi lông lòa xòa trước trán, đỉnh đầu húi cua, sau gáy lại để dài như bờm, con ngựa đẹp, bờm phải dày rậm, chân bờm phẳng đều tăm tắp, mọc đều thẳng đứng trên cổ ngựa như một cái bàn chải.
- Ngựa đốm hay ngựa Dalmatian hay còn gọi là ngựa đốm, đây là giống ngựa hiếm của nước Anh với bộ lông trắng điểm đốm đen dày đặc. Bộ lông của chúng khiến những con ngựa Dalmatian trở nên đặc biệt quý và cũng đặc biệt đắt.

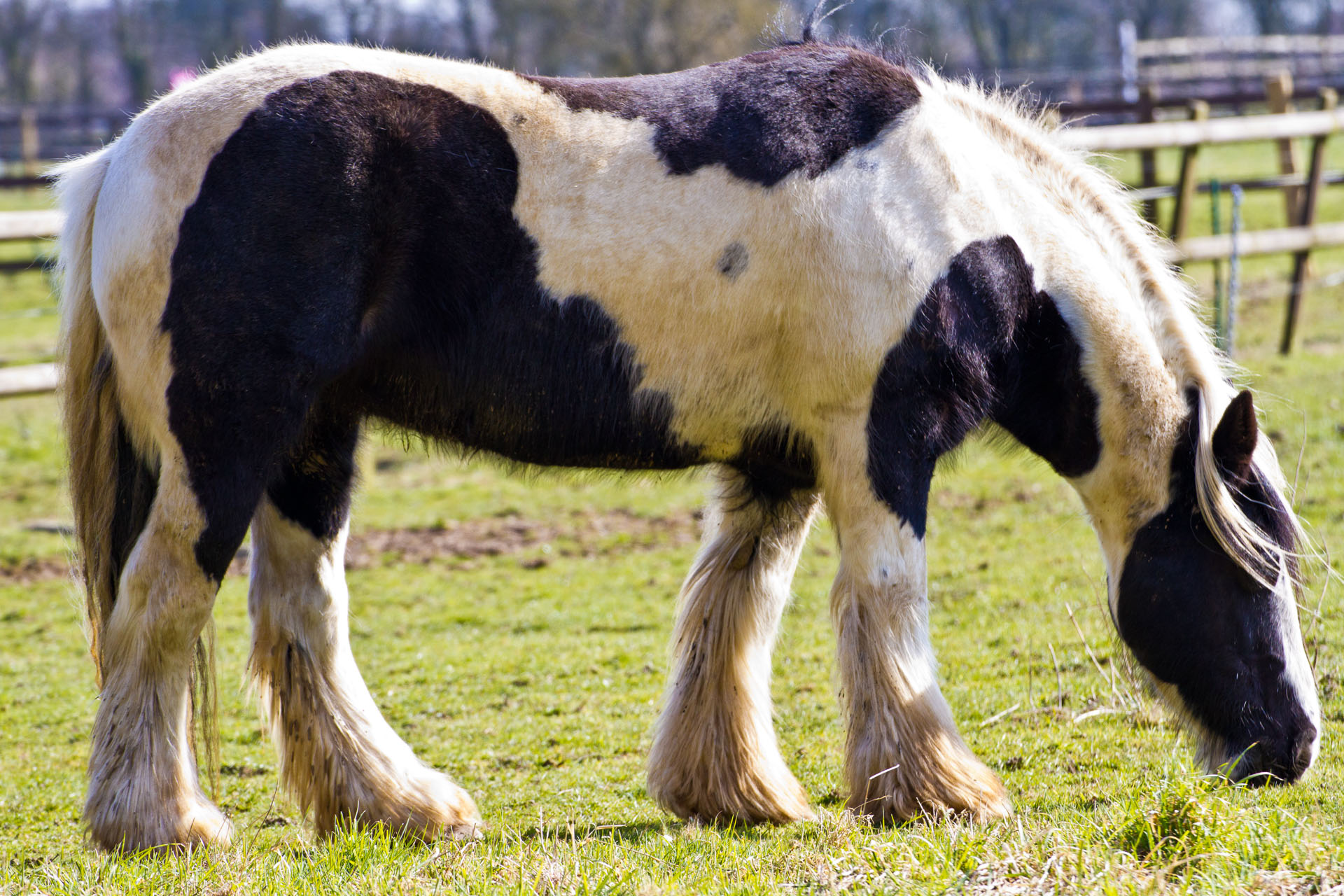
Ngựa khoang Pinto

- Ngựa Pinto hay còn gọi là ngựa khoang, đây là giống ngựa nổi tiếng với bộ lông khoang đen trắng ấn tượng, đẹp độc quyền mà không có giống ngựa nào khác có được. Pinto có nghĩa là piebald có nghĩa là hai sắc không đều, ngựa khoang, nhiều màu sắc, lốm đốm.
- Ngựa Buckskin Pinto (ngựa khoang da hoẵng) giống ngựa lai sở hữu cả hai vẻ đẹp hình thể mềm mại quyến rũ và bộ lông loang màu siêu đẹp.

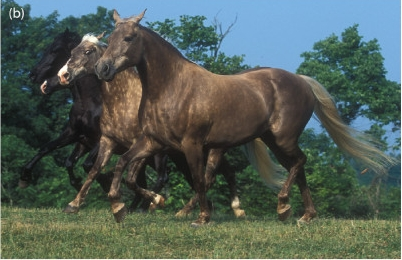
Silver Dapple

- Ngựa Silver Dapple Pinto, loài ngựa này là một trong số những loài ngựa đứng top đầu trong bảng danh sách những con ngựa mỹ miều nhất bởi bộ lông khoang điểm hoa văn. Lông đuôi dài mượt, màu trắng và cả bốn chân đều mọc lông dày điệu đà khiến chúng nổi bật khi xuất hiện ở bất cứ nơi đâu.
- Ngựa đốm xám Dappled Grey đúng như tên gọi có một bộ lông xám, loang những đốm trắng rất thú vị, không một con ngựa nào có thể sở hữu bộ lông đặc biệt như thế.

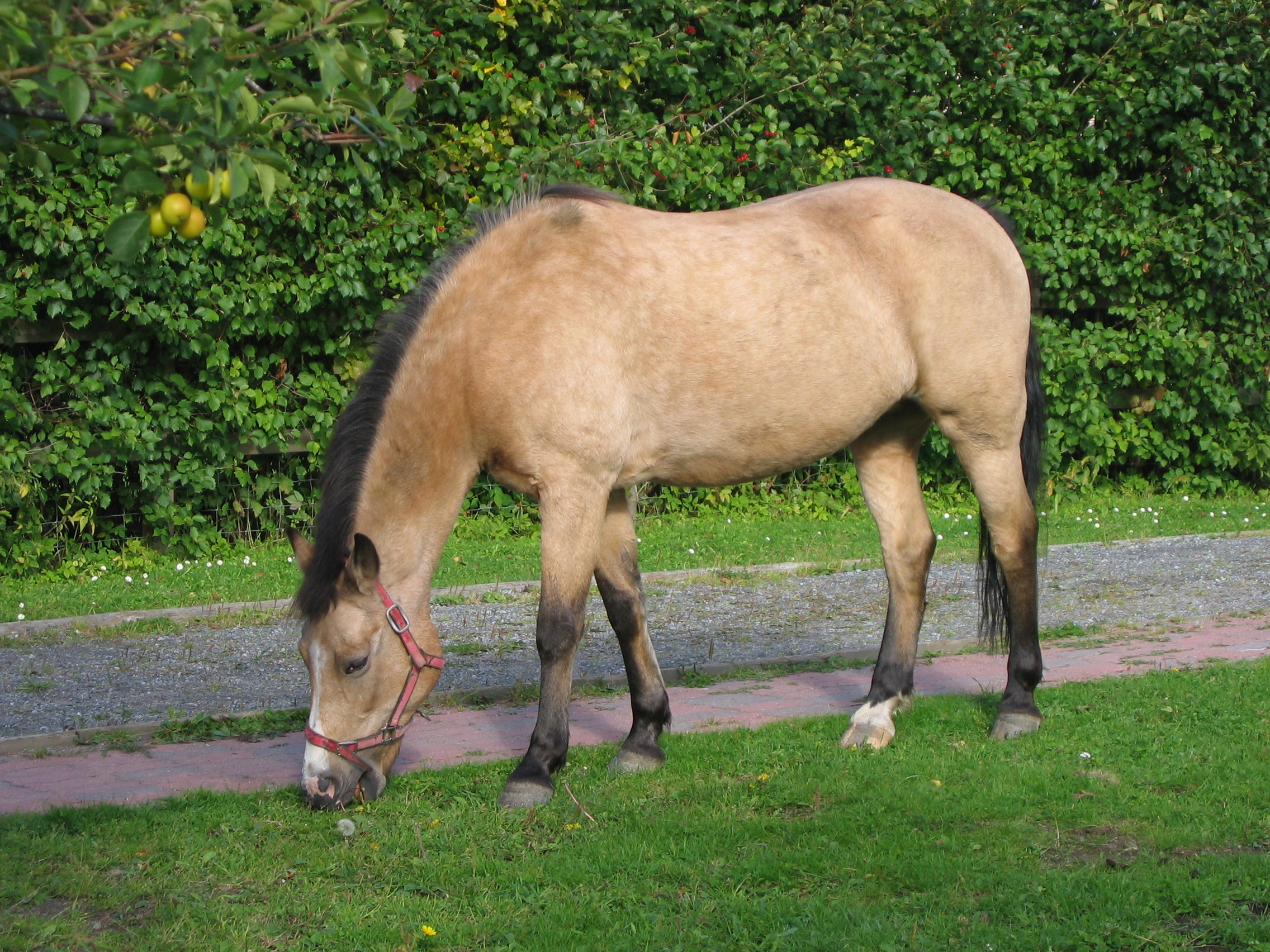
Một con ngựa lông da hoẵng

- Ngựa lông da hoẵng là những con ngựa thuộc giống Buckskin (da hoẵng) có một bộ lông độc đáo, cả mình đều nâu đen, chỉ có phần bụng màu vàng ngà khiến nó trông chẳng khác nào một cốc cà phê sữa đậm đặc. Chúng còn có vẻ đẹp đặc biệt với bộ lông màu nâu vàng óng ả cùng với những điểm nhấn ở chân, đuôi và bờm đen tuyền.

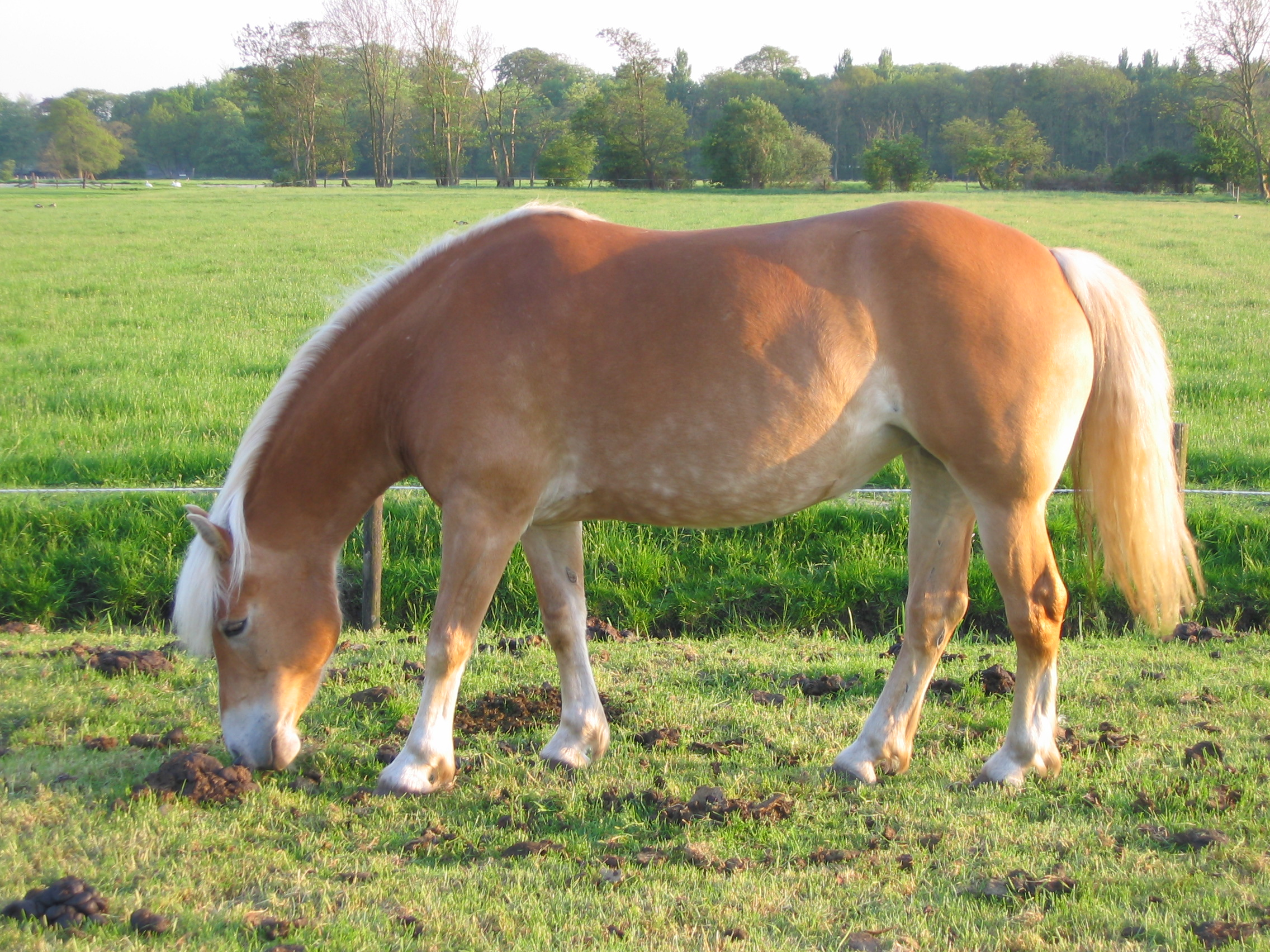
Ngựa Haflinger

- Ngựa Palomino (tên chỉ màu, không phải chỉ nòi) có màu lông vàng, bờm và đuôi trắng, như ở con ngựa lùn Haflinger từ nước Áo. Ngựa Haflinger là một giống ngựa được nuôi nhiều tại Áo và miền bắc Italia. Giống ngựa này nổi tiếng với bộ lông nâu đỏ tuyệt đẹp kết hợp hài hòa với bờm và đuôi màu trắng.

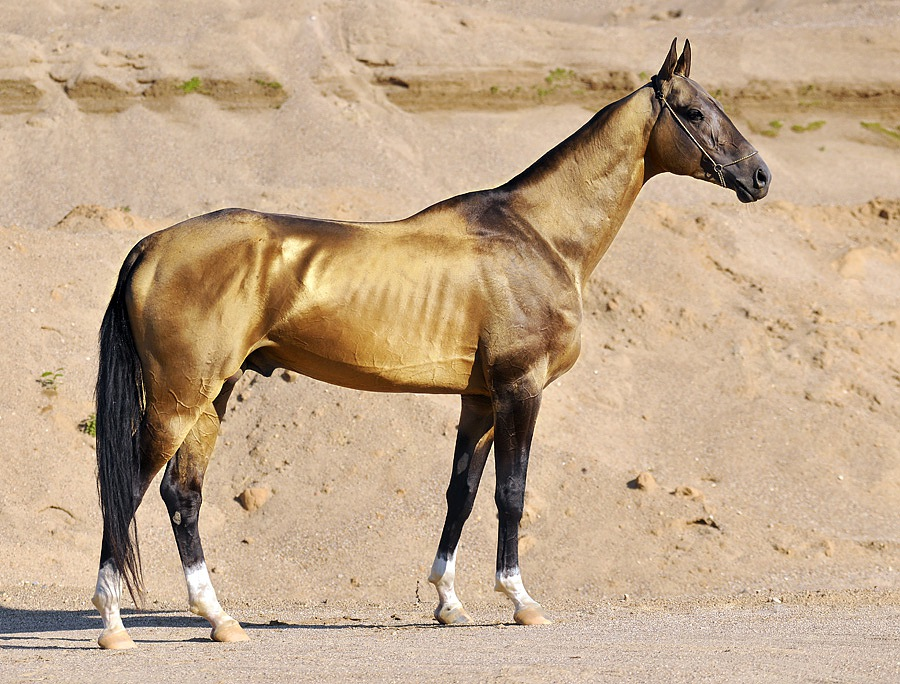
Ngựa qua Huyết Hãn Mã

- Ngựa Akhal-Teke là giống ngựa có bộ lông mượt như nhung, ánh kim đẹp tuyệt vời. Cùng với dáng dấp cao ráo, kiêu kỳ, đây được coi là một trong những loài ngựa đẹp nhất thế giới.
- Ngựa Sabino là giống ngựa có vẻ đẹp quyến rũ và bộ lông loang màu đặc trưng.

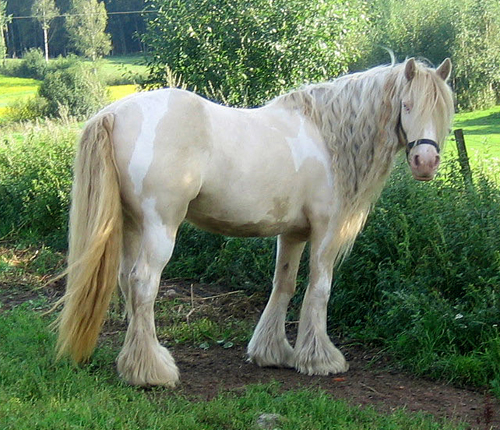
Perlino

- Ngựa giống Perlino xinh đẹp như một cô nàng tóc vàng quyến rũ và gợi cảm.
- Ngựa Chimera là giống ngựa có bộ lông nâu đỏ pha đen, nhấn nhá những khoang trắng đặc biệt luôn khiến những con ngựa khác ghen tị với bộ lông đẹp của mình.
- Ngựa Blue Roan (lựa bích lang), giống ngựa hiếm với bộ lông xám, xanh đen lôi cuốn. Đây là một trong những loài ngựa mà bất cứ người yêu ngựa nào trên thế giới đều muốn có. Roan có nghĩa là ngựa lang.
- Ngựa Anh: Nòi ngựa này có tầm vóc cao lớn, từ 1m4 tới 1m5, nặng tới 400 ký, gồm Hồng Mã (màu nâu đỏ) và Bạch Mã (màu lông trắng). Hiện nòi Bạch Mã Anh rất quý hiếm, luôn được sử dụng trong các cuộc thi tài thế vận.

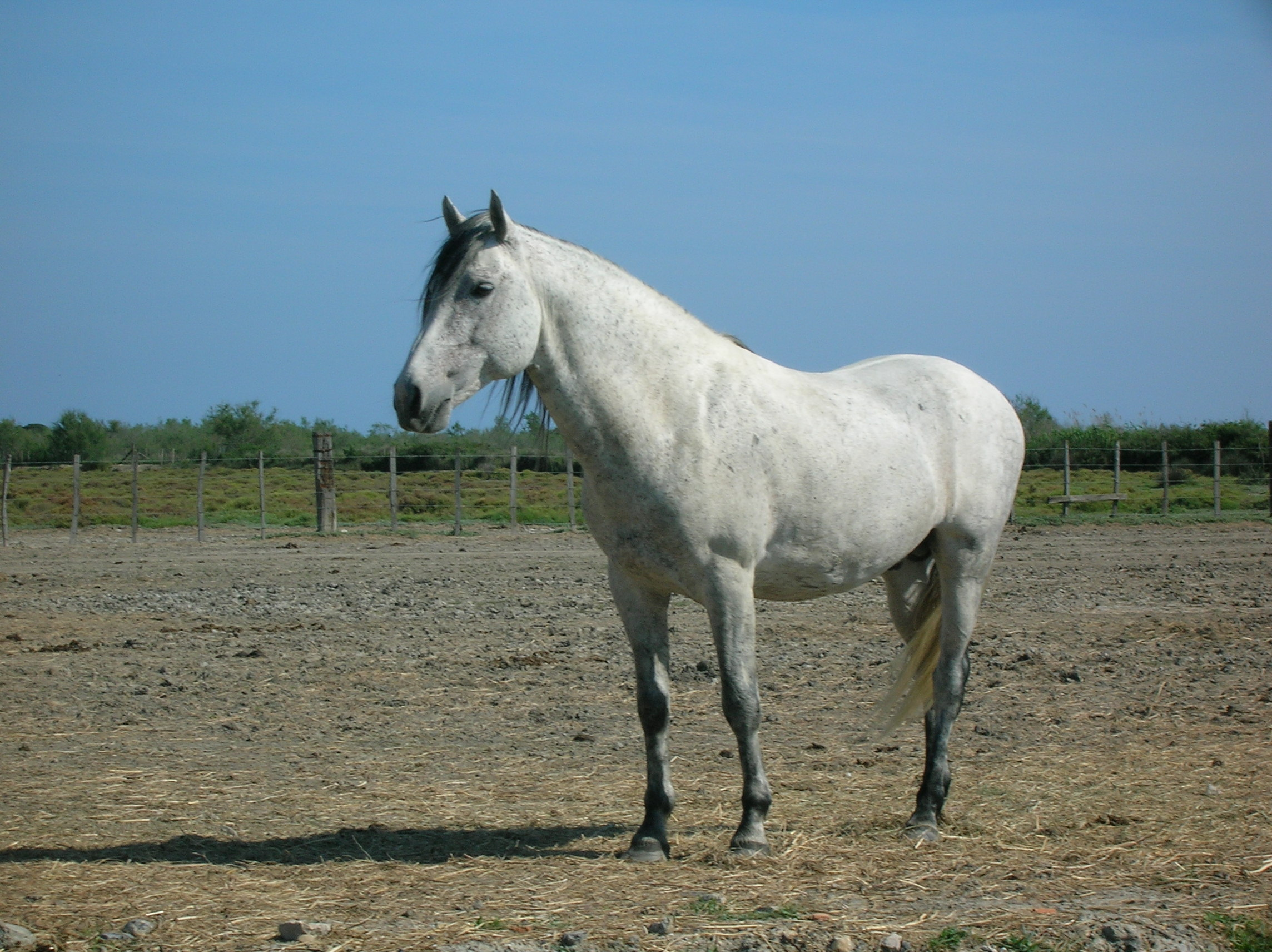
Ngựa xám pha đen

- Ngựa xám là loại da đen, có lông trắng pha đen, như con ngựa lùn Connemara từ Ailen.
- Ngựa đốm xám xuất hiện khi các lông xám sẫm tạo thành các vòng đốm trên nền xám nhạt hơn, như ở con ngựa Orlov Trotter từ nước Nga (ngựa nước kiệu Orlov).
- Ngựa hạt dẻ có màu nâu đỏ, với các mức độ đậm nhạt khác nhau, như ở con Ngựa nước kiệu Pháp (French Trotter) từ xứ Nóocmăngđi, Pháp (ngựa nước kiệu Pháp).
- Ngựa hồng lông đỏ hồng, bờm và đuôi đen và các "điểm" đen khác (tai, cẳng chân, mõm) như con ngựa hồng Cleveland này từ nước Anh.
- Ngựa nâu có lớp lông nâu pha đen, bờm, đuôi và cẳng chân nâu, như ở con ngựa Nonius này từ Hungari.